# Museo civico Luigi Bailo
Il Museo civico "Luigi Bailo" è un museo di Treviso, intitolato al fondatore e primo direttore dei Musei civici di Treviso, l'abate Luigi Bailo, e oggi dedicato alle raccolte d'arte dall'Impressionismo alle Avanguardie.
Il Museo Bailo è la più antica tra le attuali sedi museali civiche: le altre sono il complesso di Ca' da Noal - ca' Robegan, nel quale si tengono esposizioni temporanee, e il complesso di Santa Caterina, che ospita le raccolte archeologiche, le collezioni di arte medievale e moderna, ed altre esposizioni temporanee.

## Storia

### La fondazione: ilMuseo Trivigiano
La sede del museo, in Borgo Cavour, occupa gli spazi di un convento di origine rinascimentale (prima dei Gesuati, poi dei Carmelitani Scalzi); qui fu ospitato fin dal 1882 il Museo Trivigiano, fondato da don Luigi Bailo: l'anno della sua inaugurazione coincise con l'abbattimento della vicina chiesa e con la definitiva dismissione del convento dei Carmelitani. L'edificio era allora al contempo sede del Liceo ginnasio, della Biblioteca e dell'Archivio storico comunale.
Gli spazi destinati al Museo si rivelarono ben presto inadeguati, sia per il massiccio affluire di lapidi, manufatti rinascimentali, opere scultoree e pittoriche (tra le quali, nel 1883, l'importante ciclo di Tomaso da Modena delle Storie di sant'Orsola), sia per il progressivo incremento dell'Archivio storico comunale, fondato dall'abate stesso.
Nel 1888 l'abate dovette occupare anche il chiostro dell'ex-convento, per l'occasione decorato ad affresco con motivi medievali.
Una nuova facciata, riccamente decorata e recante l'iscrizione "MVSEVM TARVISI", fu inaugurata nel 1904.
Finalmente, nel 1922, grazie al completamento della nuova sede del Liceo Canova, il Museo poté ampliare i propri spazi espositivi, che furono ulteriormente incrementati grazie all'acquisto, nel 1935, del complesso di Ca' da Noal.
Grazie alla traslazione della collezione di arti applicate, la pinacoteca poté confluire nel 1938 nelle sale ai primo piano, nel riallestimento curato da Luigi Coletti.

### Il bombardamento, la ricostruzione e il restauro
Venne quindi il bombardamento del 1944 e a causa degli ingenti danni, l'edificio poté essere riaperto soltanto il 15 giugno 1952 nell'allestimento curato da Forlati, Muraro e Coletti.

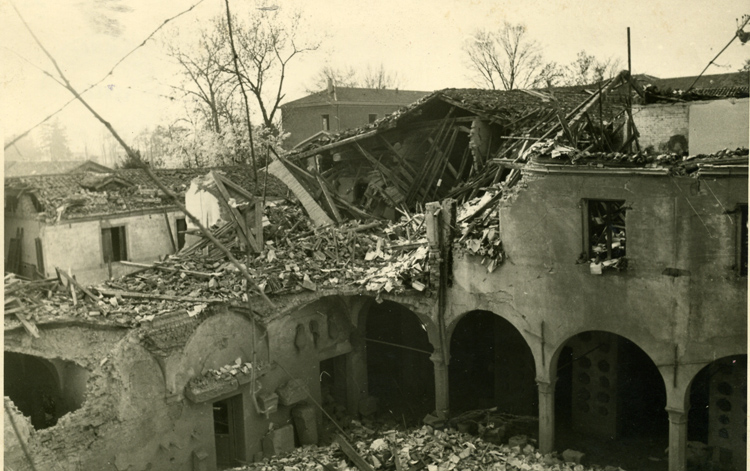
Le condizioni dell'edificio dopo il bombardamento del 1944.

A partire dal 1959, il museo Bailo divenne sede anche della raccolta comunale d'arte moderna.
Gli spazi del museo si suddividevano così in sezione archeologica, pinacoteca e galleria comunale d'arte moderna:
- la sezione archeologica, che occupava buona parte del piano terra ed il chiostro cinquecentesco, ricca di reperti che spaziano dall'età del rame, del bronzo, ferro, il periodo di fioritura dei paleoveneti, fino all'epoca romana, e che oggi ha trovato la propria sede definitiva nel complesso di Santa Caterina;
- la pinacoteca, testimone in particolare dello sviluppo della pittura veneta tra il XIII ed il XV secolo, che si snodava nelle numerose sale, per lo più al piano superiore, che circondano i due chiostri; tra le opere da ricordare, una Crocifissione di Jacopo da Bassano, la Resurrezione di Cristo di Paris Bordon, una Madonna in trono con Gesù Bambino, san Giovanni Battista e san Girolamo sempre di Paris Bordon e il Concerto in villa di Ludovico Pozzoserrato (anche queste quattro tele, come pure le moltissime altre che formano la pinacoteca civica di Treviso, sono state trasferite ed esposte nel complesso di Santa Caterina);
- la galleria d'arte moderna, che conservava opere di artisti veneti tra il XIX ed il XX secolo, e che divenne il primo nucleo dell'attuale esposizione permanente del Museo Bailo.

Dal luglio 2003 il museo venne chiuso a causa di "necessari quanto impegnativi lavori di ristrutturazione".  A luglio 2011 il Comune di Treviso annunciò il programma dei lavori di restauro del Museo Bailo: l'intervento riguardava la ristrutturazione del chiostro interno, il consolidamento delle fondamenta, la realizzazione degli impianti e di nuovi spazi espositivi. Al Museo Bailo sarebbe quindi rimasta la galleria comunale d'arte moderna e contemporanea.
Il museo civico "Luigi Bailo" è stato riaperto al pubblico il 29 ottobre 2015. La parte ristrutturata e aperta al pubblico, tuttavia, era solo una parte, circa la metà, dell'intero complesso. Nel 2019 è iniziato il secondo stralcio di lavori, che si sono conclusi nel 2024 con l'apertura di sette nuove sale. Per la ristrutturazione della parte restante dell'edificio al momento (2025) mancano ancora i fondi.

## La sede espositiva rinnovata

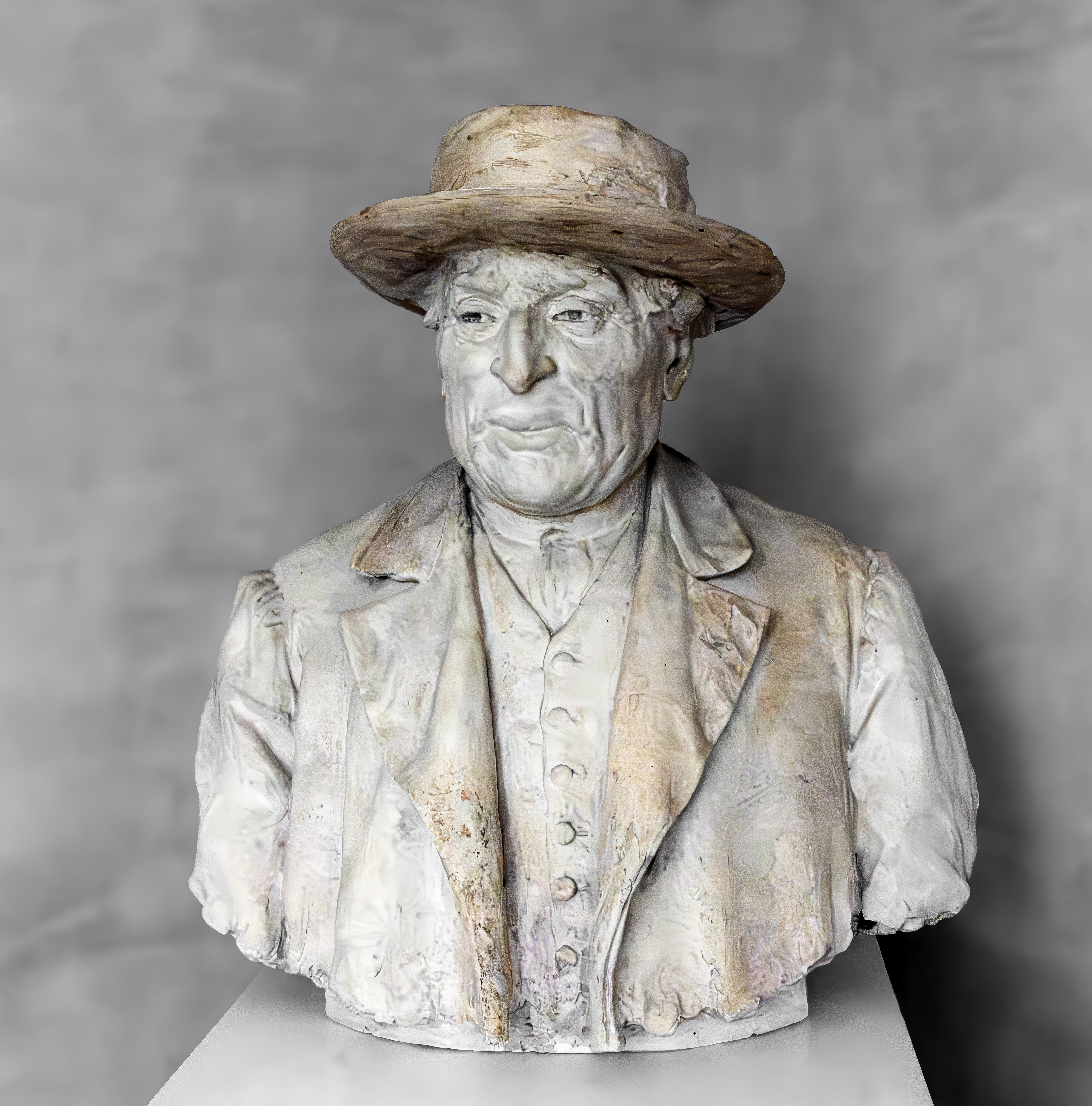
Busto di Luigi Bailo

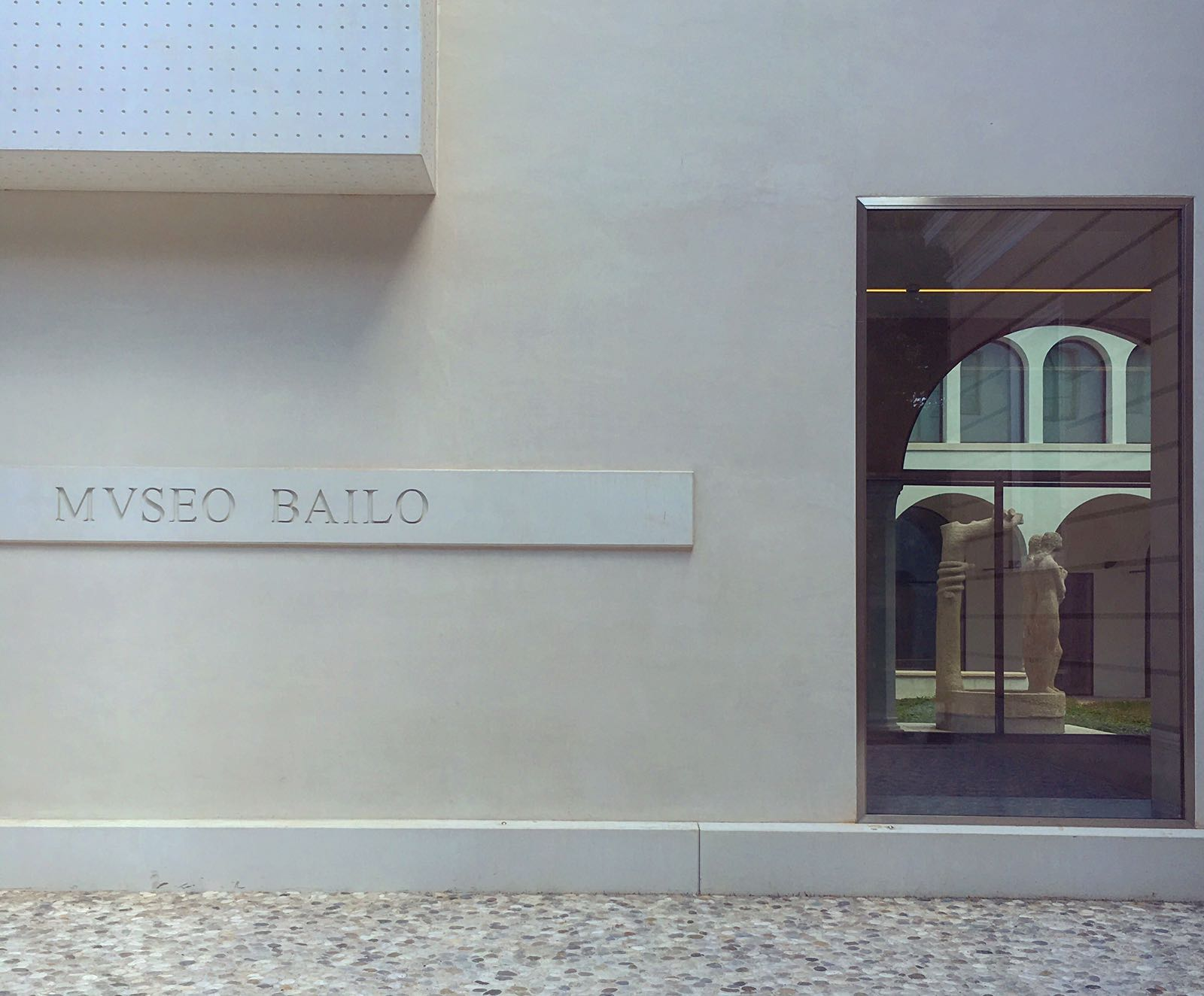
Particolare della facciata

Il primo elemento distintivo dell'intervento di ristrutturazione e riallestimento è l'architettura, ripensata nella facciata e negli spazi interni.  Il progetto è stato realizzato da Studiomas (Marco Rapposelli e Piero Puggina), capogruppo, e dall'architetto austriaco Heinz Tesar, in collaborazione con l'architetto Giancarlo Rosa.
Anche la piazzetta esterna è stata ridisegnata come una sorta di "atrio urbano" sul quale si proietta il disegno della facciata.  Sulla facciata stessa spiccano le linee di una croce, a ricordo della precedente destinazione conventuale dell'edificio.
Attraverso una grande finestra fissa, questo atrio rappresentato dalla piazza comunica visivamente con il chiostro sud, il cui perno fisico e simbolico è rappresentato da Adamo ed Eva (celebre scultura di Arturo Martini acquisita dalla città con pubblica sottoscrizione nel 1993), per suggerire da subito l'idea di un museo "aperto" in dialogo con la città stessa.
L'altissima e luminosa galleria d'ingresso, disegnata come la strada di una città, penetra nella profondità del complesso.
Un secondo decisivo elemento di interesse è costituito dal rinnovamento di tutto l'allestimento e dal nuovo percorso di esposizione.  Gli ambienti offrono, al momento, un'importante antologia della galleria comunale di arte moderna, con circa 340 opere del secondo Ottocento e della prima metà del Novecento, la cui "spina dorsale" è rappresentata dalla collezioni di opere di Arturo Martini, uno dei più grandi scultori italiani del XX secolo.

### Primo piano
La visita inizia al primo piano con le quattro sezioni
1. Artisti a Treviso fra Ottocento e Novecento
2. Il giovane Arturo Martini
3. Gli anni di Ca' Pesaro
4. Artisti a Treviso tra le due guerre.

Il percorso si apre con la pittura degli ultimi decenni dell'Ottocento, con sale dedicate ai ritratti, alla pittura dal vero, a "Luce, macchia e impressioni", ai paesaggi dei Ciardi, a "Storicismo e realismo in scultura".  Gli artisti qui rappresentati sono diversi per età, formazione e linguaggio.  Accanto a protagonisti ancora di matrice neoclassica e di gusto romantico, operano le nuove generazioni di formazione accademica veneziana e autodidatte, che esprimono la tendenza naturalistica nella produzione di soggetti popolari e di genere locale, e la rinnovata sensibilità al paesaggio. Tra questi Luigi Serena, Giovanni Apollonio, Vittore Cargnel, Guglielmo Ciardi con i figli Beppe ed Emma.  Particolarmente rappresentato è Luigi Serena, che ritrae l'animazione della vita cittadina e dei suoi ceti più popolari e ricostruisce in ambientazioni realistiche scene tra le più quotidiane, sempre attento ai valori pittorici e compositivi e con particolare abilità nell'uso della luce.
Tra gli scultori si incontrano Luigi Borro e Antonio Carlini, la cui produzione evoca l'ambiente in cui si formò la personalità di Arturo Martini.
Nelle sale che si sviluppano intorno al chiostro, sempre al primo piano, è largamente illustrata la fase giovanile e della prima maturità di Martini, nel periodo compreso tra gli anni dell'apprendistato e delle mostre a Treviso e a Venezia (e della messa a frutto delle esperienze maturate a Monaco di Baviera e a Parigi) e gli anni a ridosso e durante la prima guerra mondiale.  Alle sculture, con opere capitali come Maternità e Fanciulla piena d'amore, si affiancano l'importante esperienza grafica e quella ceramica, in specie con la produzione di vasi e soprammobili per la fornace trevigiana Gregorj.
A fronte scorre una significativa antologia di Gino Rossi, amico e sodale di Martini, con opere entrate da tempo a far parte della collezione dei Musei civici trevigiani (tra cui Primavera in Bretagna e Paesaggio asolano) e altre concesse in prestito da privati (Ritratto di Michel Carion marinaio).
Partendo dalla Galleria dell'Ottocento, si possono visitare sette sale in cui sono esposte più di 100 nuove opere del XIX e XX secolo, entrate nelle collezioni dei musei civici trevigiani grazie a importanti lasciti.
Il percorso continua con altri artisti: gli scultori Guido Cacciapuoti e Ottone Zorlini, i pittori Aldo Voltolin, Nino Springolo e Alberto Martini (serie simbolista delle Fantasie del sole e Autoritratto interiore).
La sezione dedicata agli "Artisti a Treviso tra le due guerre" comprende opere di Lino Selvatico, Juti Ravenna, Sante Cancian, e diversi altri.

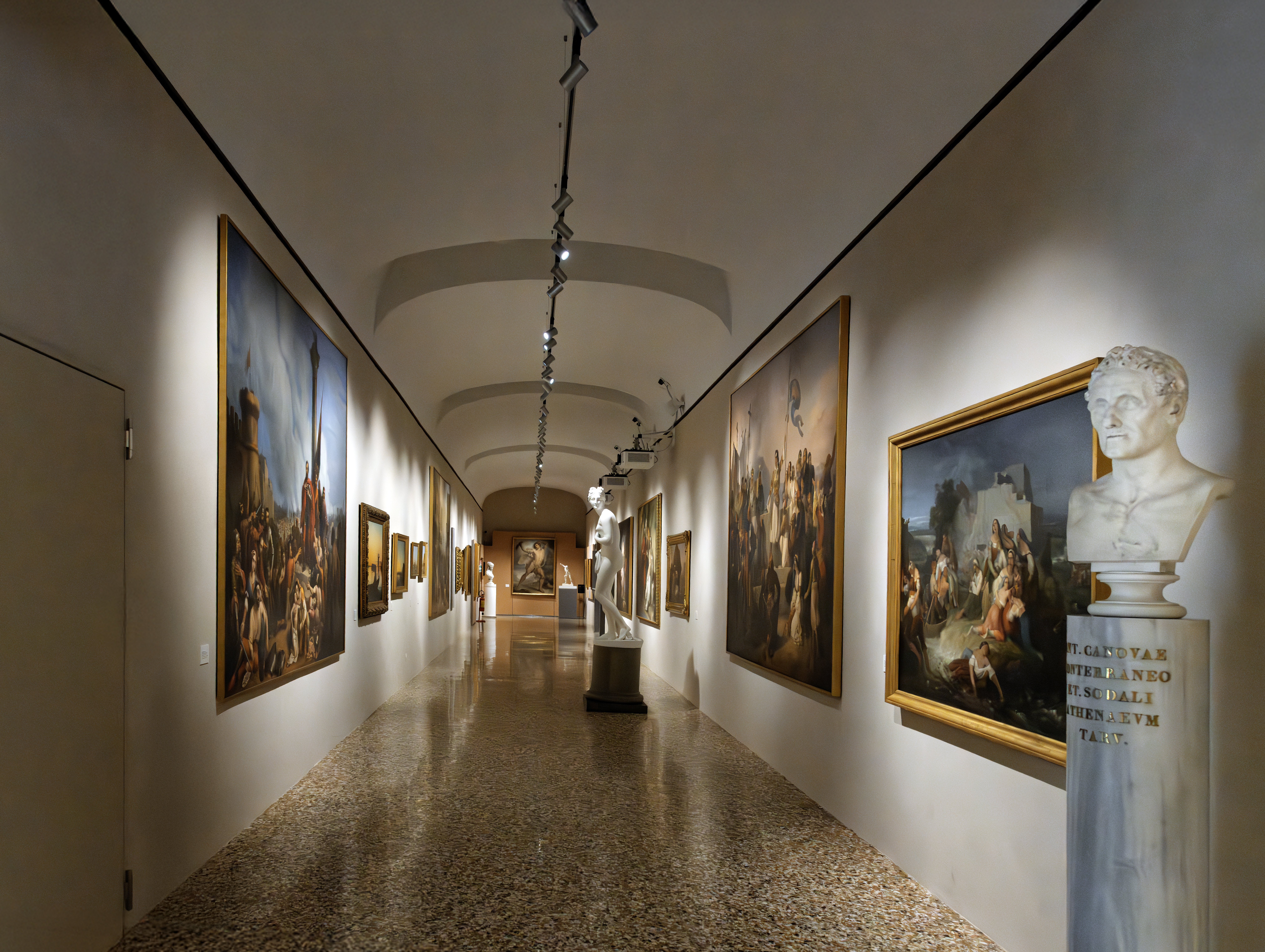
Primo piano
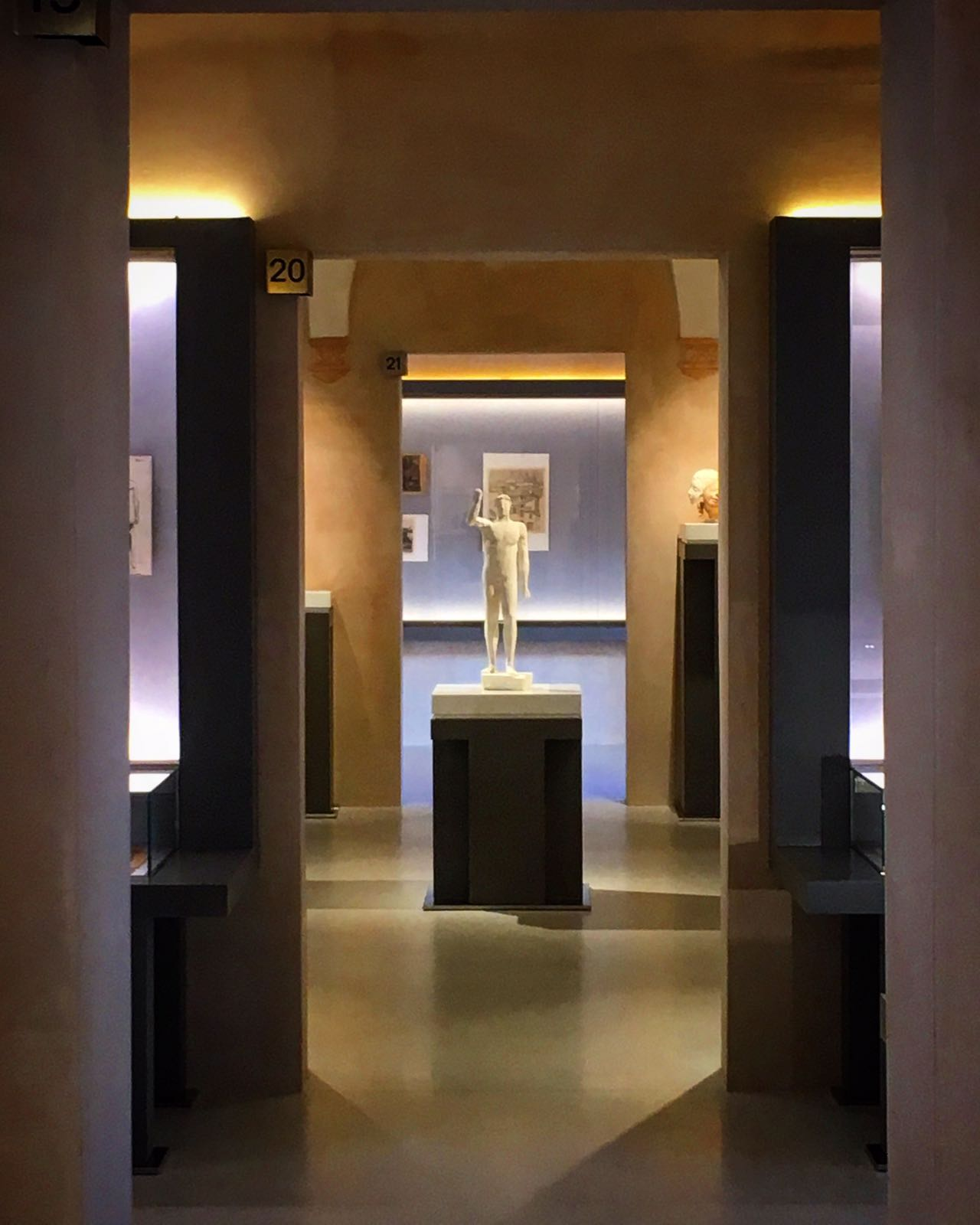
Sale allestite al primo piano
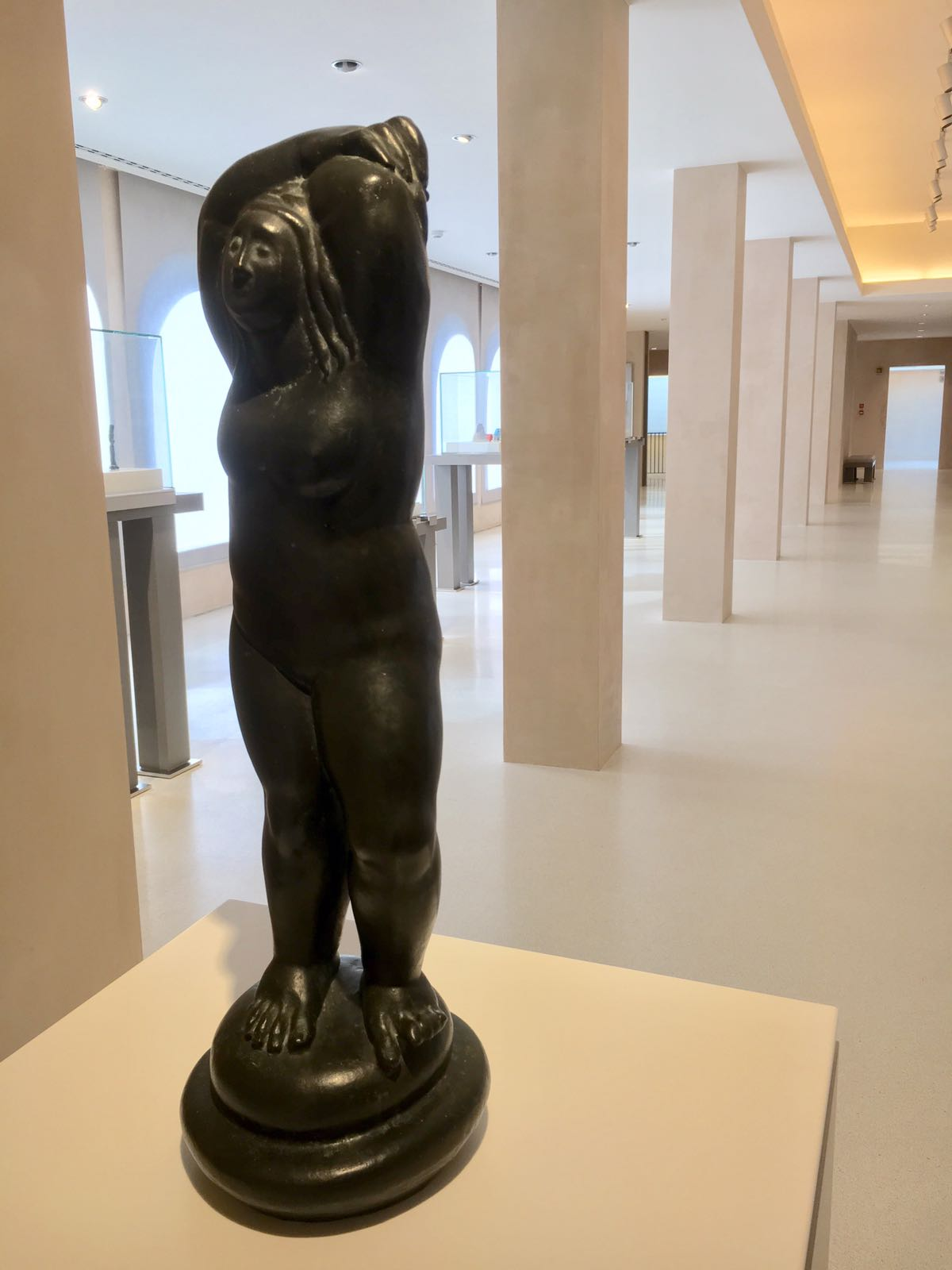
La sezione "Bronzi di Arturo Martini degli anni Venti"

### Piano terra

Il chiostro sud del Museo

Ritornati al pianterreno, l'esposizione prosegue con Giovanni Barbisan, del quale sono esposti un giovanile Autoritratto e il grande pannello affrescato I rurali sono i nostri migliori amici, di chiaro gusto fascista, che l'autore ventiduenne presentò alla Biennale di Venezia del 1936.
La visita prosegue con la sezione monografica dedicata alla piena maturità di Arturo Martini, allestita negli ambienti a est del chiostro: le sale sono dedicate ai "Bronzi degli anni Venti", "Piccola plastica e rilievi degli anni Venti", "Disegno, grafica e pittura".  Le opere raccolte in queste sale danno prova della passione di molti trevigiani per il collezionismo d'arte, passione che si è poi concretizzata in numerose donazioni di opere al museo civico.  Tra queste va citata, soprattutto, la Pisana di Arturo Martini, dono dei coniugi trevigiani Mazzolà, benefattori insigni del museo e della biblioteca civica.
In un braccio del chiostro chiuso da vetrate spicca un altro capolavoro di Arturo Martini, La Venere dei porti, acquisita dal Comune grazie all'interessamento del critico Giuseppe Mazzotti: è una delle grandi terrecotte create tra la fine degli anni Venti e i primissimi anni Trenta, il periodo di più alta ispirazione dell'artista.
All'aperto nel chiostro, oltre all'Adamo ed Eva già citati, i due acroteri di Arturo Martini, raffiguranti Terra e Mare: si tratta di due possenti sculture di cemento ad altezza naturale.

## Opere conservate nel museo

### Sculture

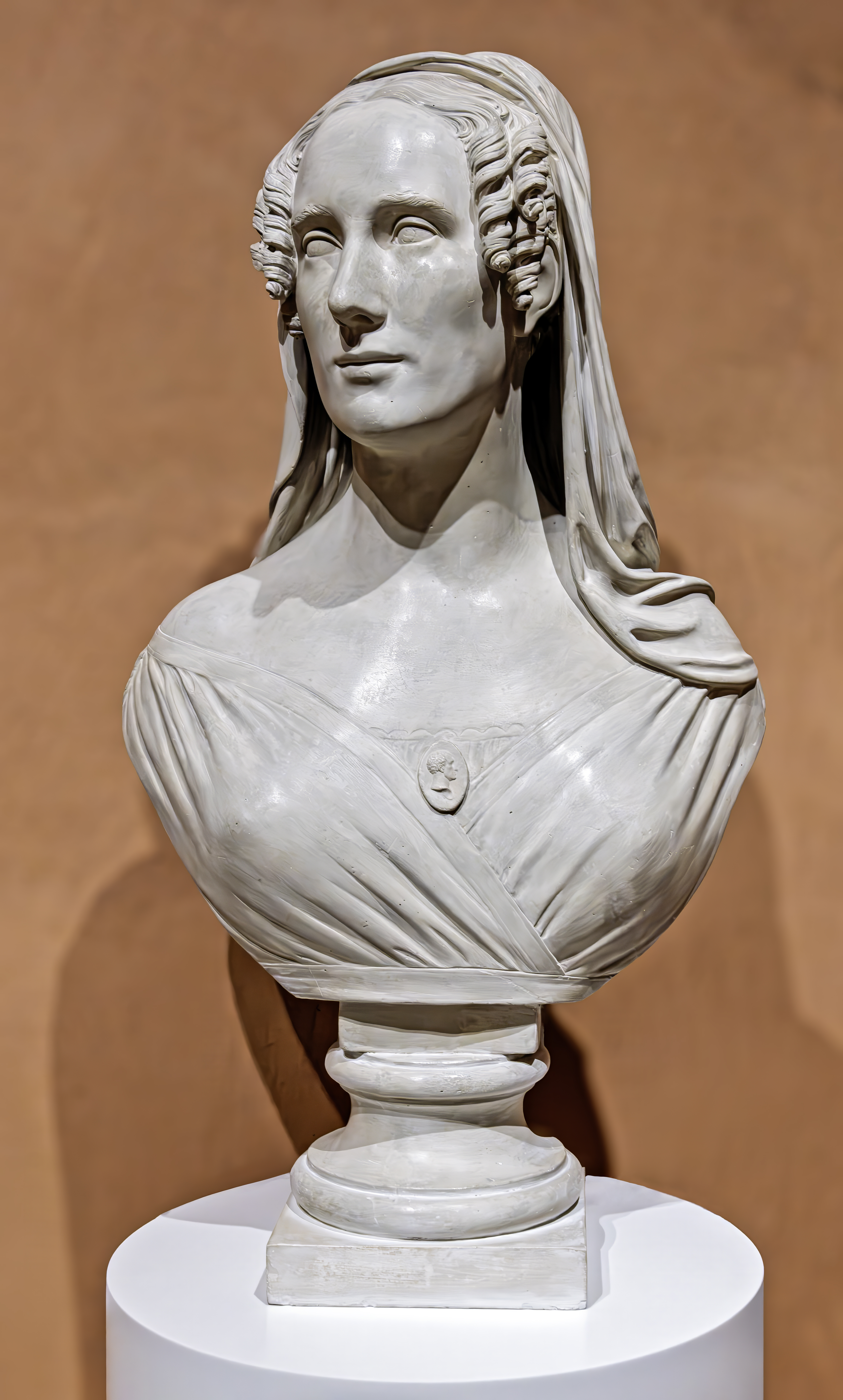
Luigi Zandomeneghi, Busto di Marianna Angeli Pascoli
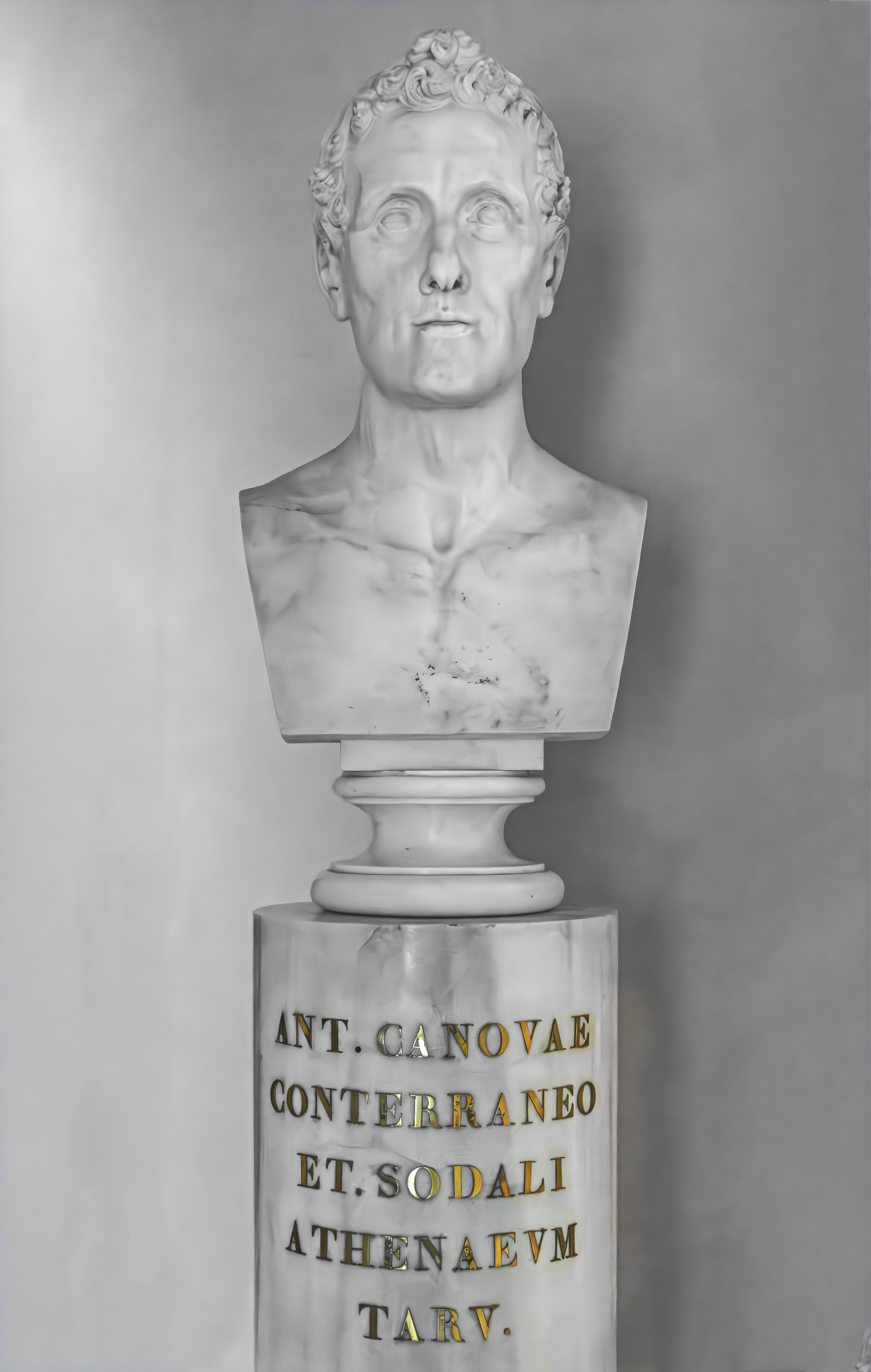
Luigi Zandomeneghi, Busto di Antonio Canova, 1823
Fabbrica Fontebasso Treviso, Ercole, 1810-1830
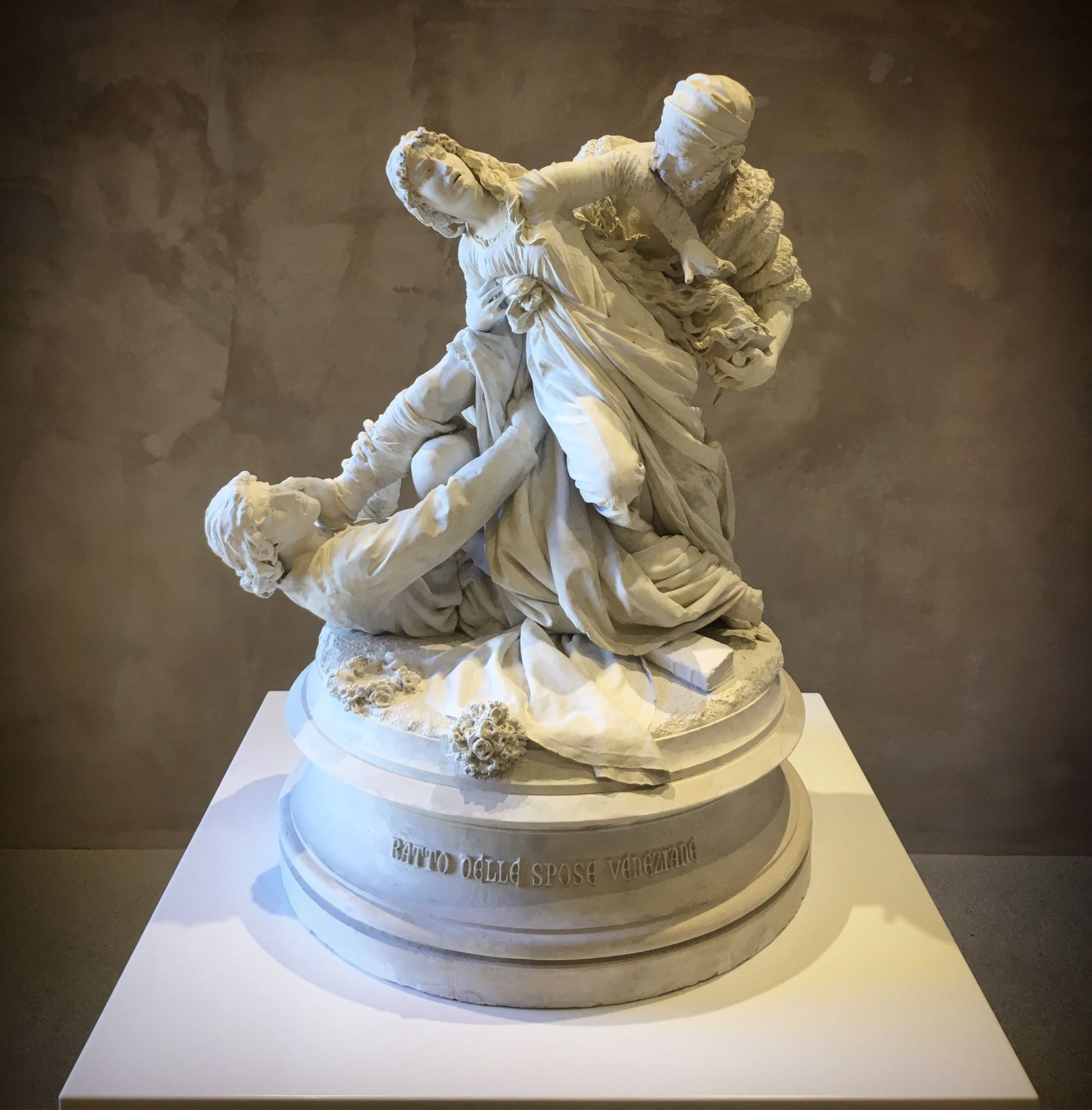
Luigi Borro, Il ratto della sposa veneziana, circa 1875
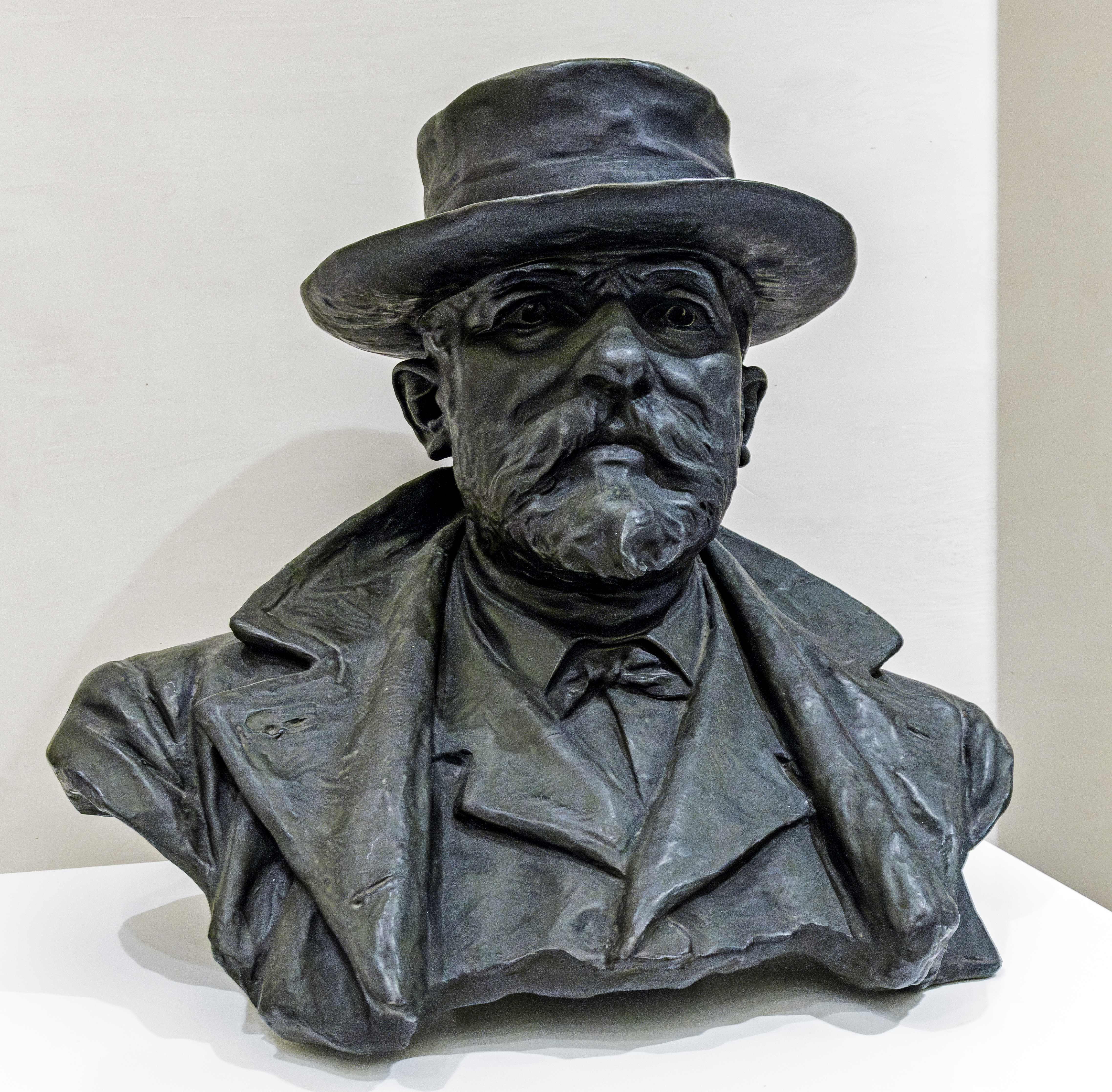
Silio Rossetto, Busto di Luigi Serena, 1913
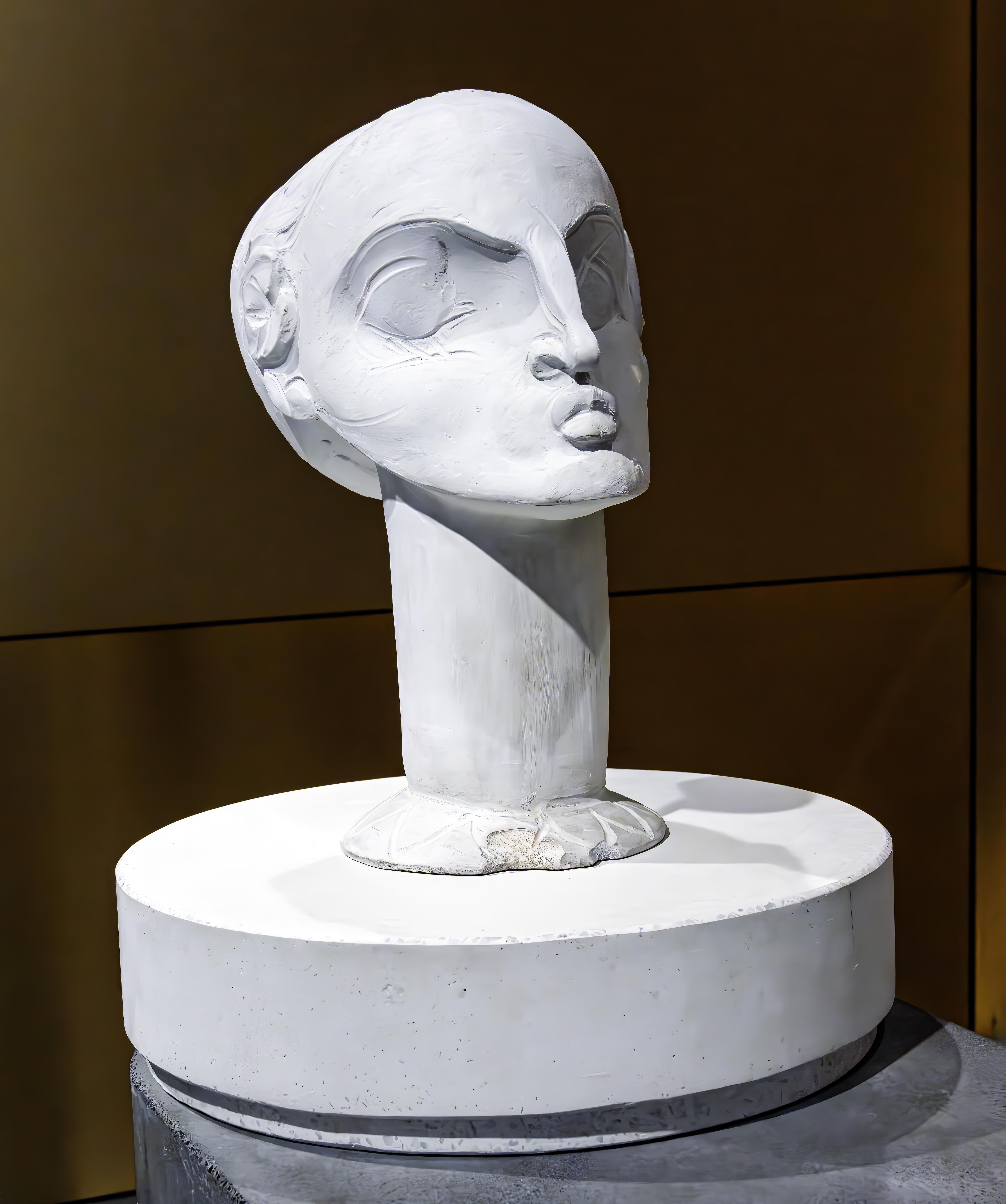
Arturo Martini Fanciulla piena d'amore (Prototipo)
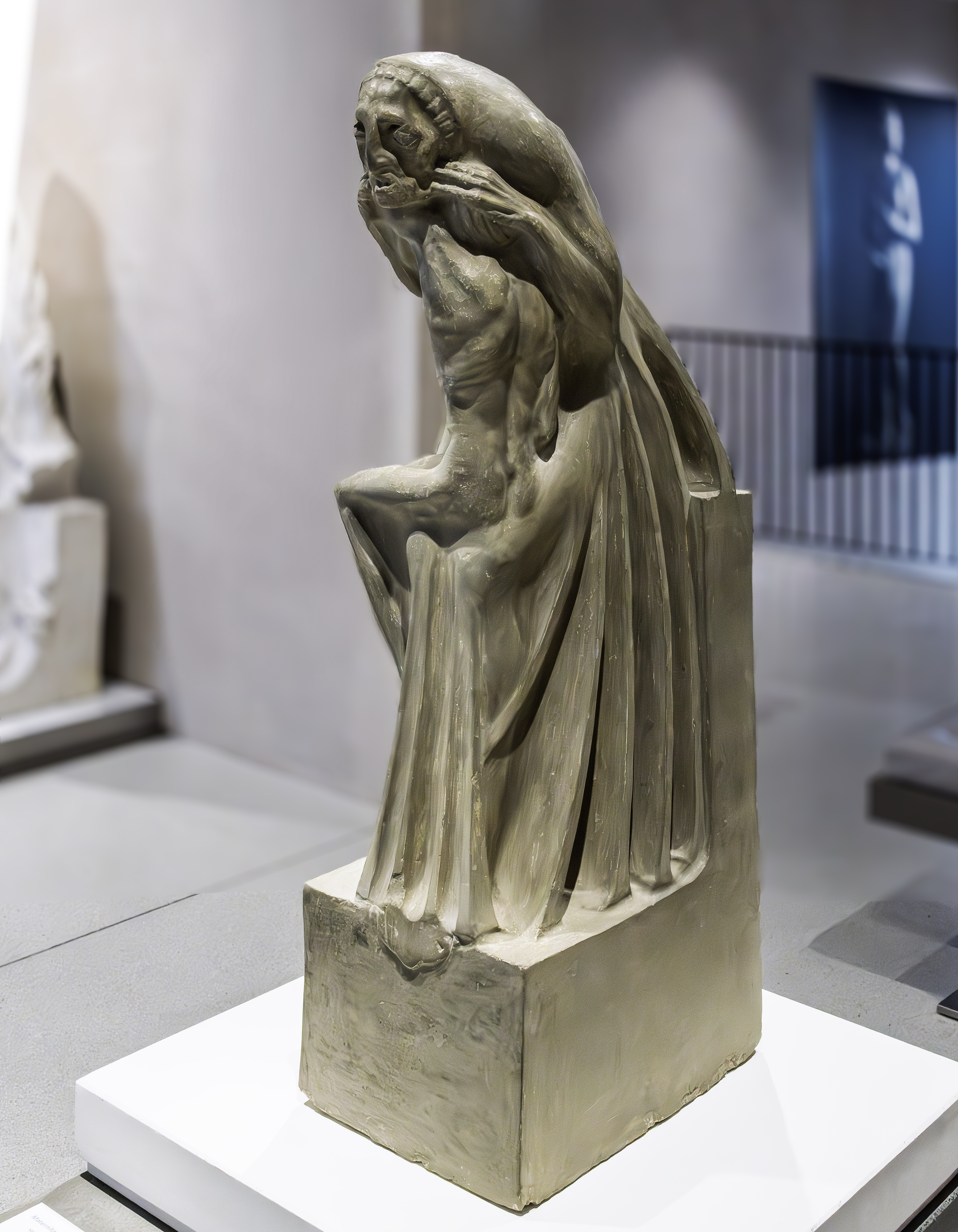
Arturo Martini, Maternità (Amore materno), 1910
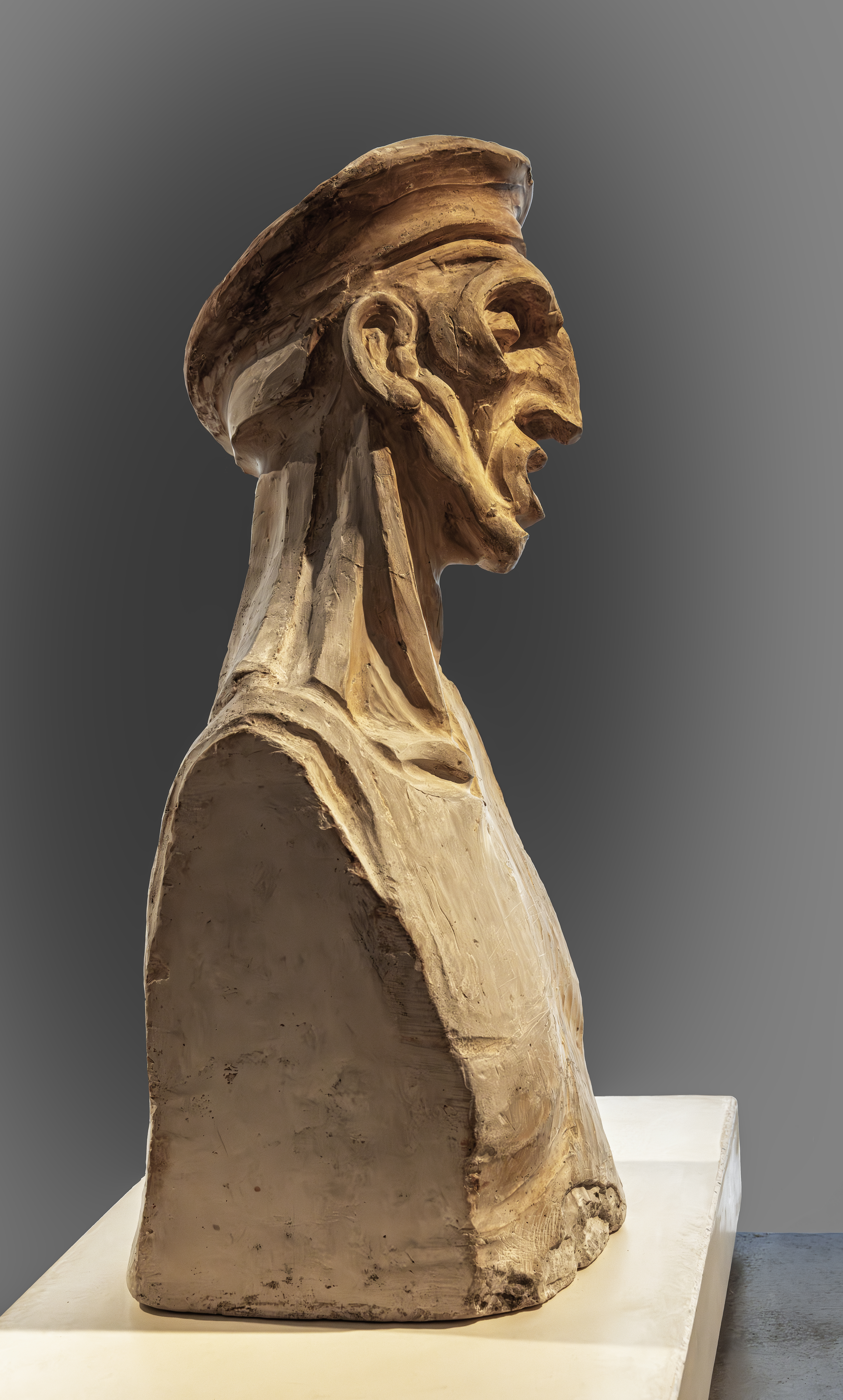
Arturo Martini, L'ubriaco, 1910
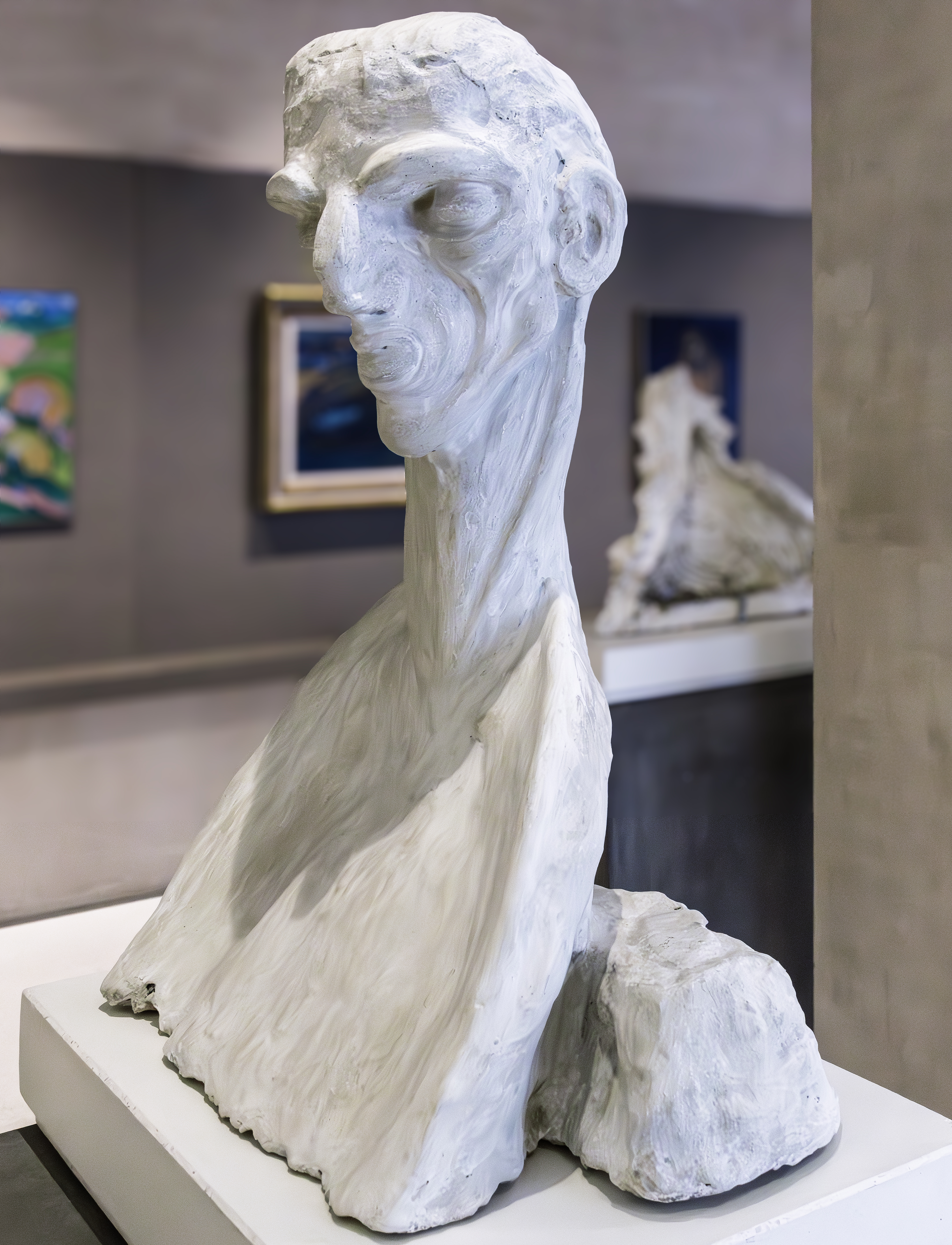
Arturo Martini, Ritratto d'uomo, 1910-1911
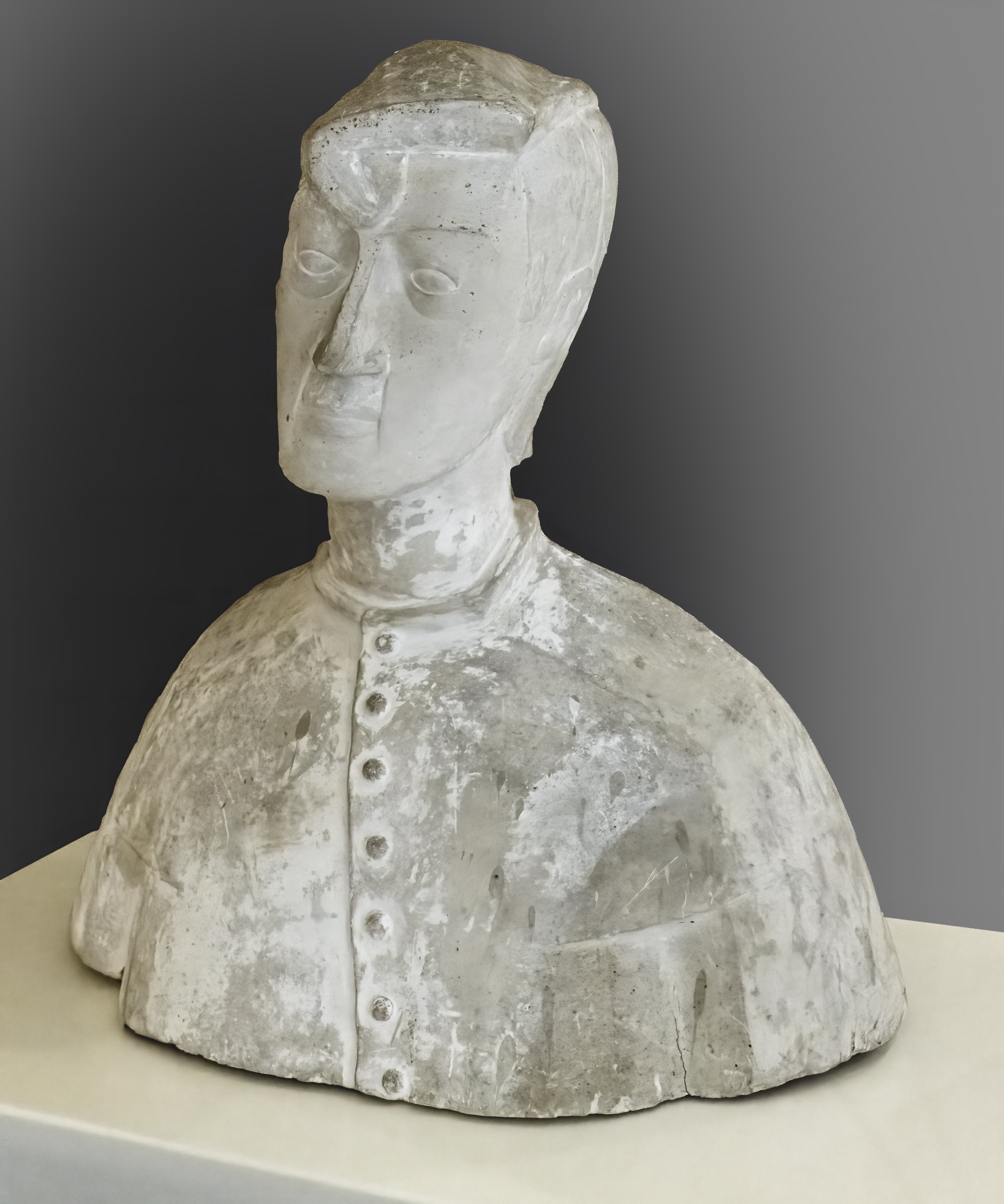
Arturo Martini, L'amica del cipresso, 1919
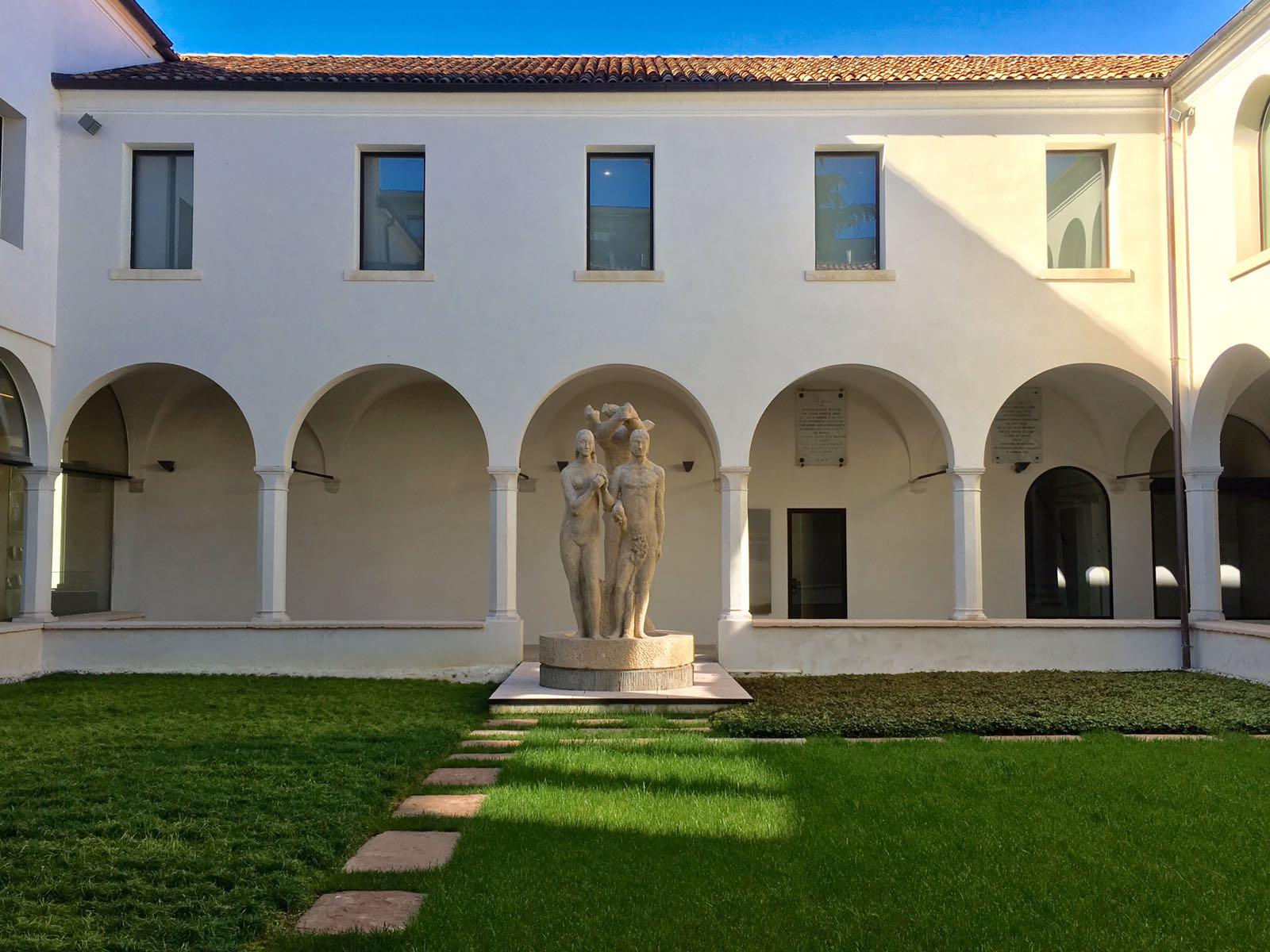
Arturo Martini, Adamo ed Eva, 1931
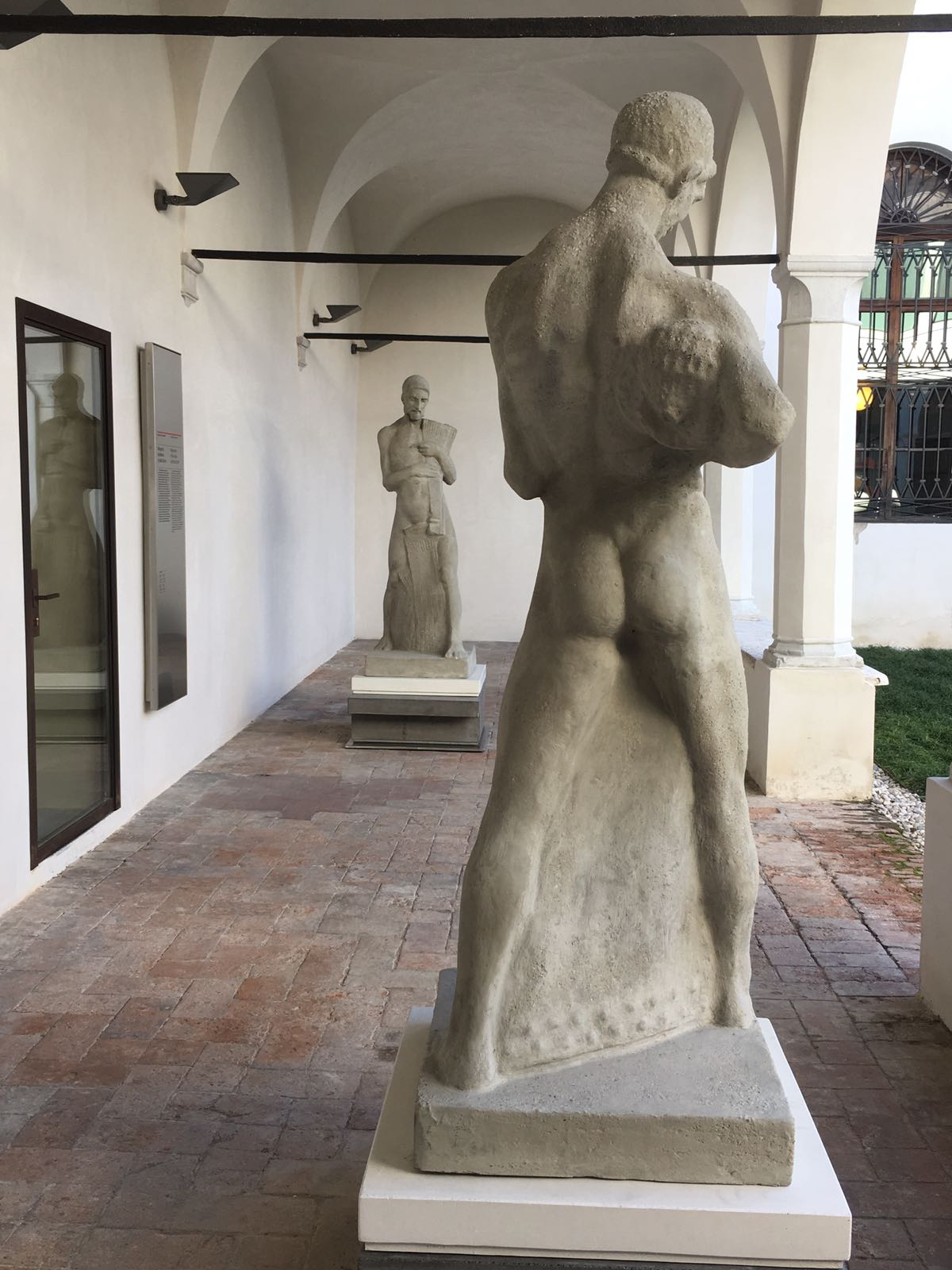
Arturo Martini, Terra e mare

### Dipinti

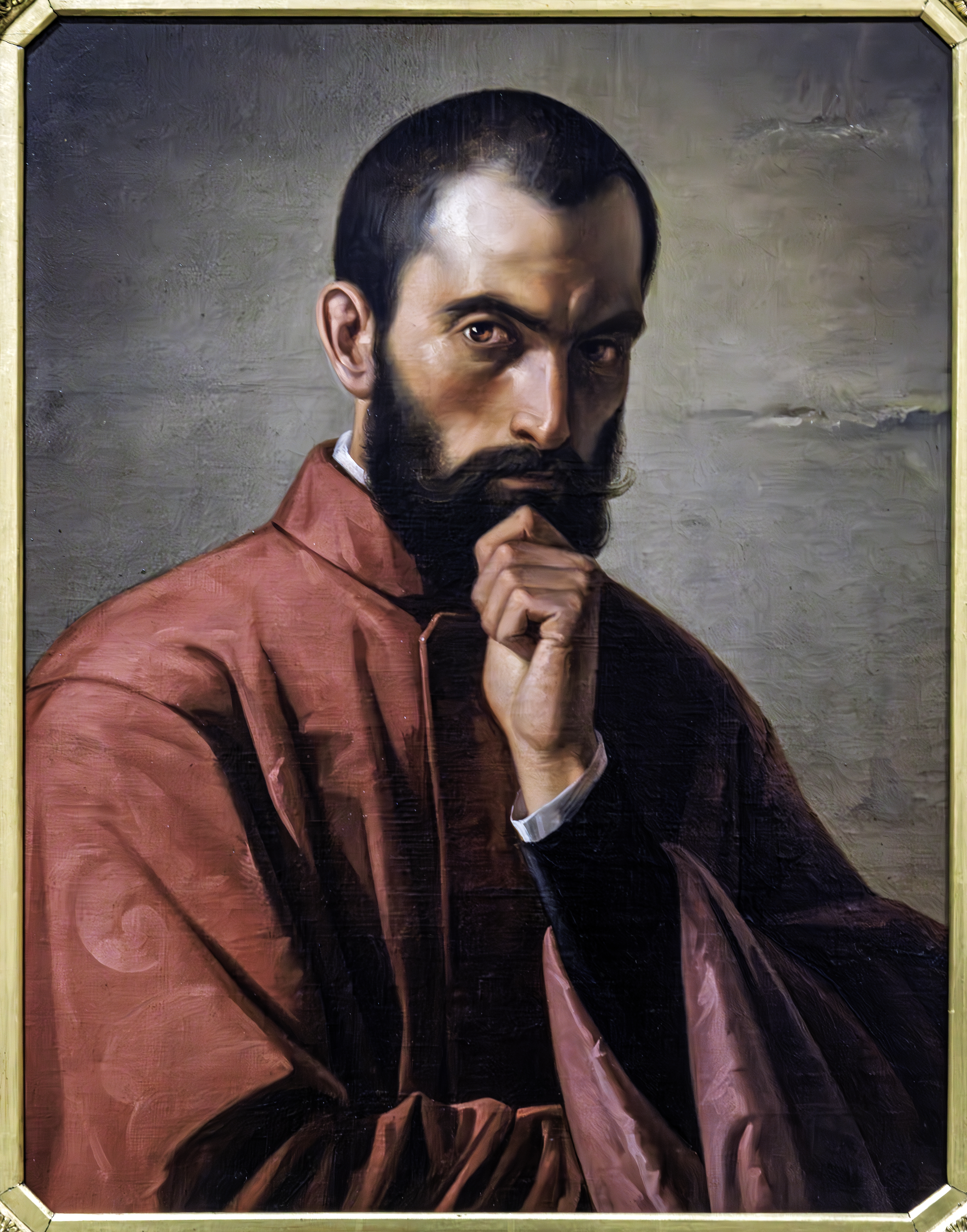
Pompeo Randi, Ritratto di Procuratore di San Marco, secolo XIX
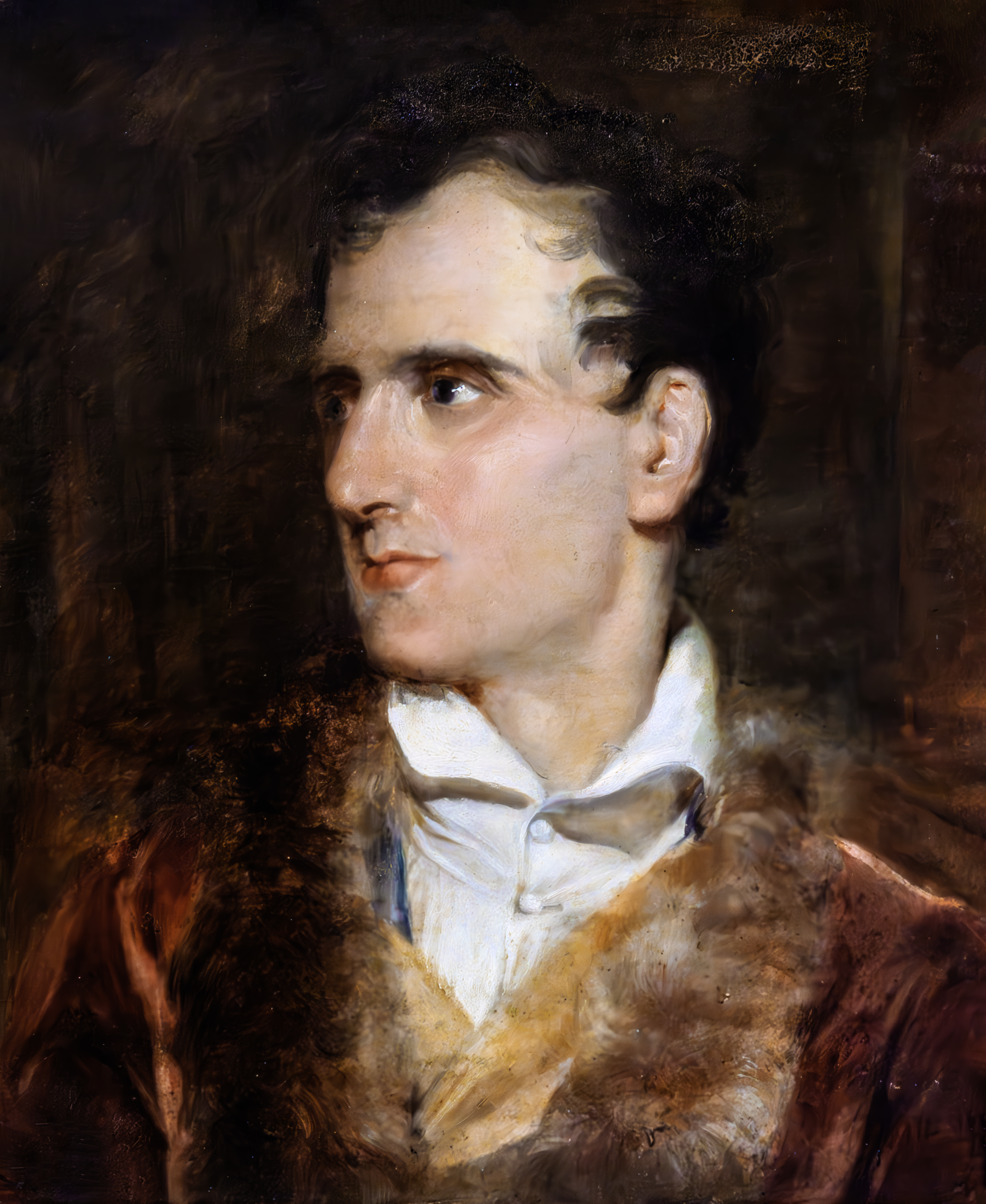
Thomas Lawrence, Antonio Canova
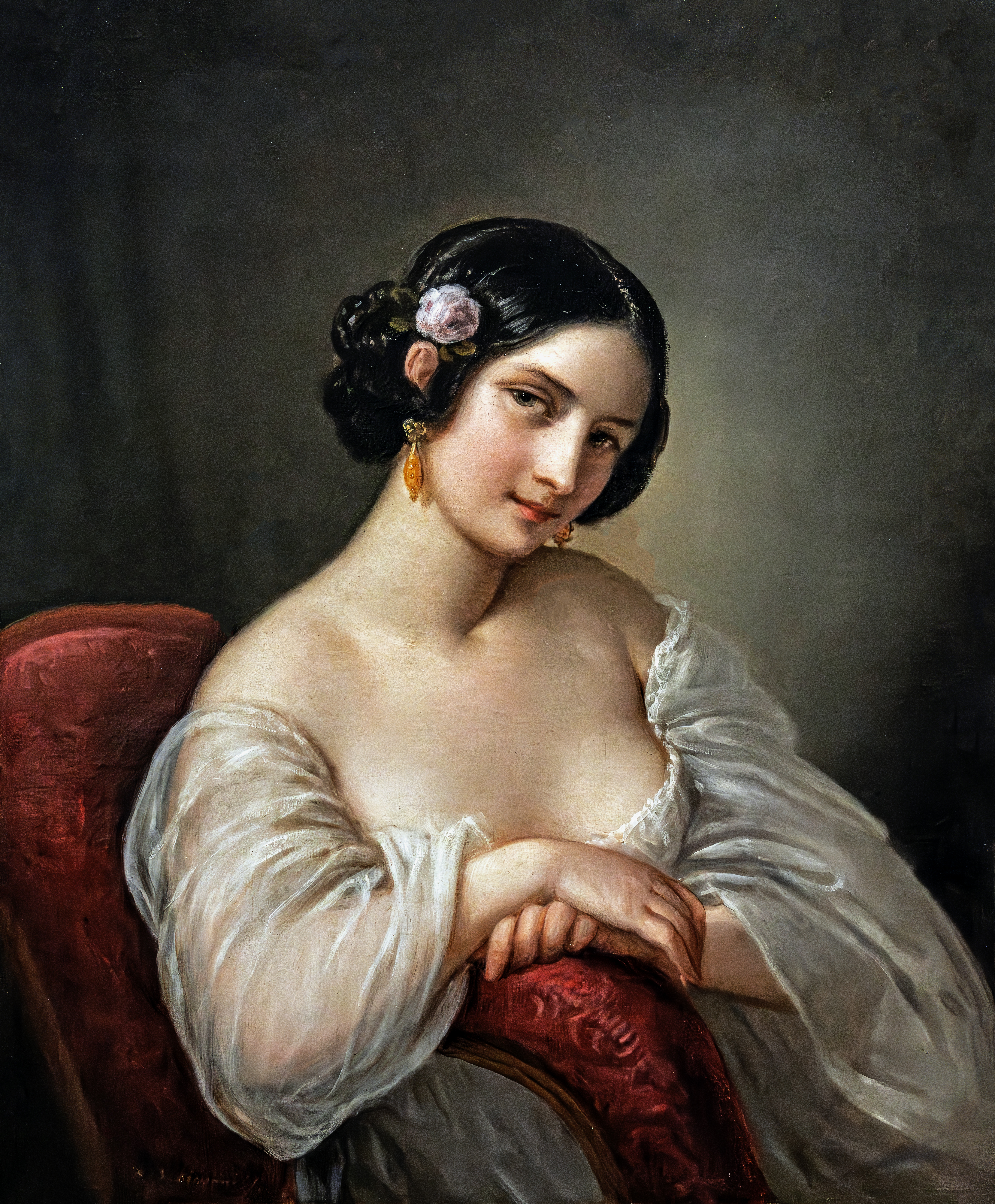
Natale Schiavoni, Flora
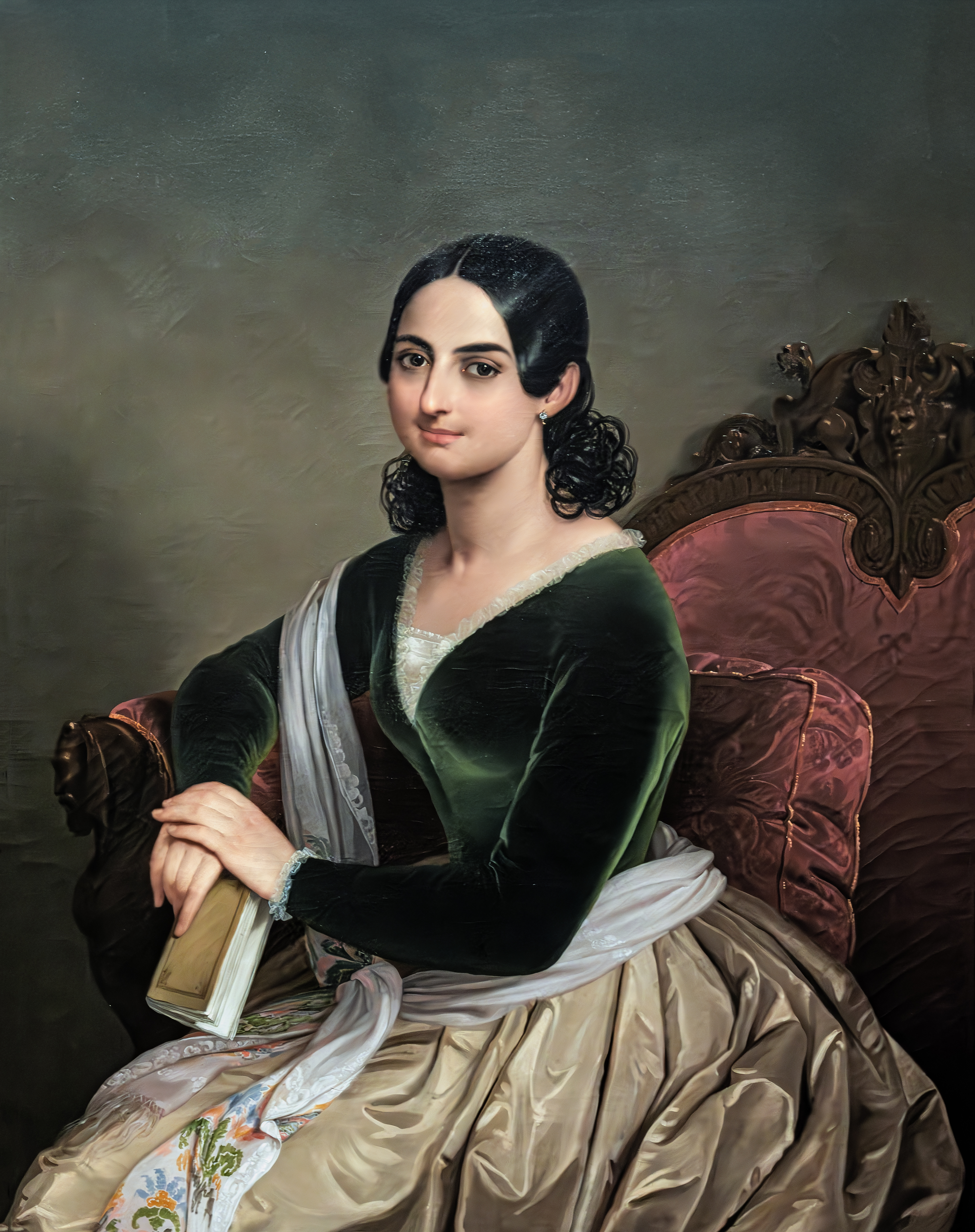
Ritratto di giovane dama (la contessa di Montresor)
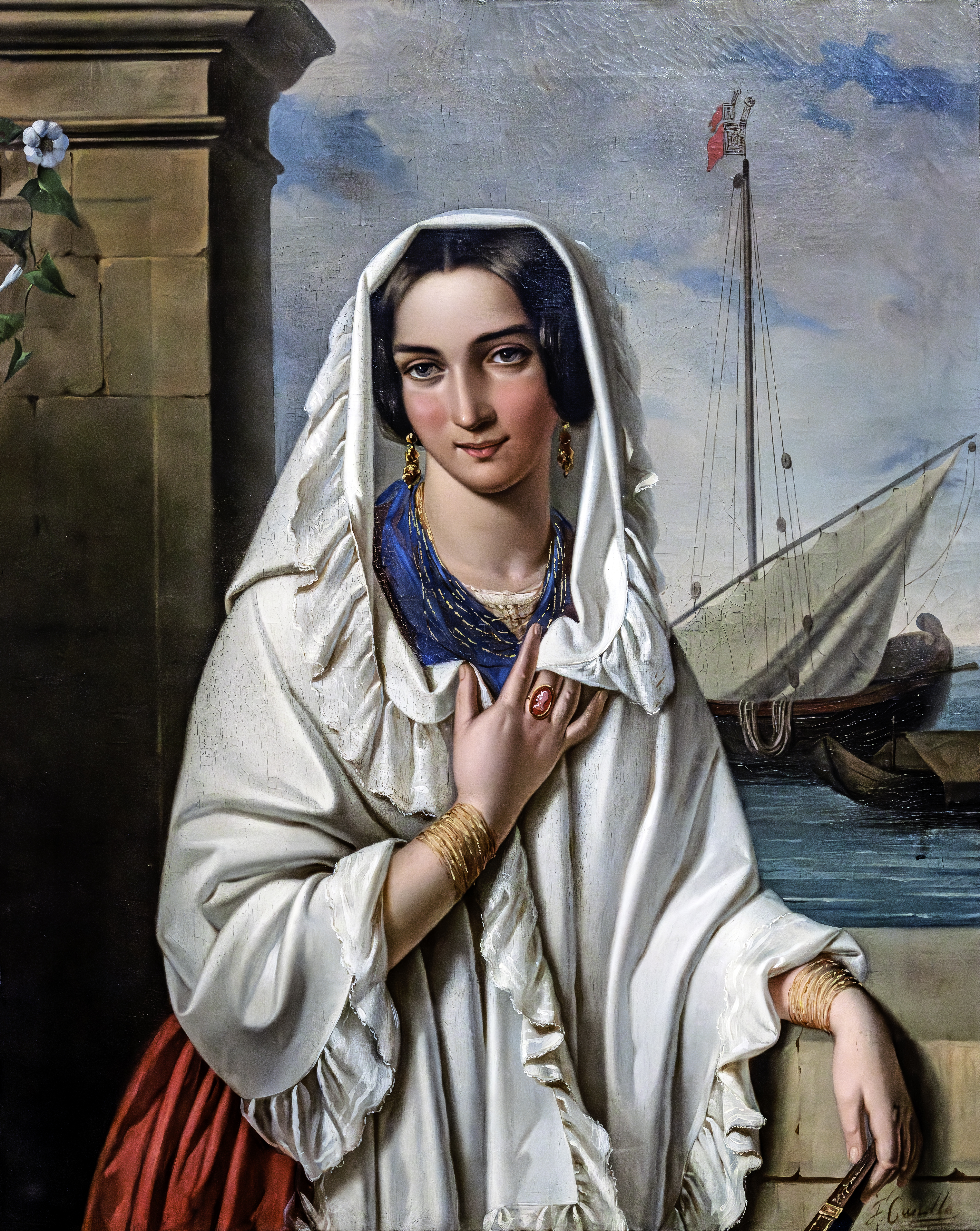
Francesco Canella, Chioggiotta
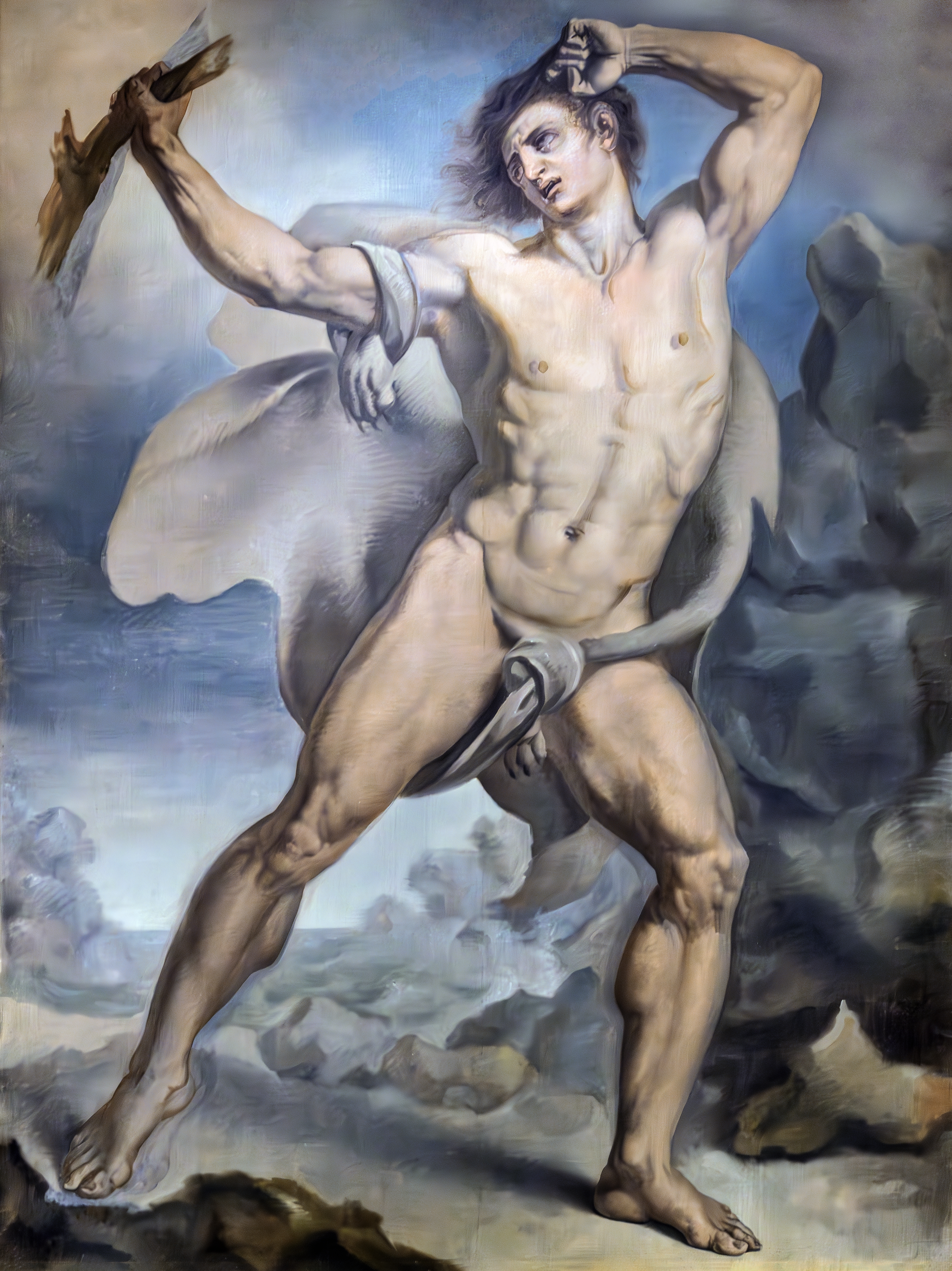
Giuseppe Murani, Caino disperato, 1820-1830
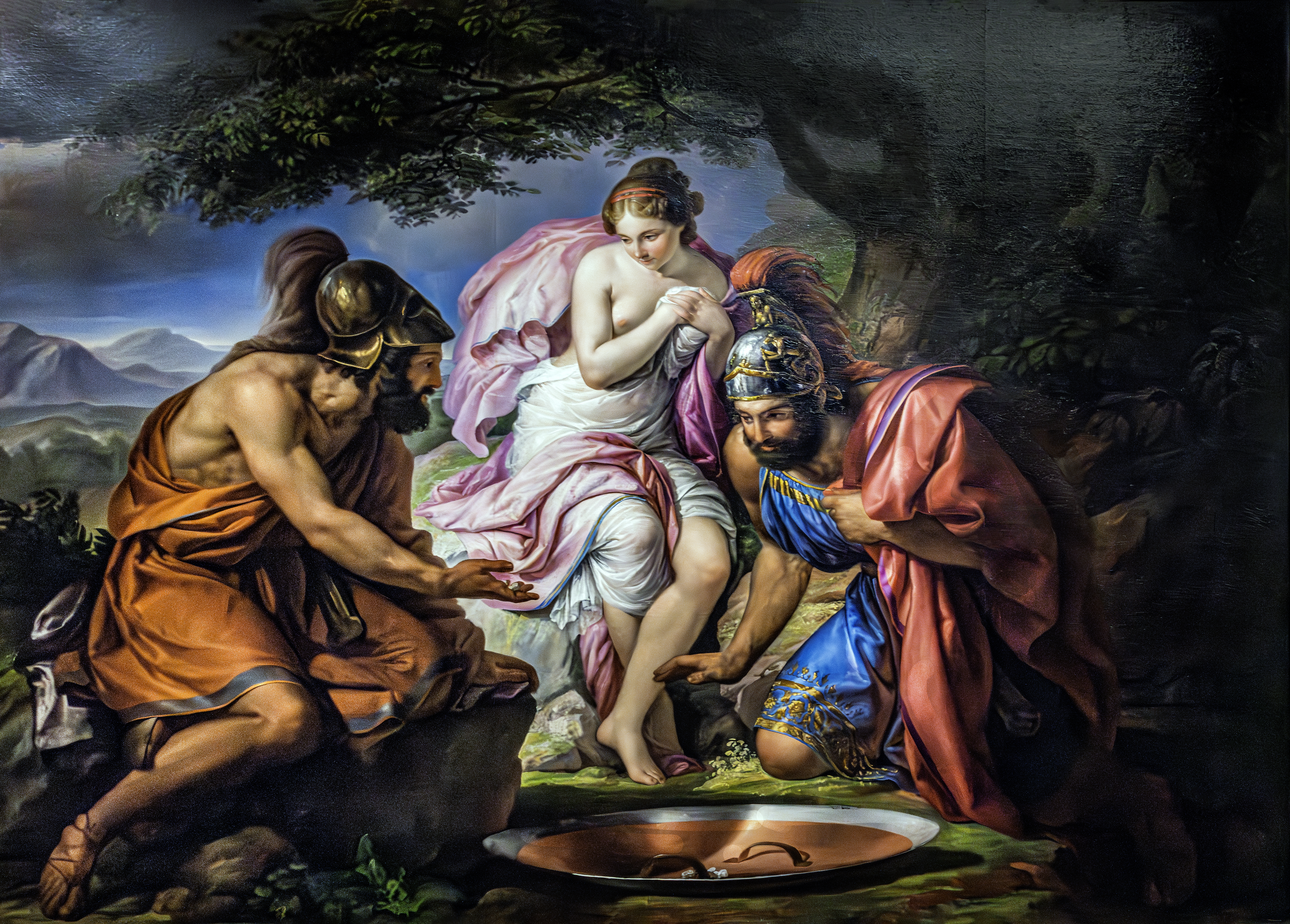
Odorico Politi, Elena giocata ai dadi da Teseo e Piritoo, circa 1830
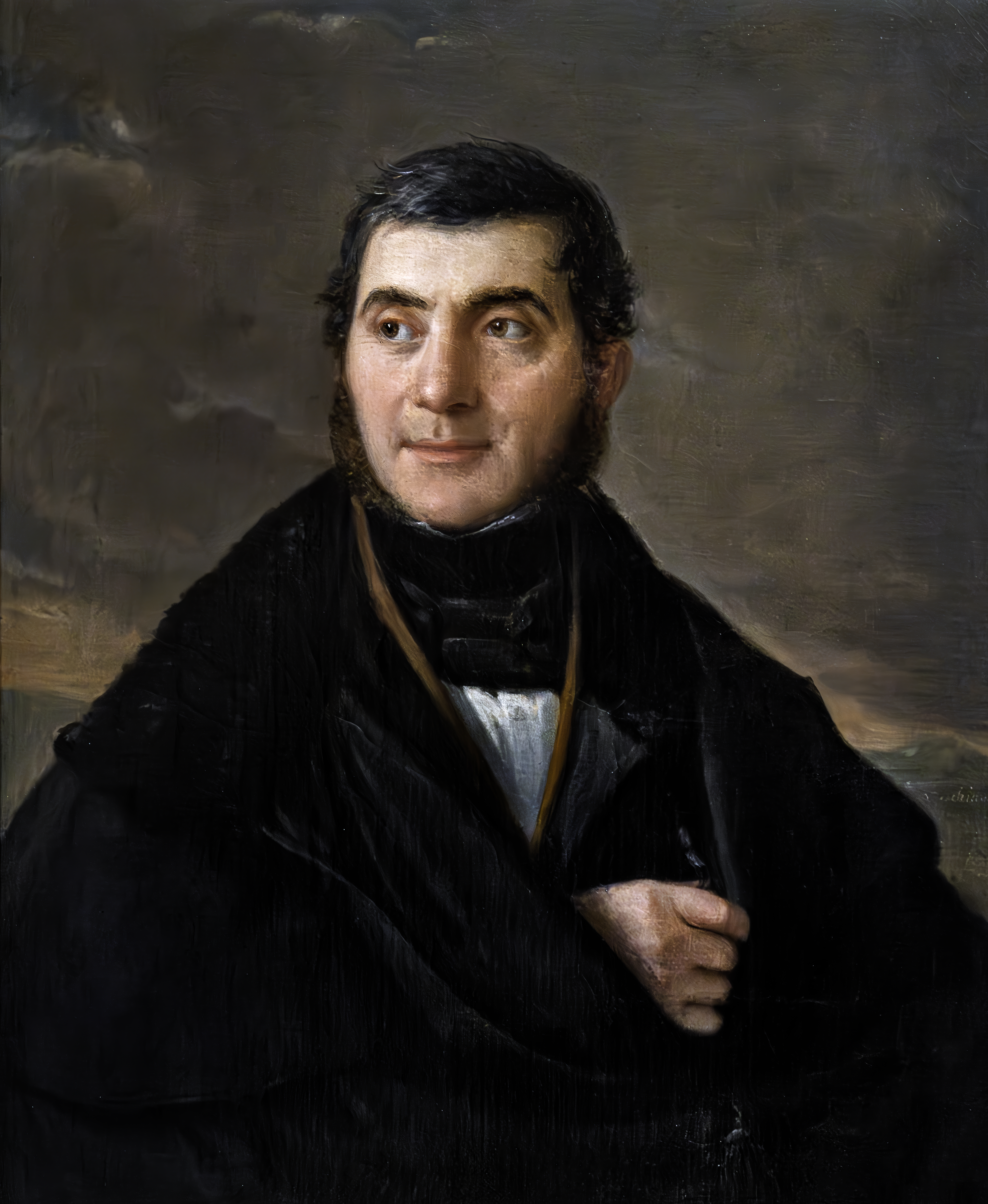
Natale Schiavoni, Ritratto di  Sante Giacomelli, circa 1830
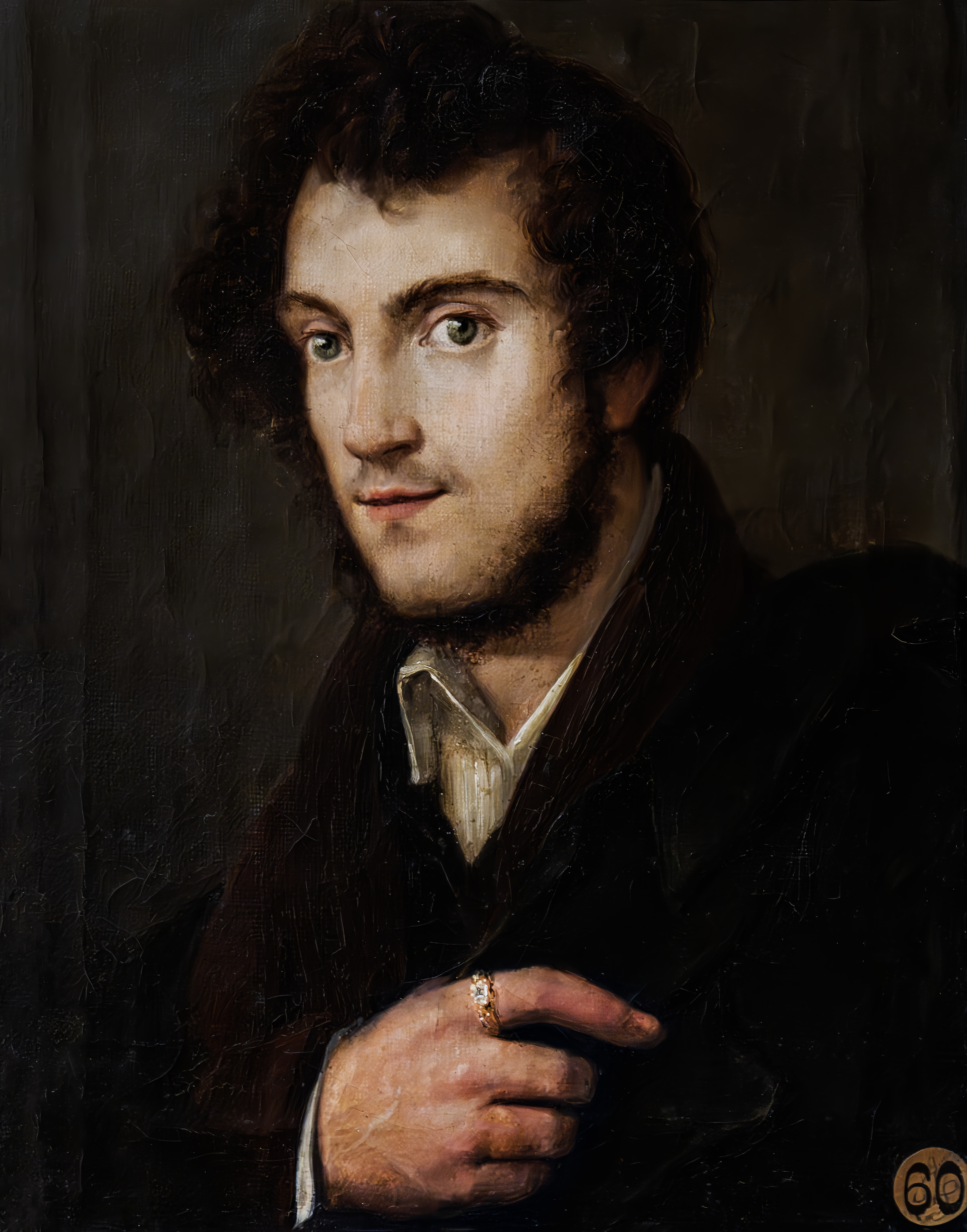
Gasparo Francesconi, Ritratto di Giuseppe Murani, 1832
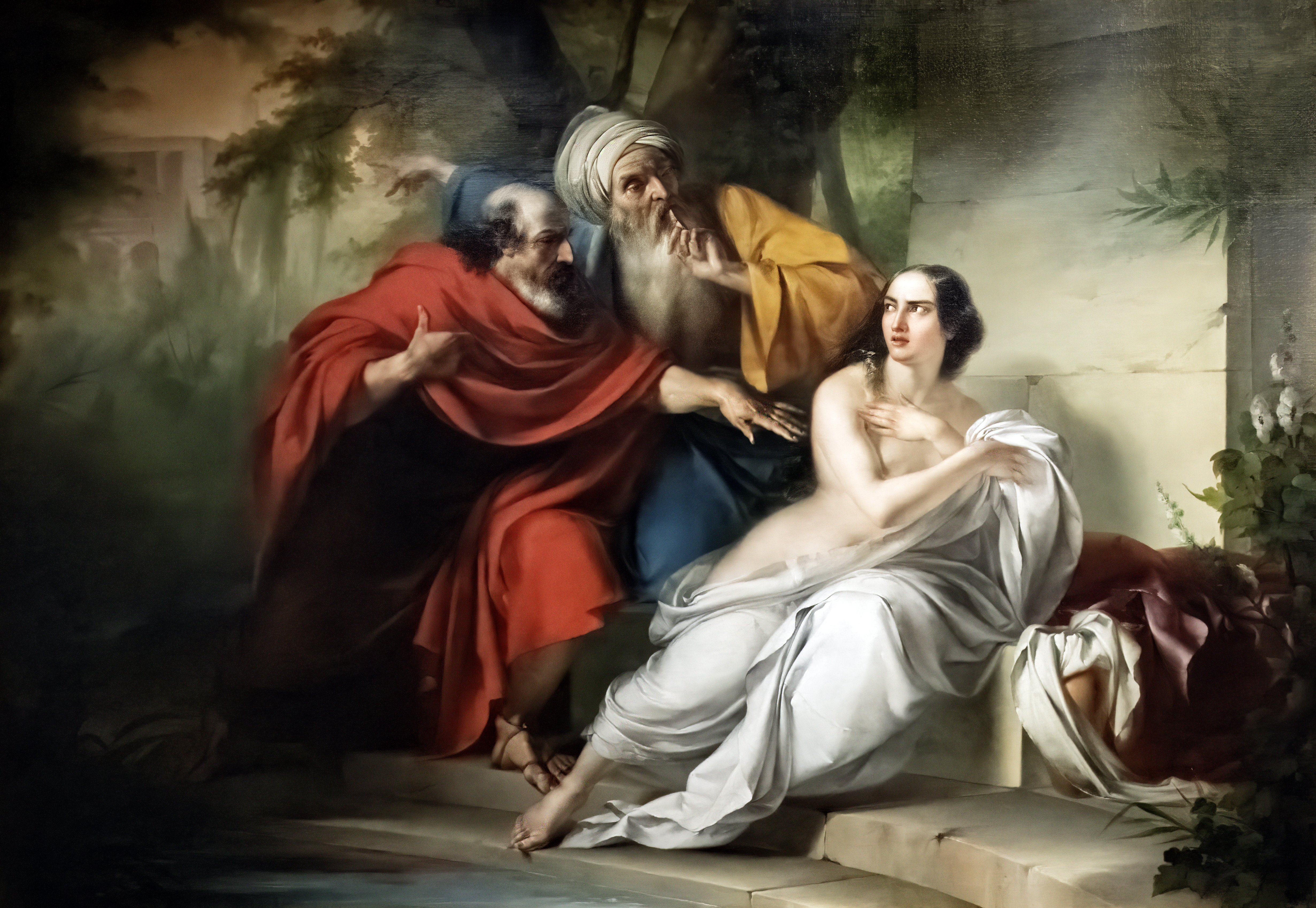
Michelangelo Grigoletti, Susanna e i vecchioni, circa 1841
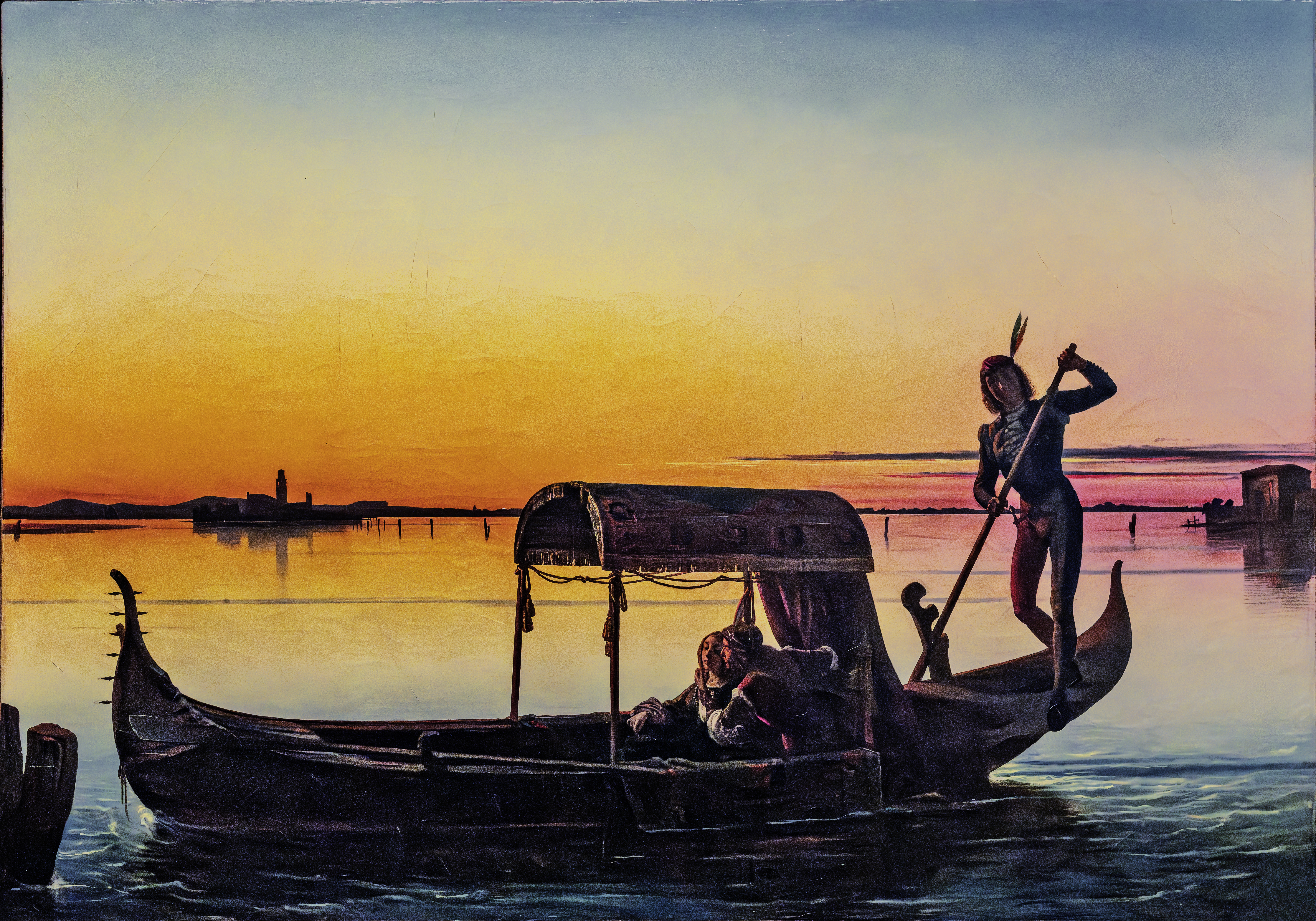
Antonio Zona, Gondola Veneziana, 1850
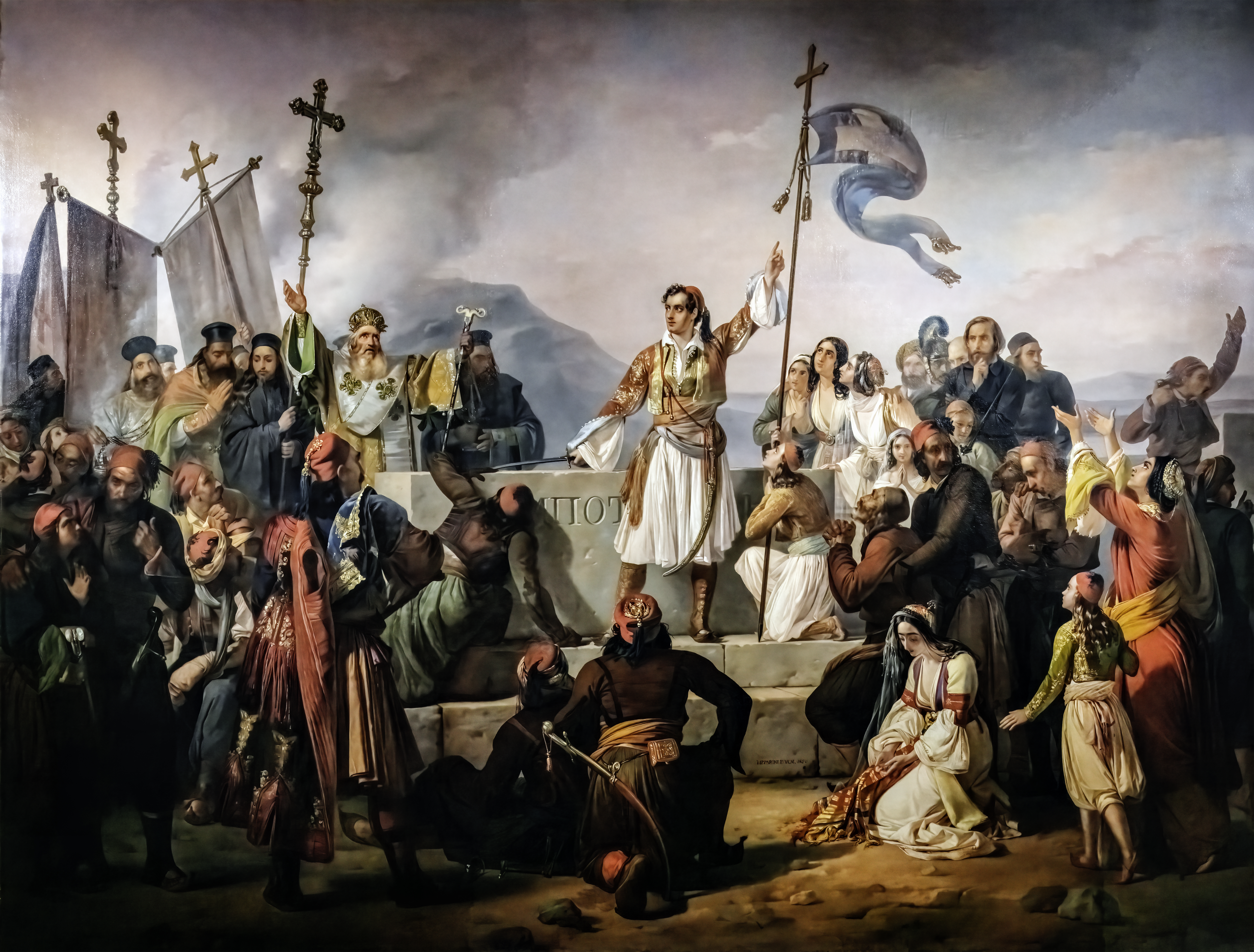
Ludovico Lipparini, Lord Byron giura sulla tomba di Markos Botsaris, 1850
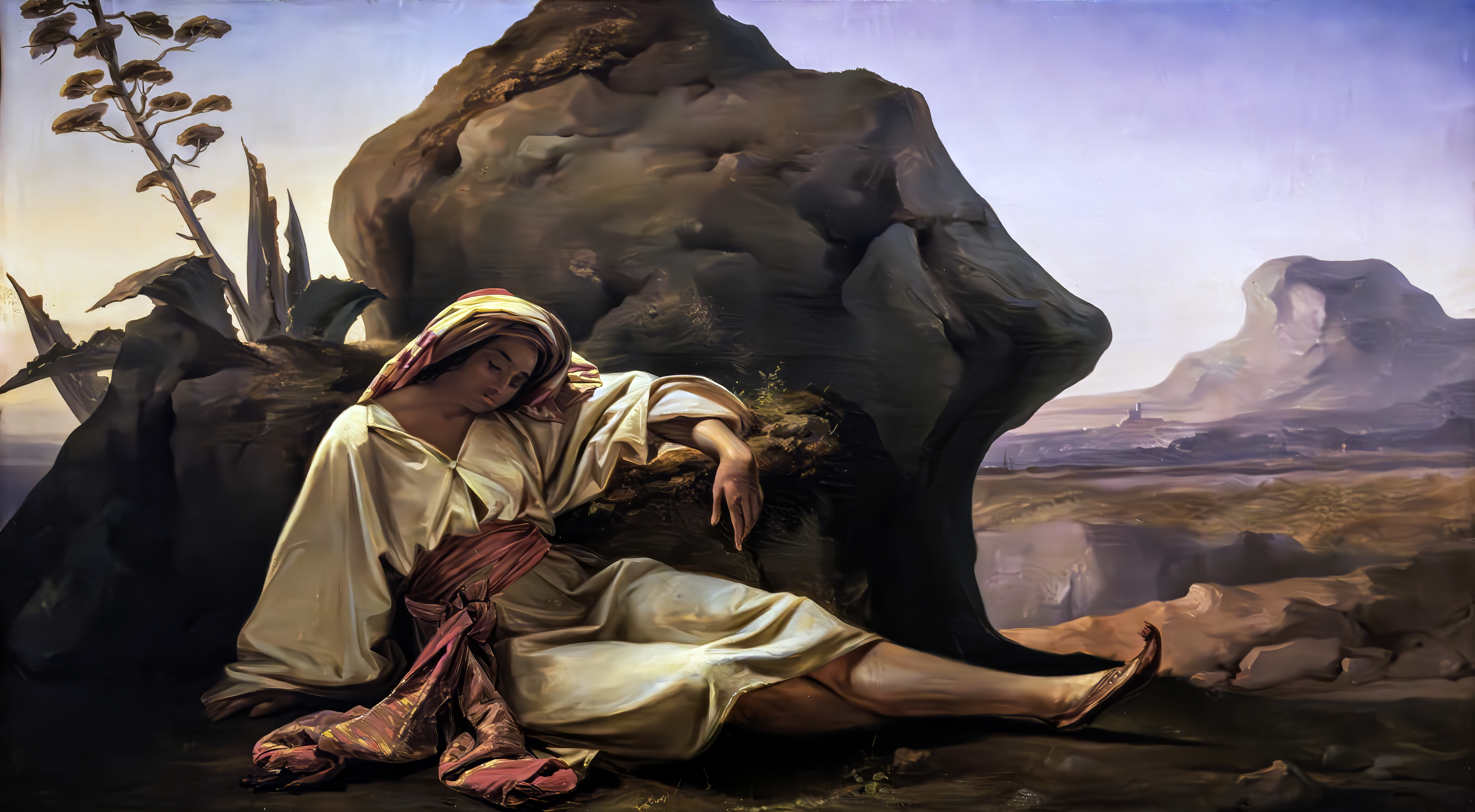
Ludovico Lipparini, La beduina, 1854
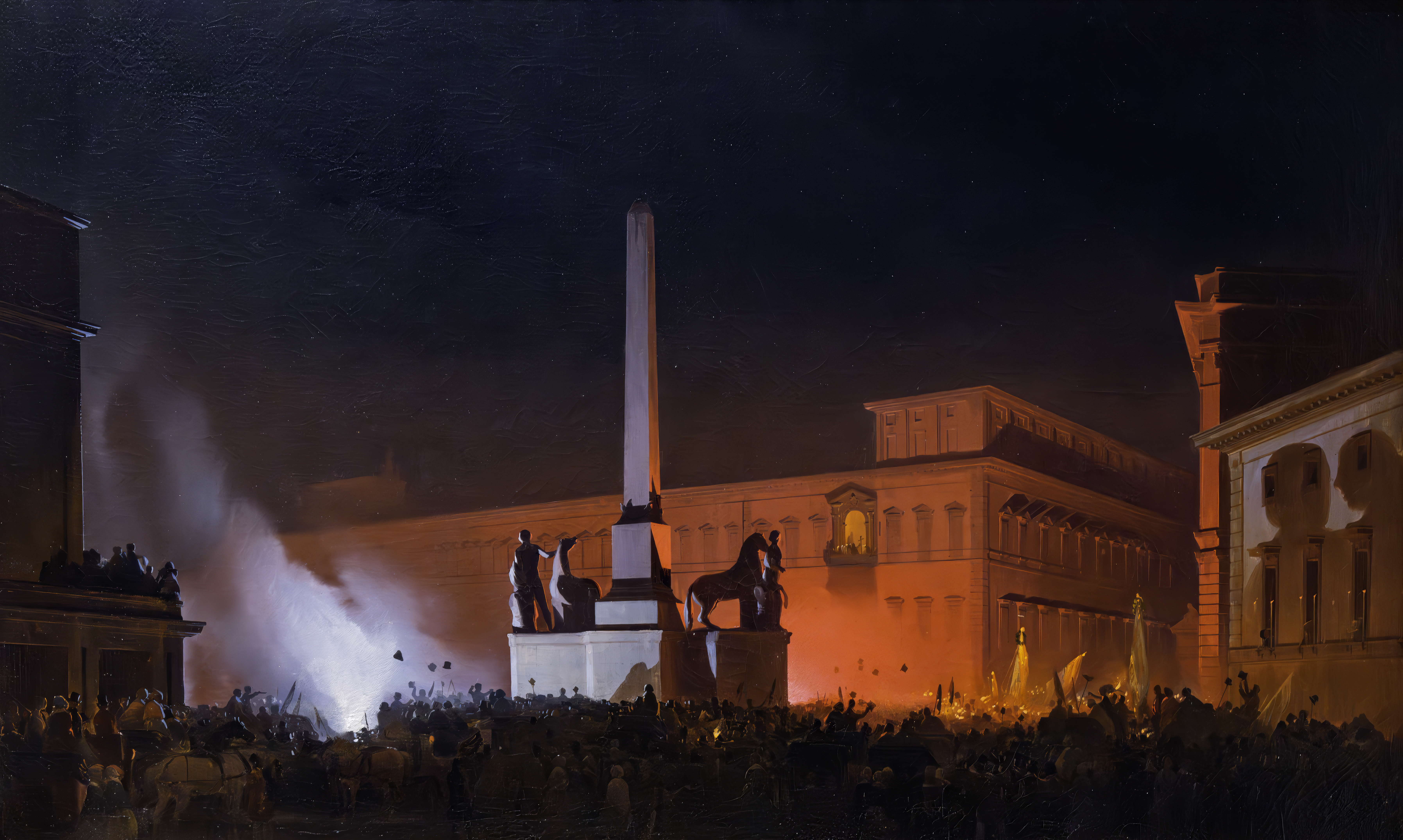
Ippolito Caffi, Benedizione di Pio IX dal Quirinale di notte, 1848
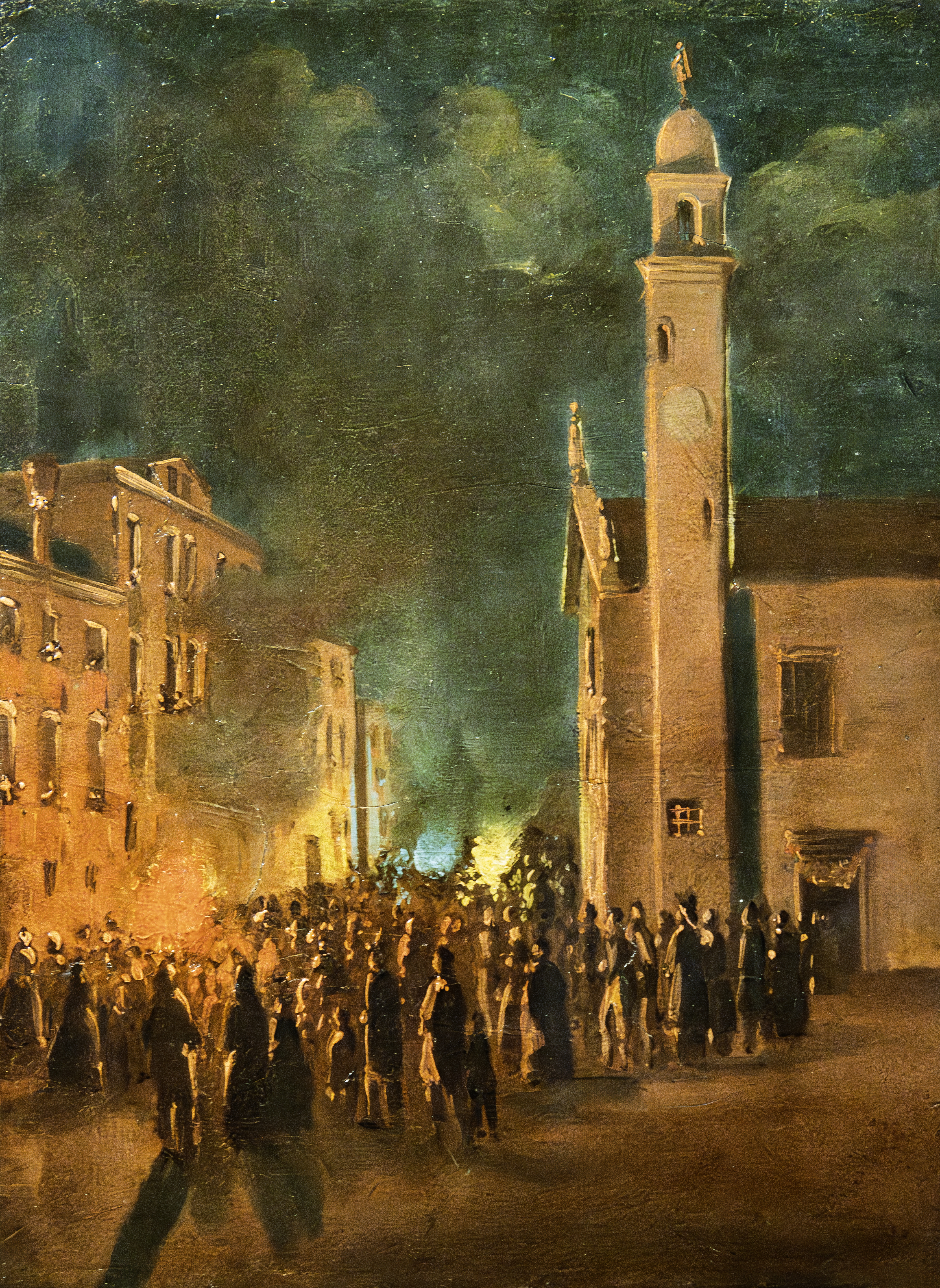
Ippolito Caffi, Festa notturna con fuochi, 1850
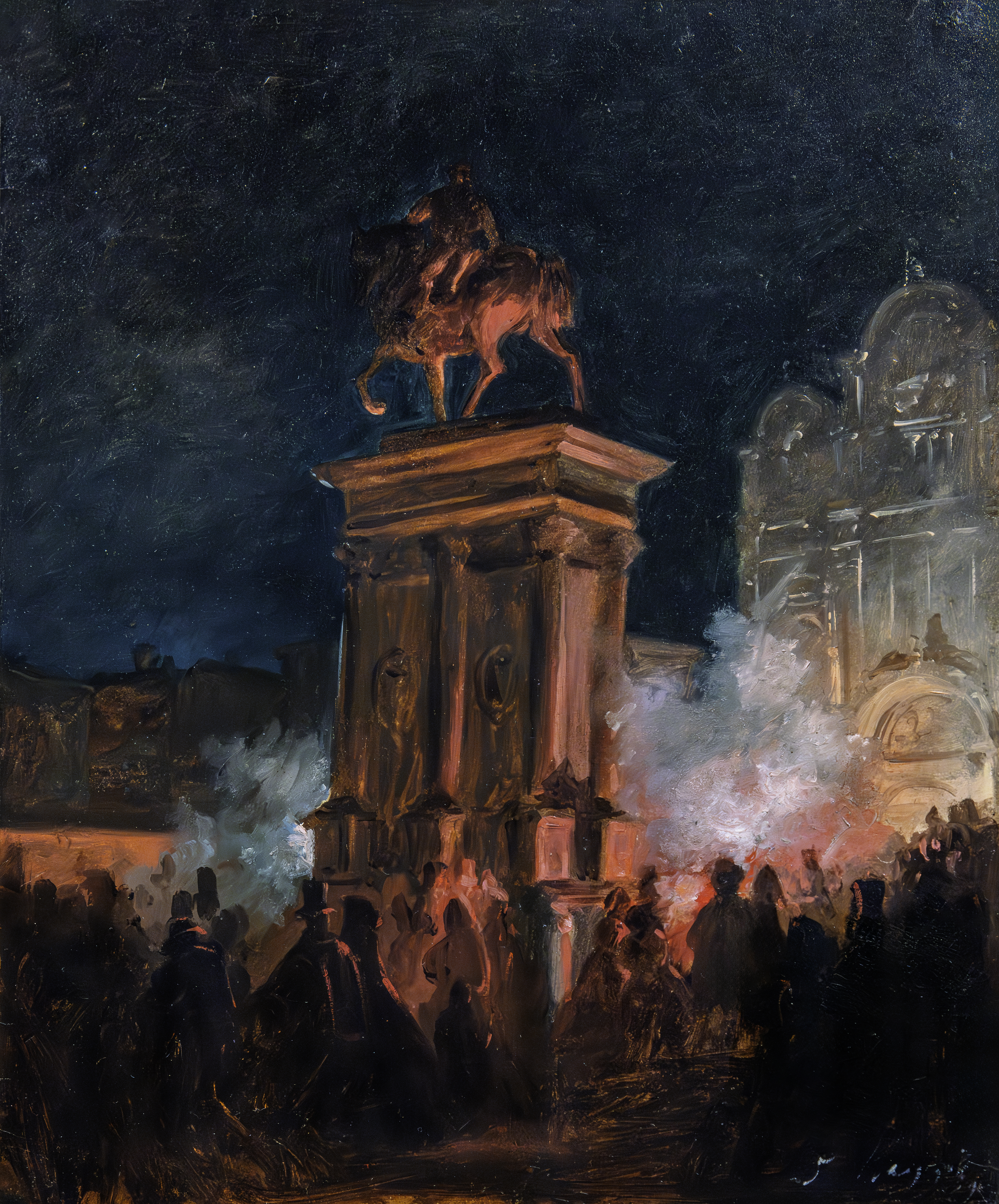
Ippolito Caffi, Notturno a San Giovanni e Paolo a Venezia, 1850
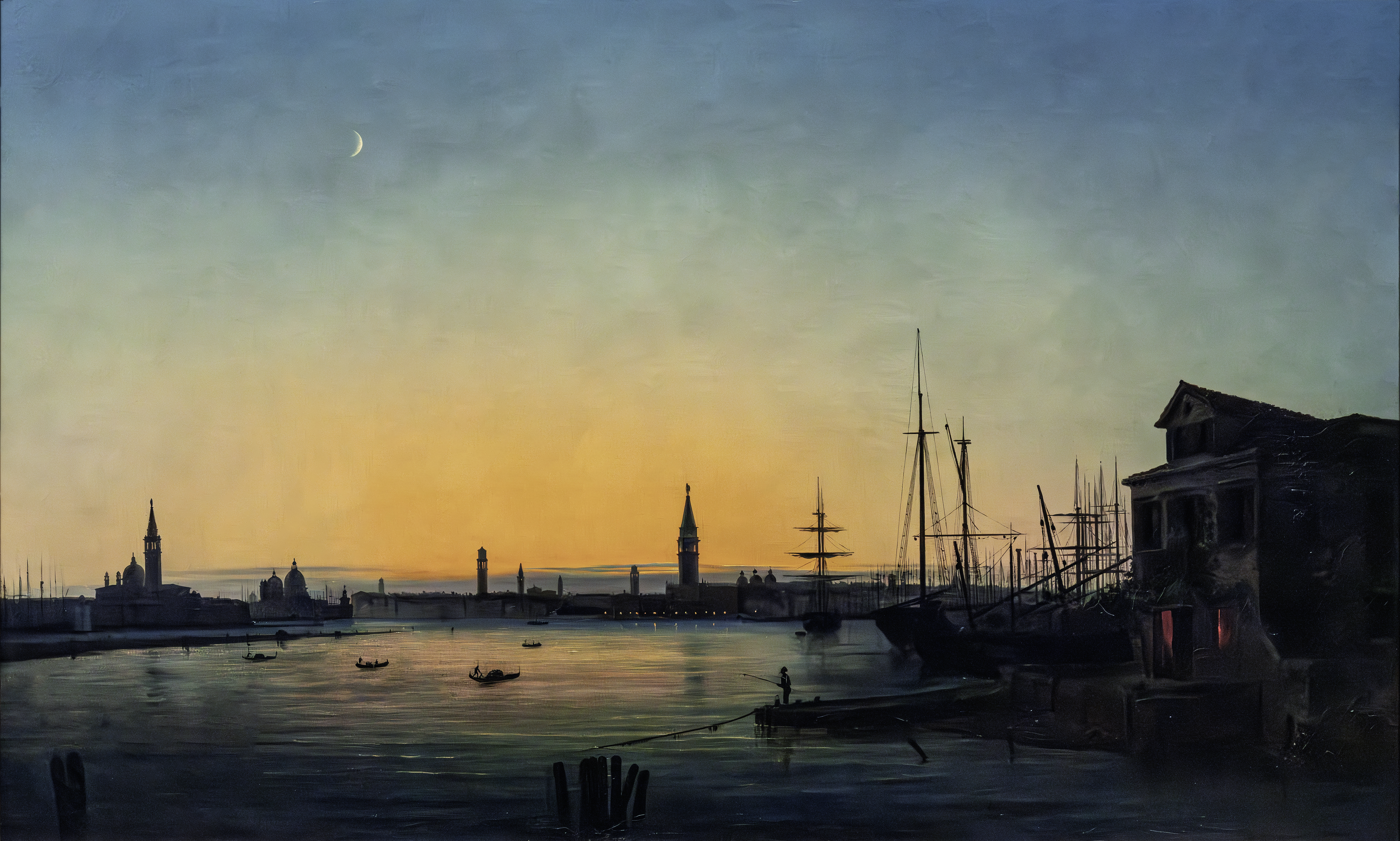
Luigi Querena, Vista notturna di Venezia dai giardini, 1854
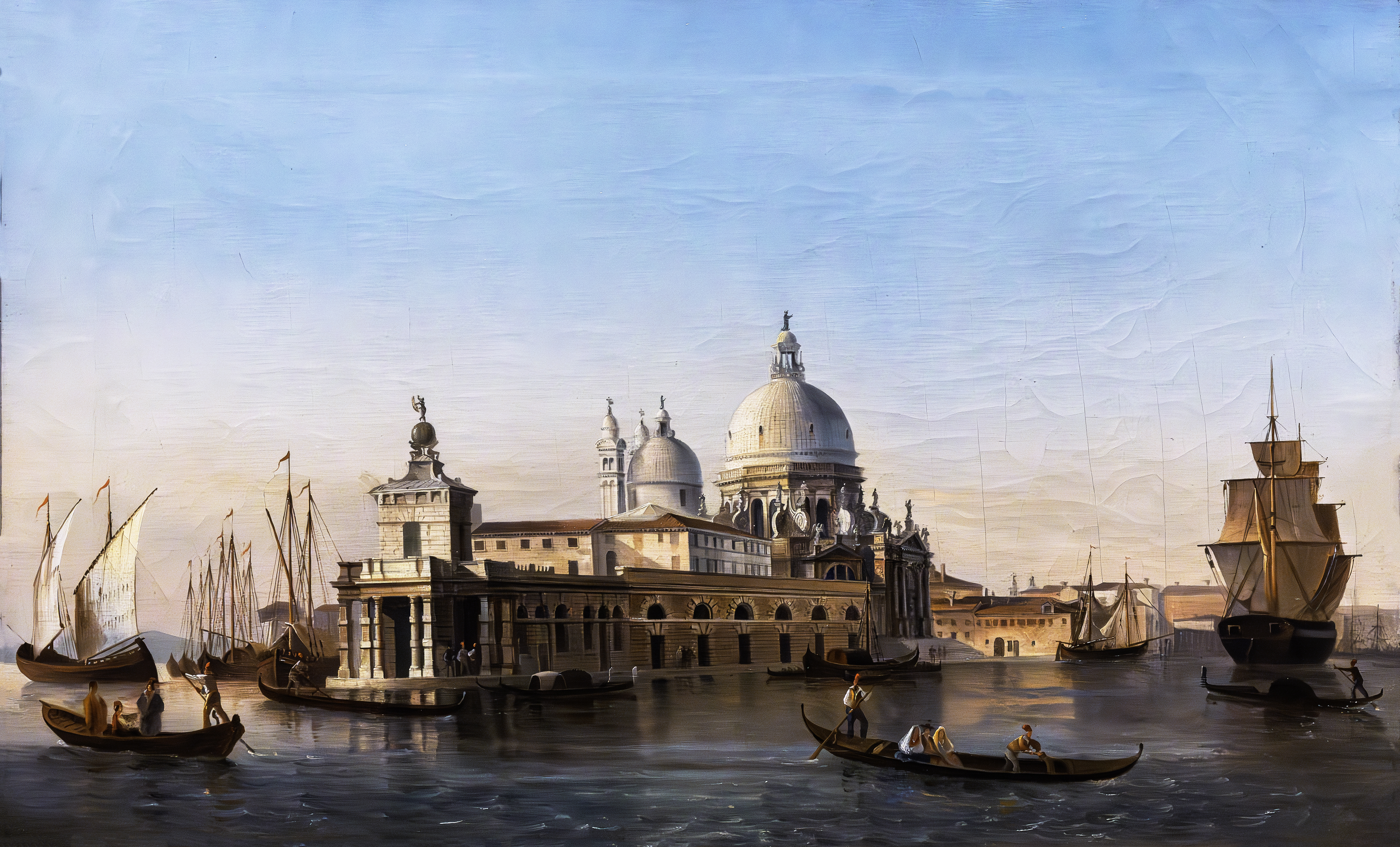
Giovanni Melan, La Punta della Dogana e la chiesa della Salute, 1854
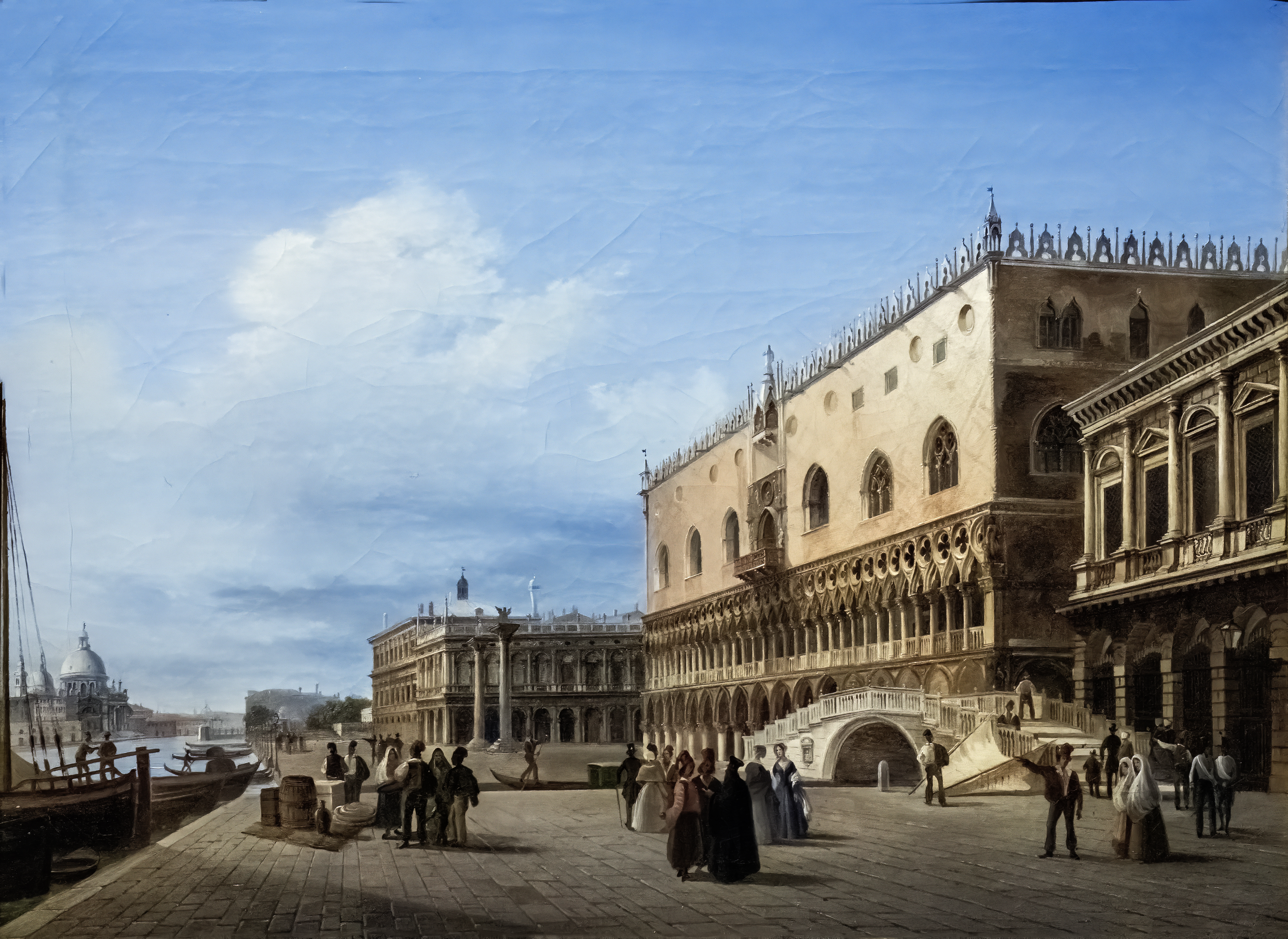
Giovanni Melan, Veduta di palazzo Ducale, 1854
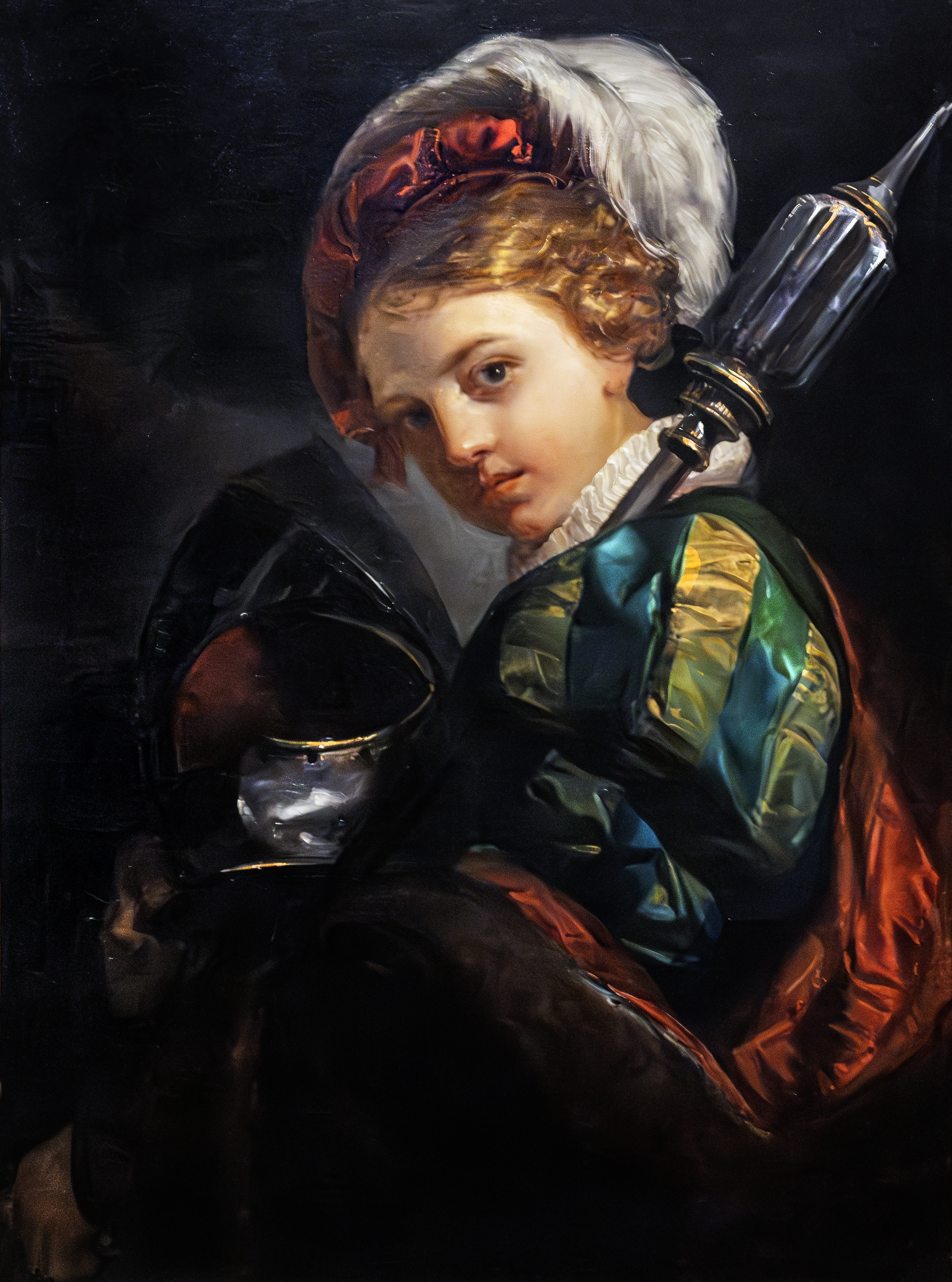
Eugenio Moretti Larese, Paggio , 1854
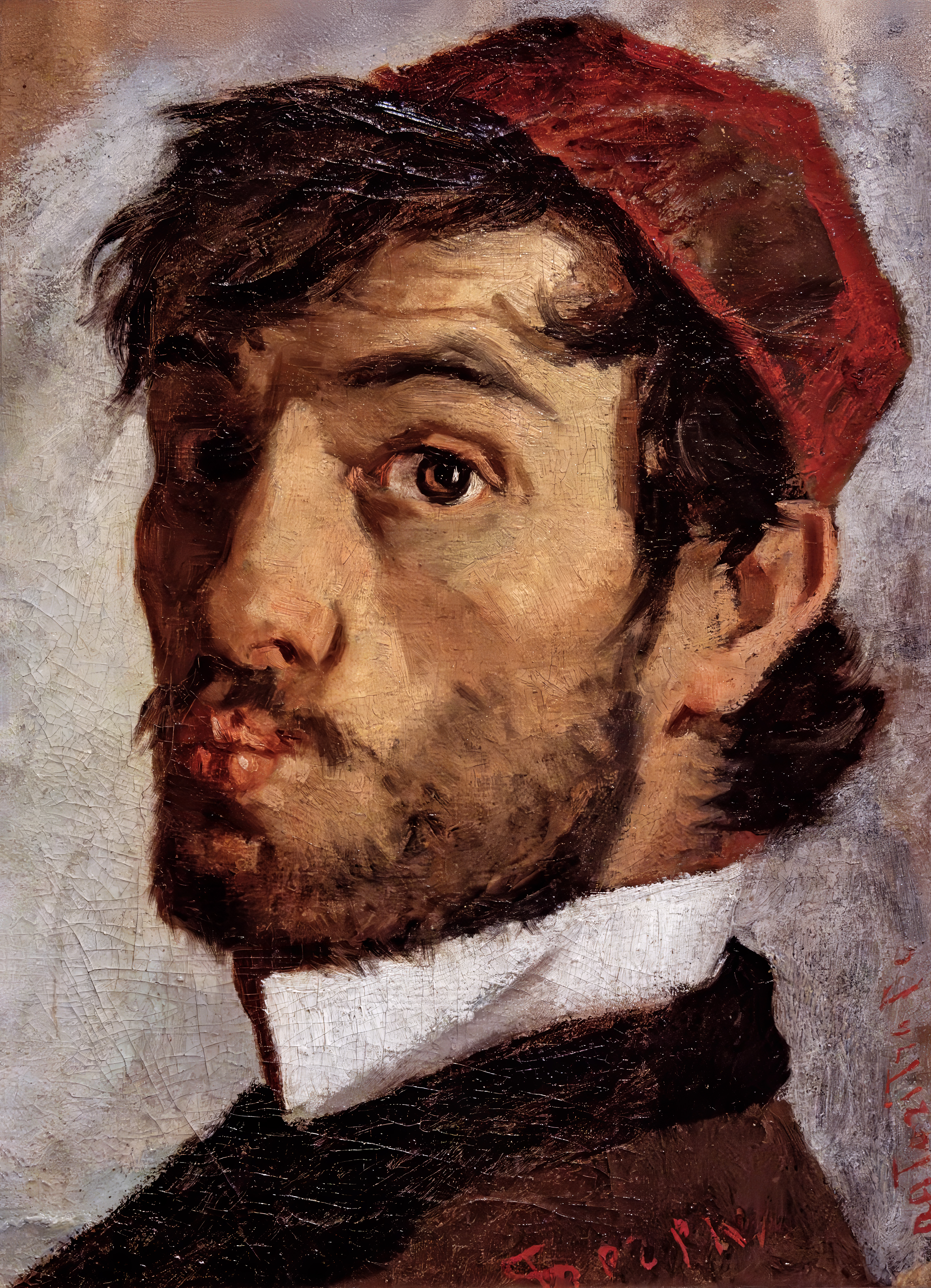
Luigi Serena, Autoritratto, circa 1876
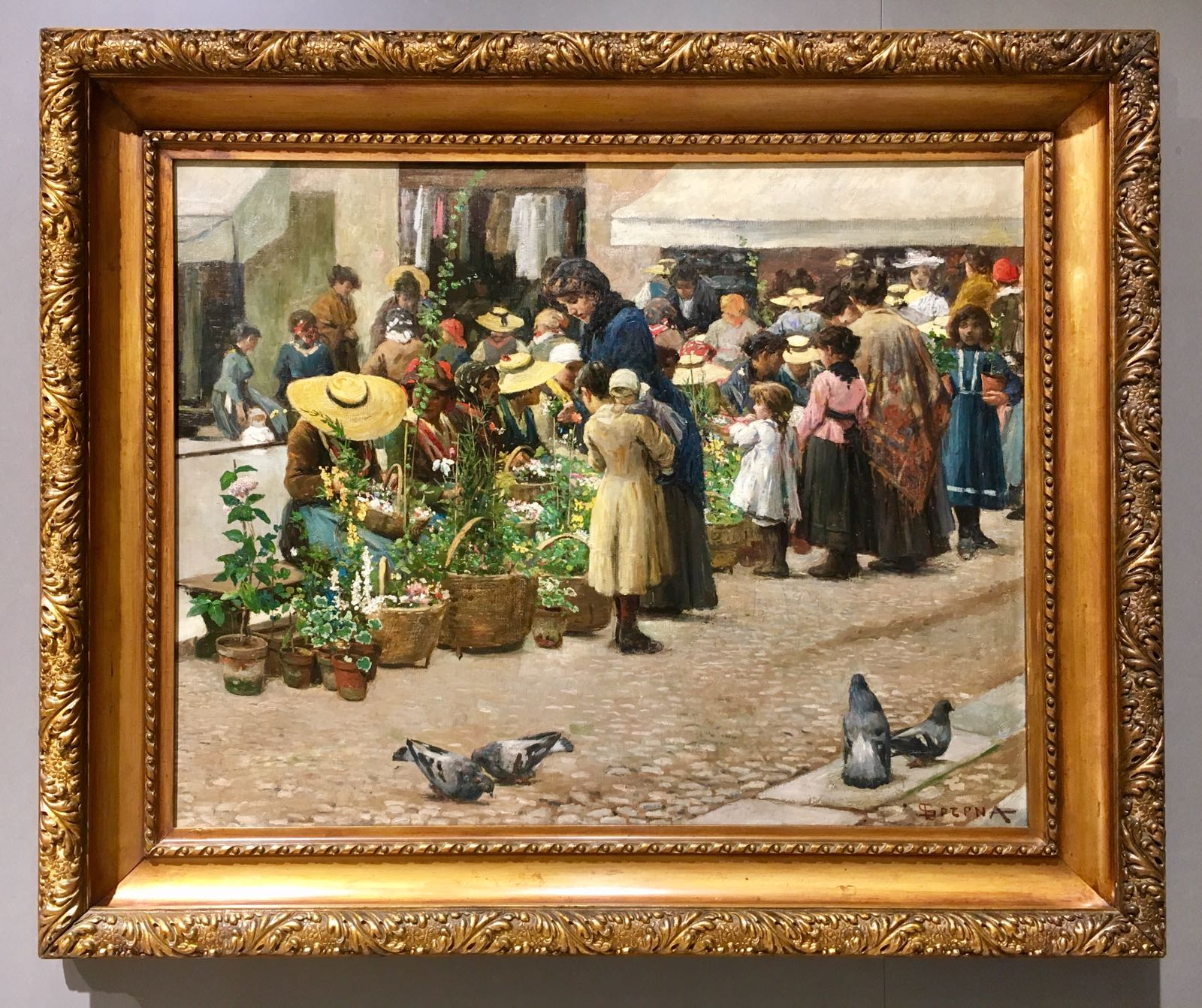
Luigi Serena, Il mercato dei fiori, 1880-1882
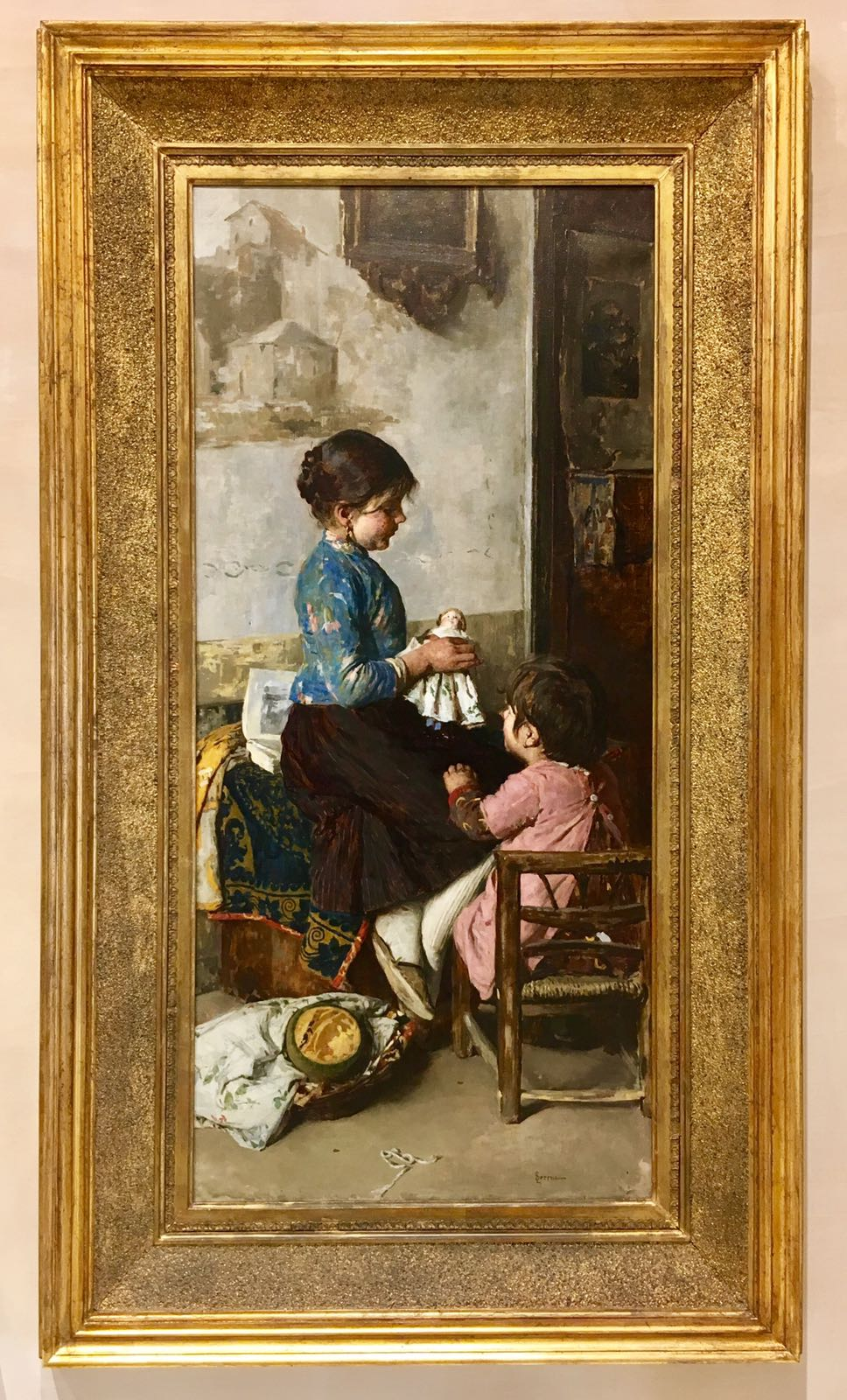
Luigi Serena, Giorni felici, 1884-1886
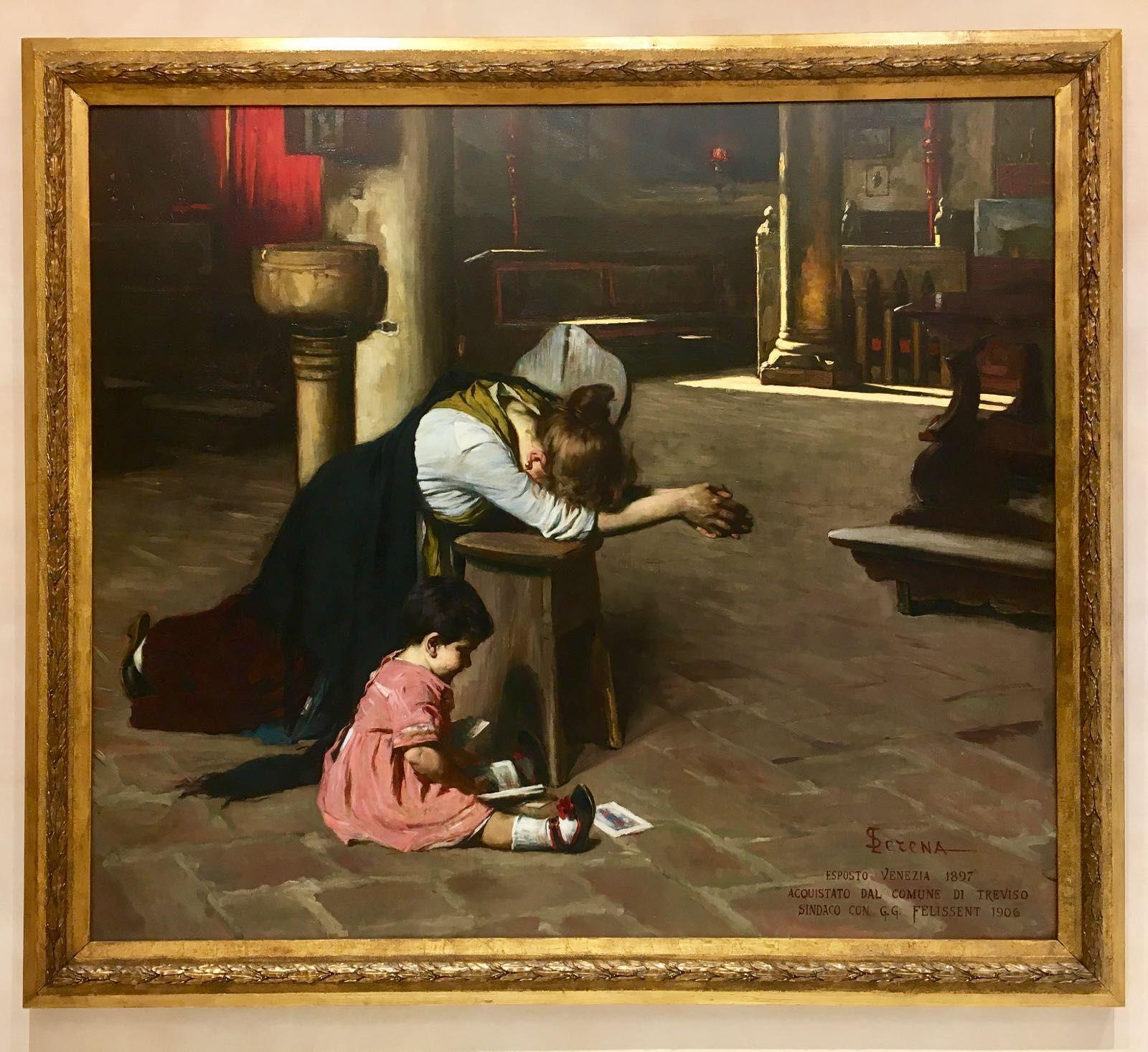
Luigi Serena, Vittime, circa 1897
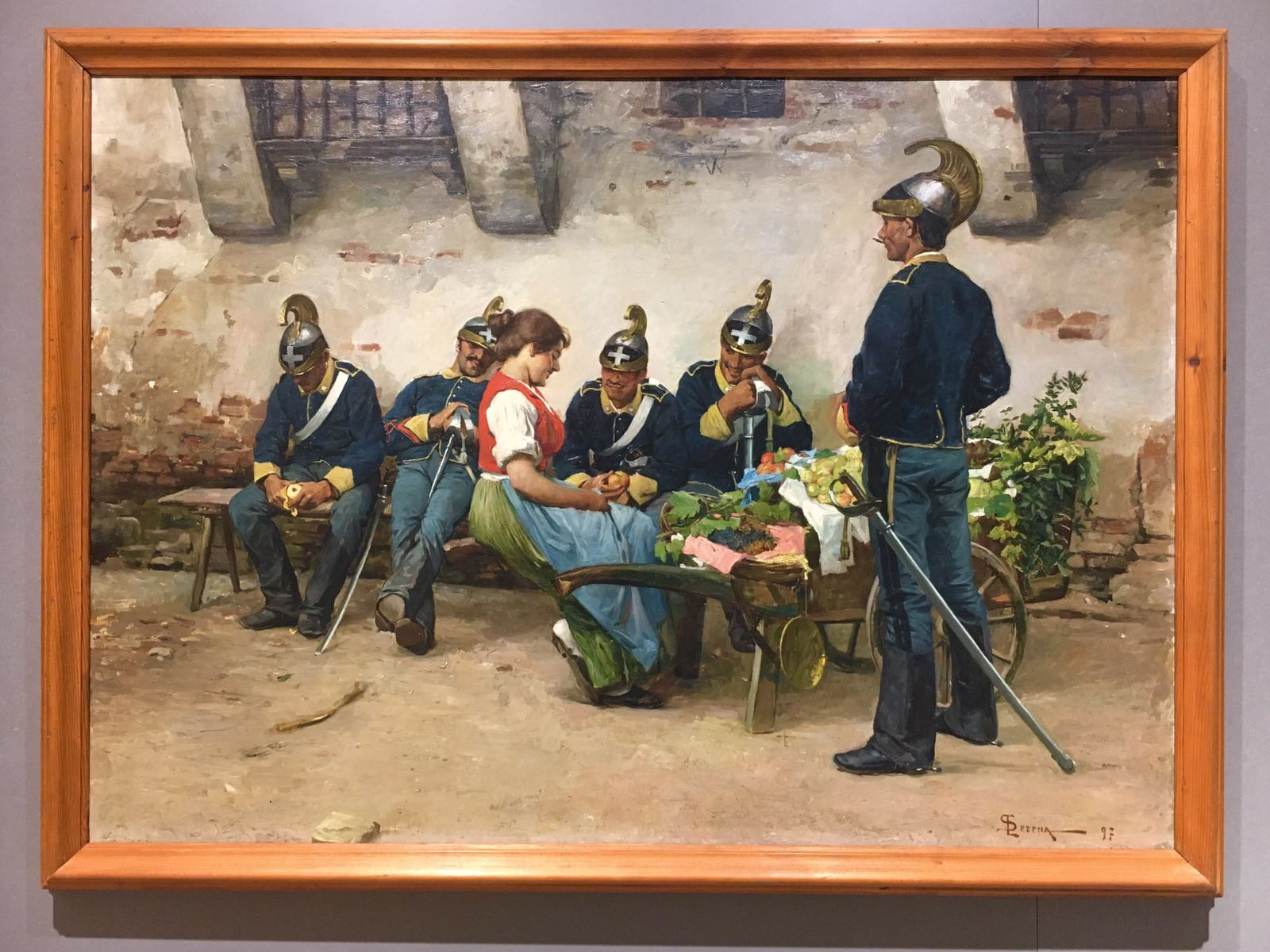
Luigi Serena, La storia del frutto proibito, 1897
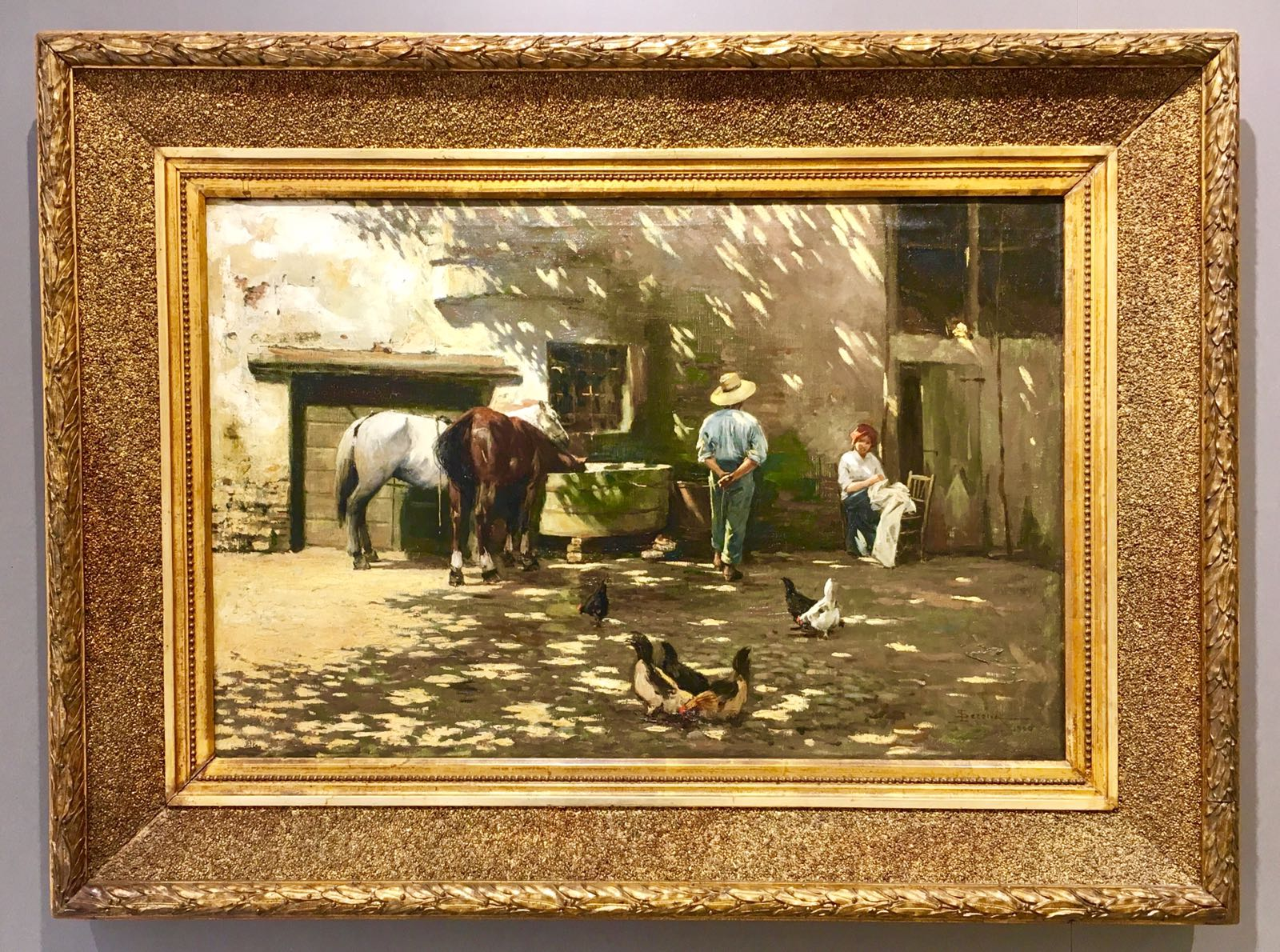
Luigi Serena, Cavalli all'abbeveratoio, 1900
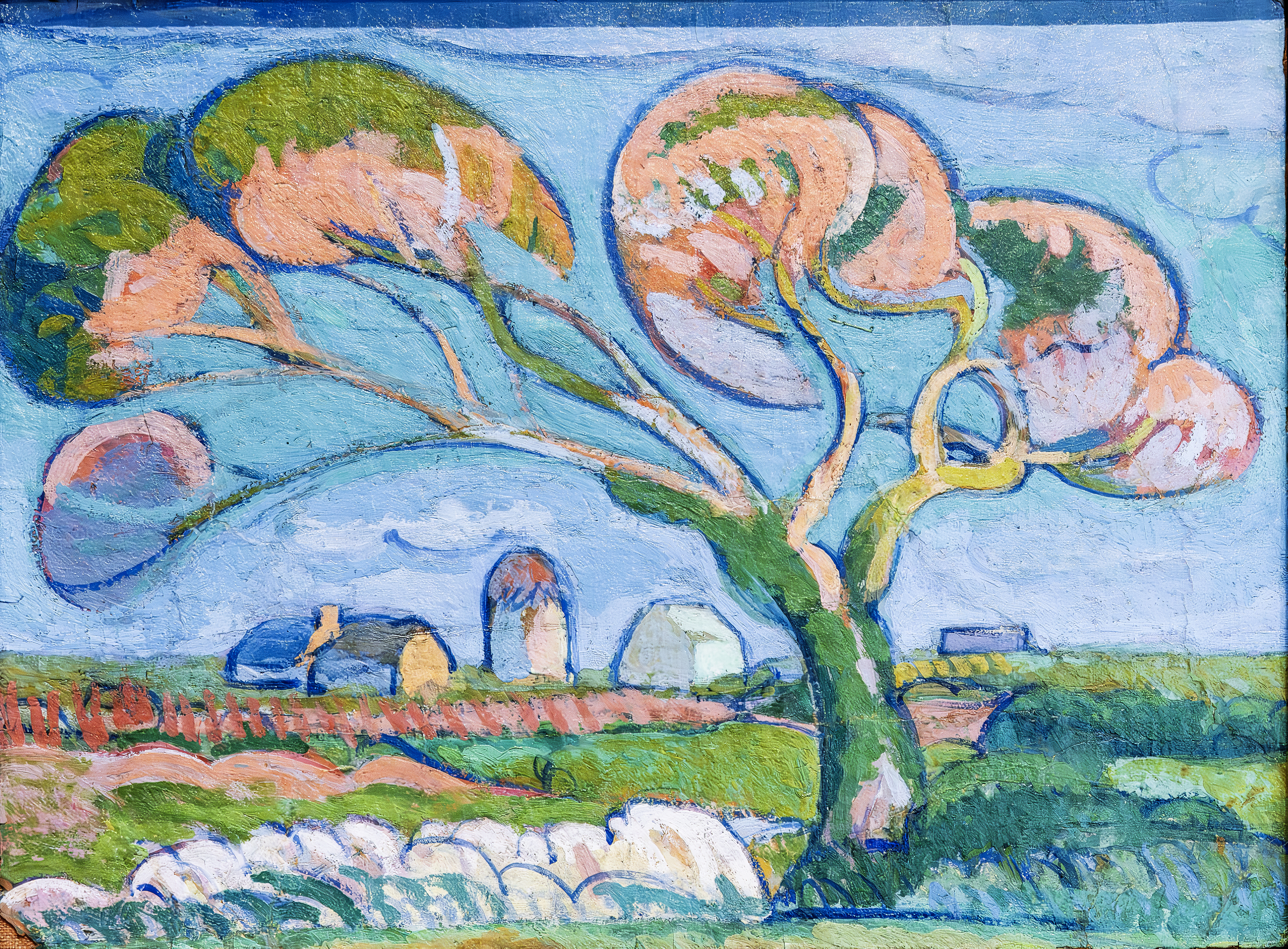
Gino Rossi, Primavera in Bretagna, 1907
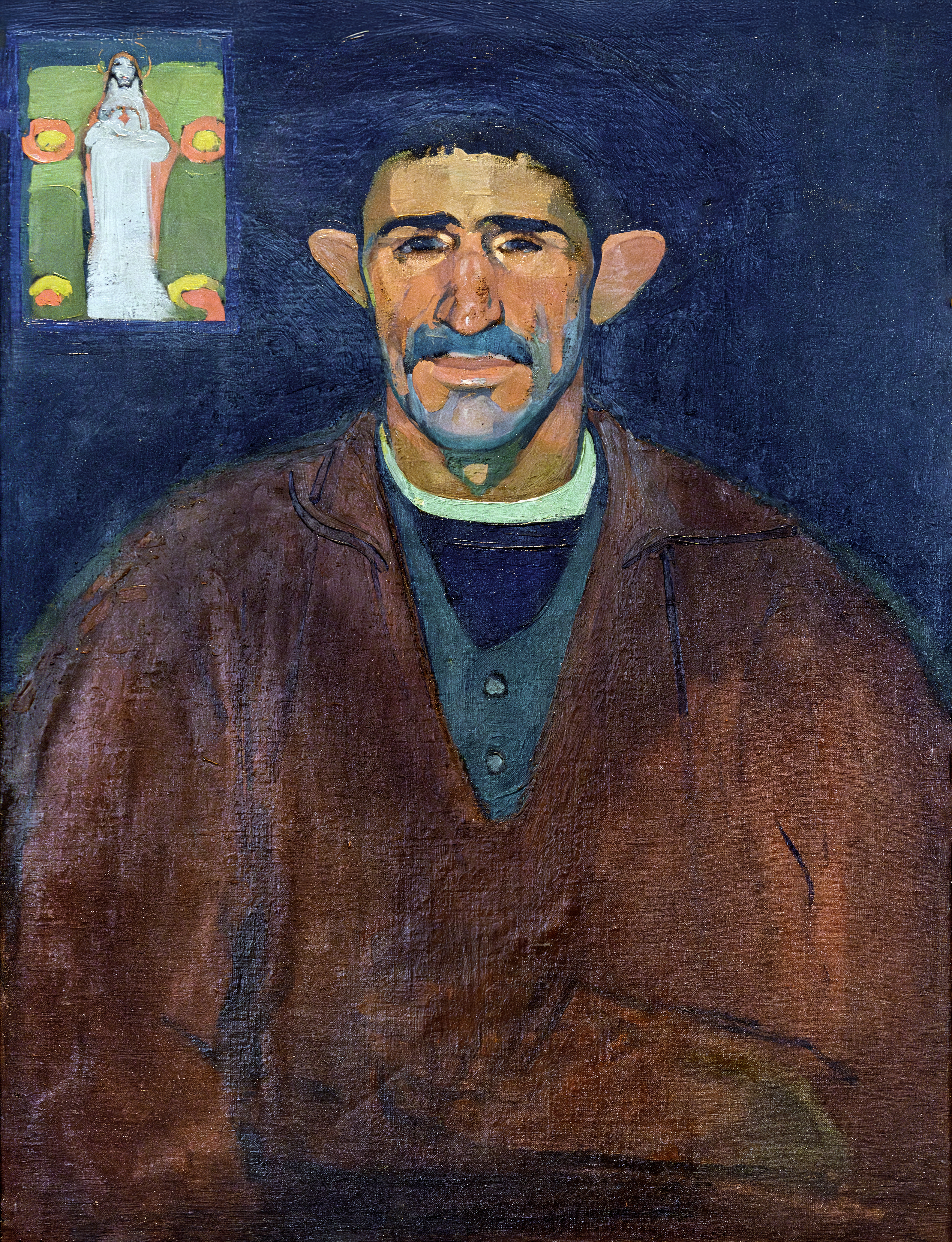
Gino Rossi, Michel Carion marinaio, 1909
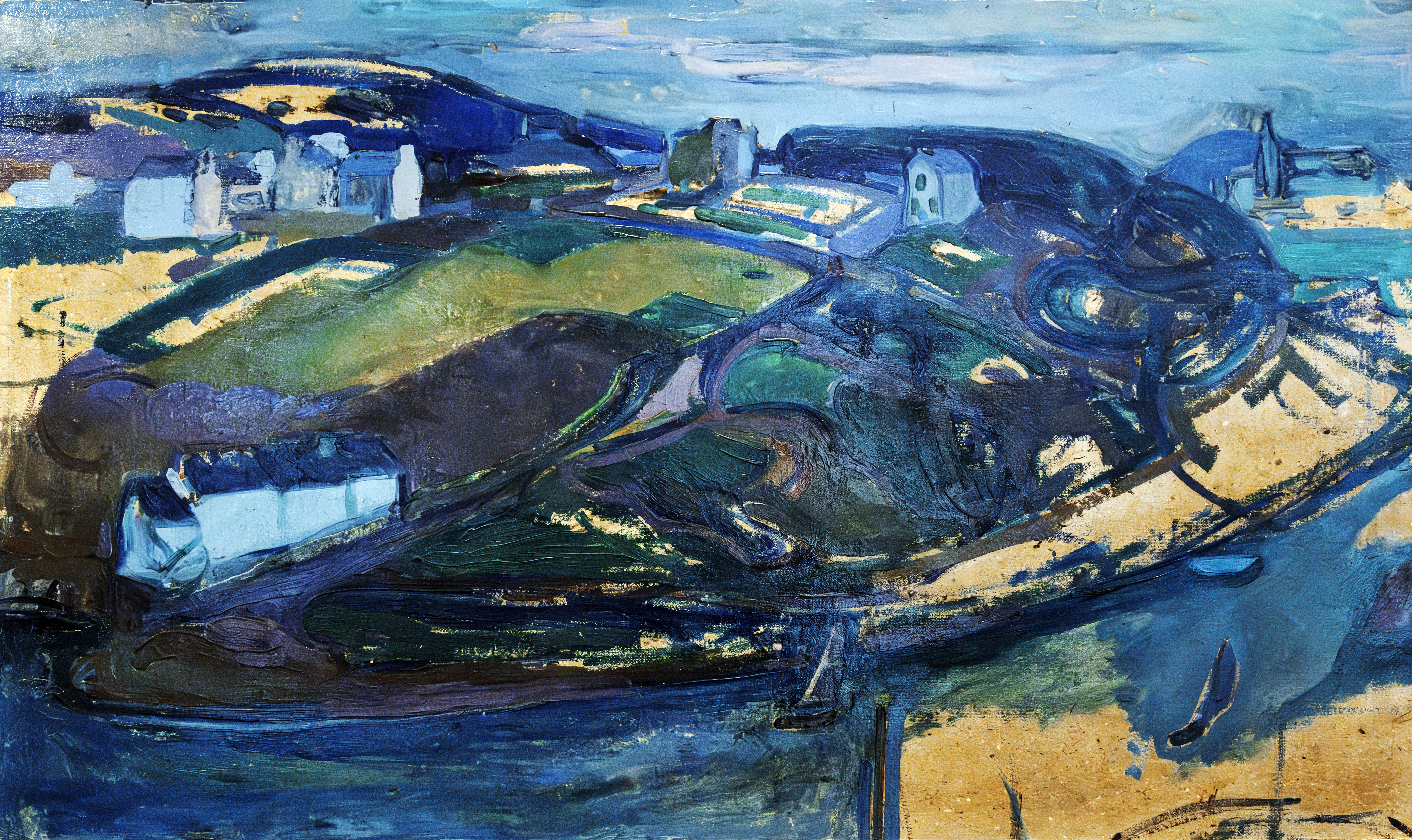
Gino Rossi, La riviera di Menez-hom, 1912
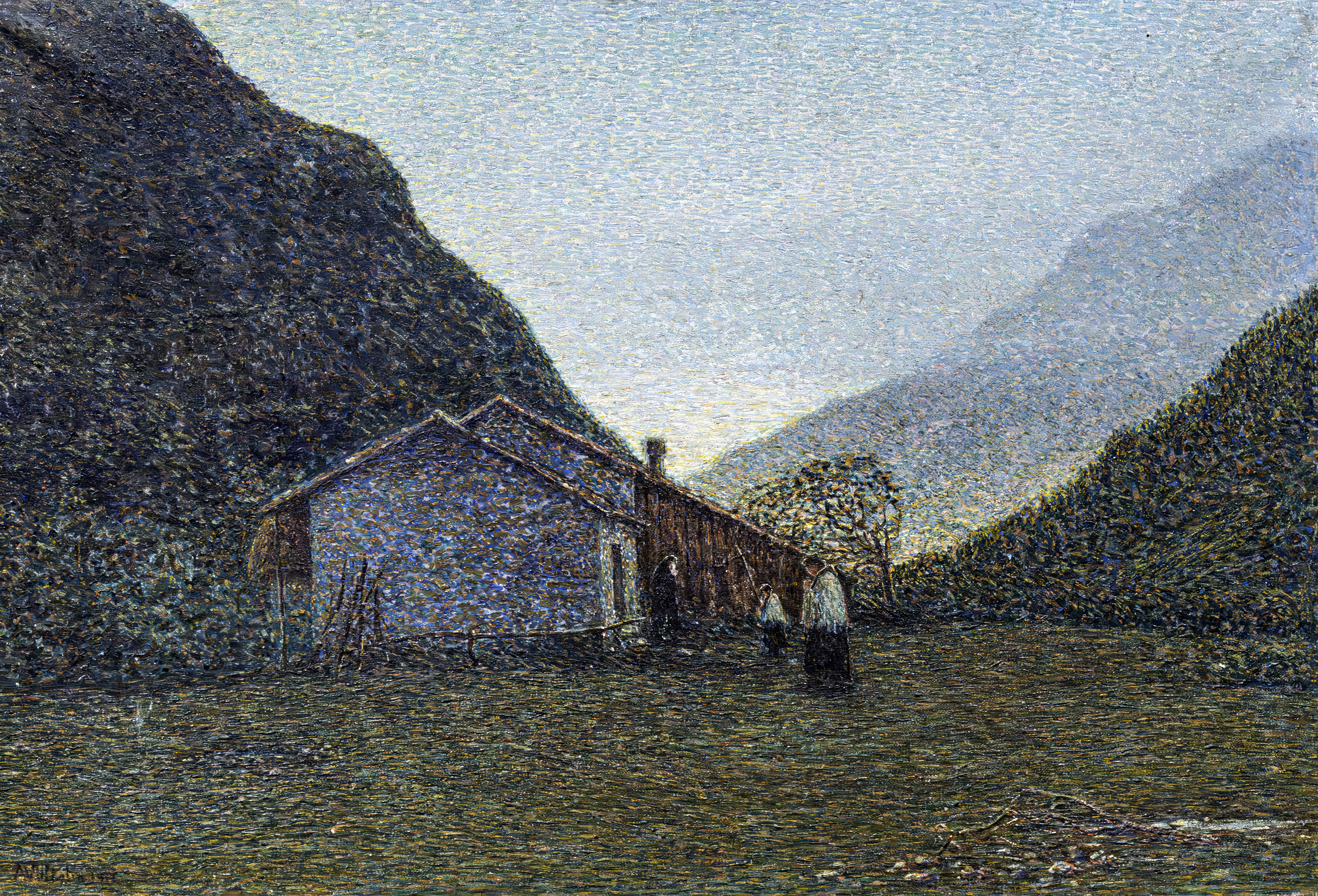
Aldo Voltolin, Il Viatico, circa 1912
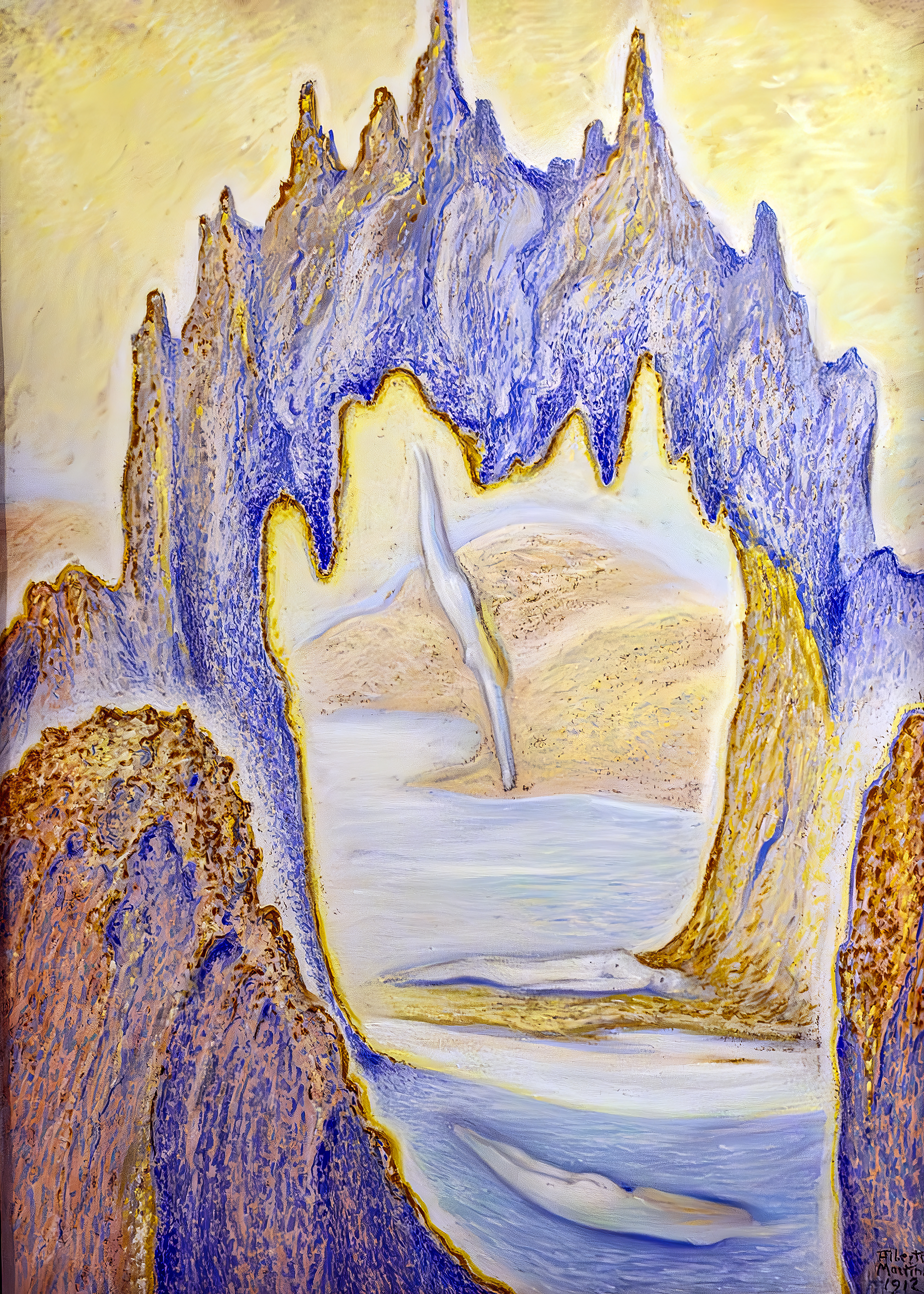
Alberto Martini, Le fantasie del sole (La grotta delle perle), 1912
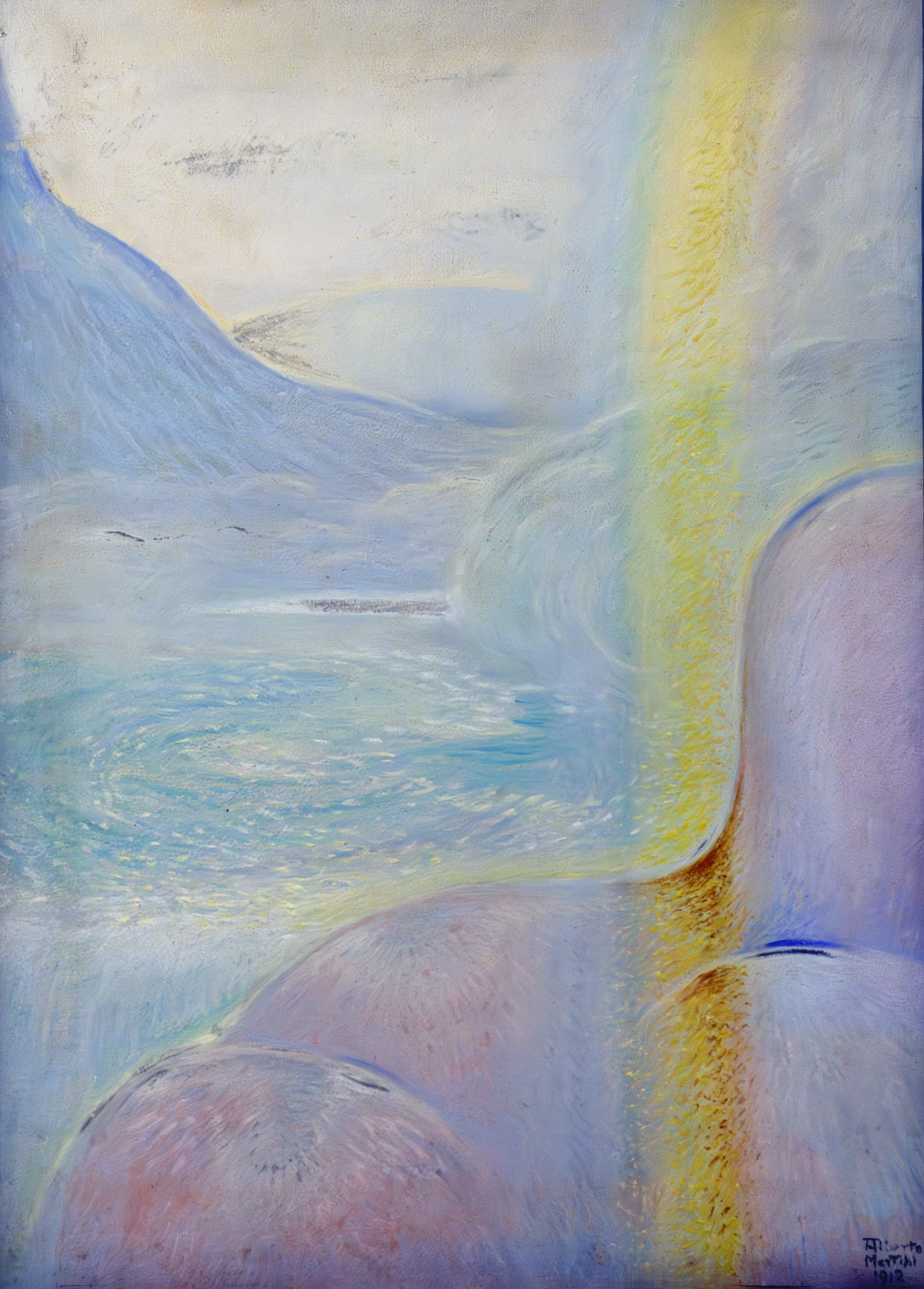
Alberto Martini, Le fantasie del sole (La sfinge del mare), 1912
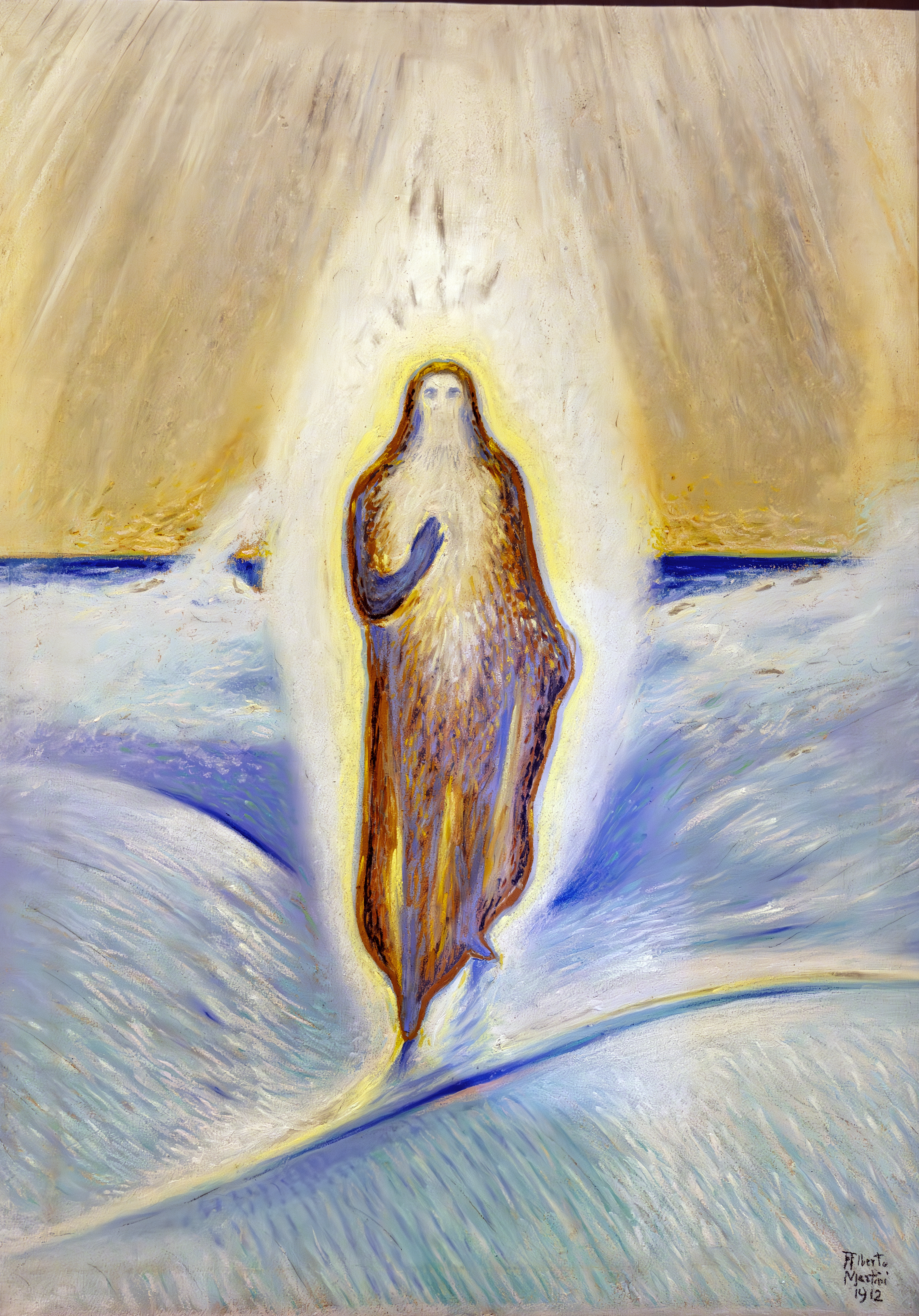
Alberto Martini, Le fantasie del sole (L'uomo che cammina sul mare), 1912
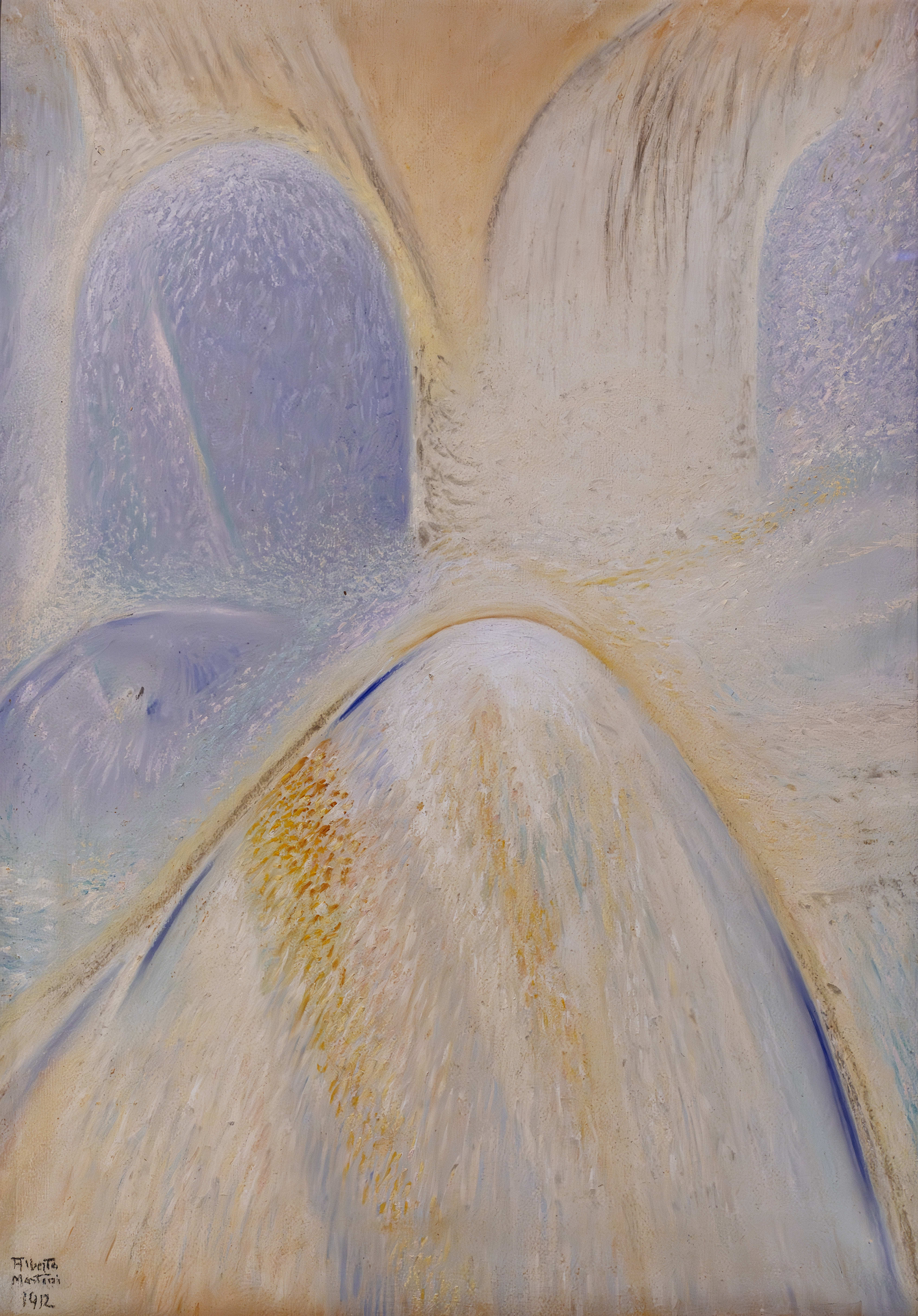
Alberto Martini, Le fantasie del sole (Il giardino incantato), 1912
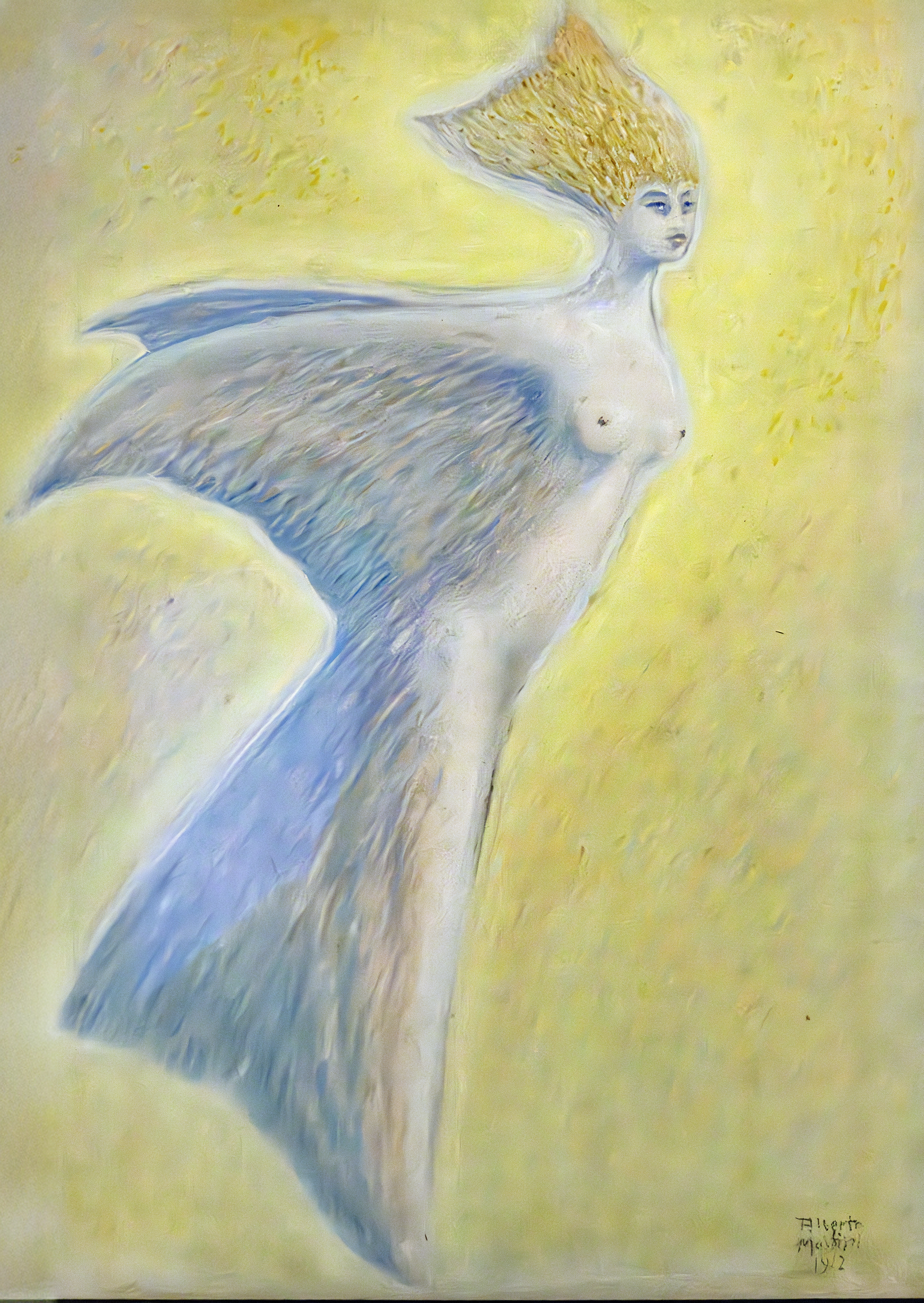
Alberto Martini, Le fantasie del sole (L'aurora), 1912
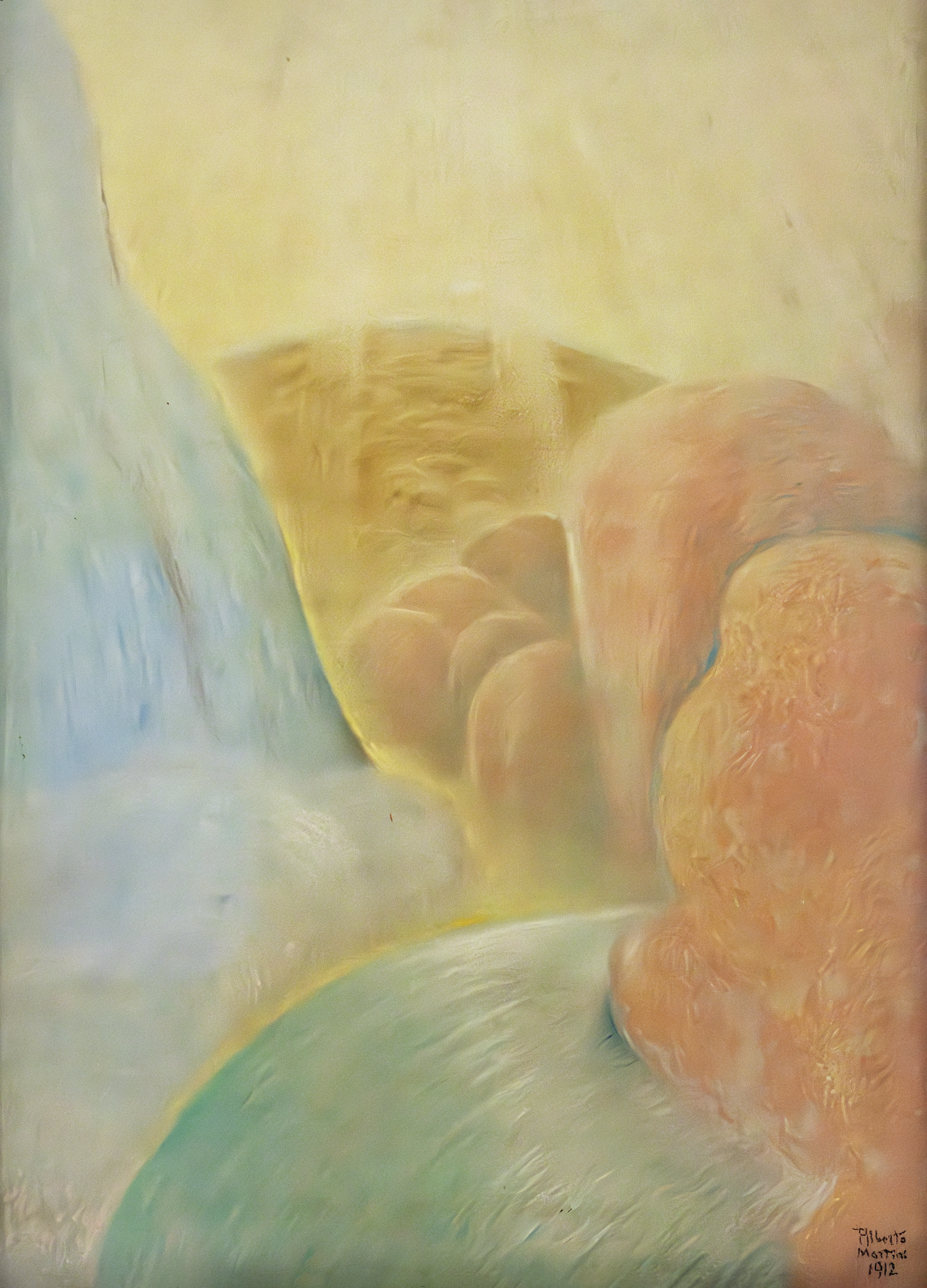
Alberto Martini, Le fantasie del sole (I fiumi), 1912
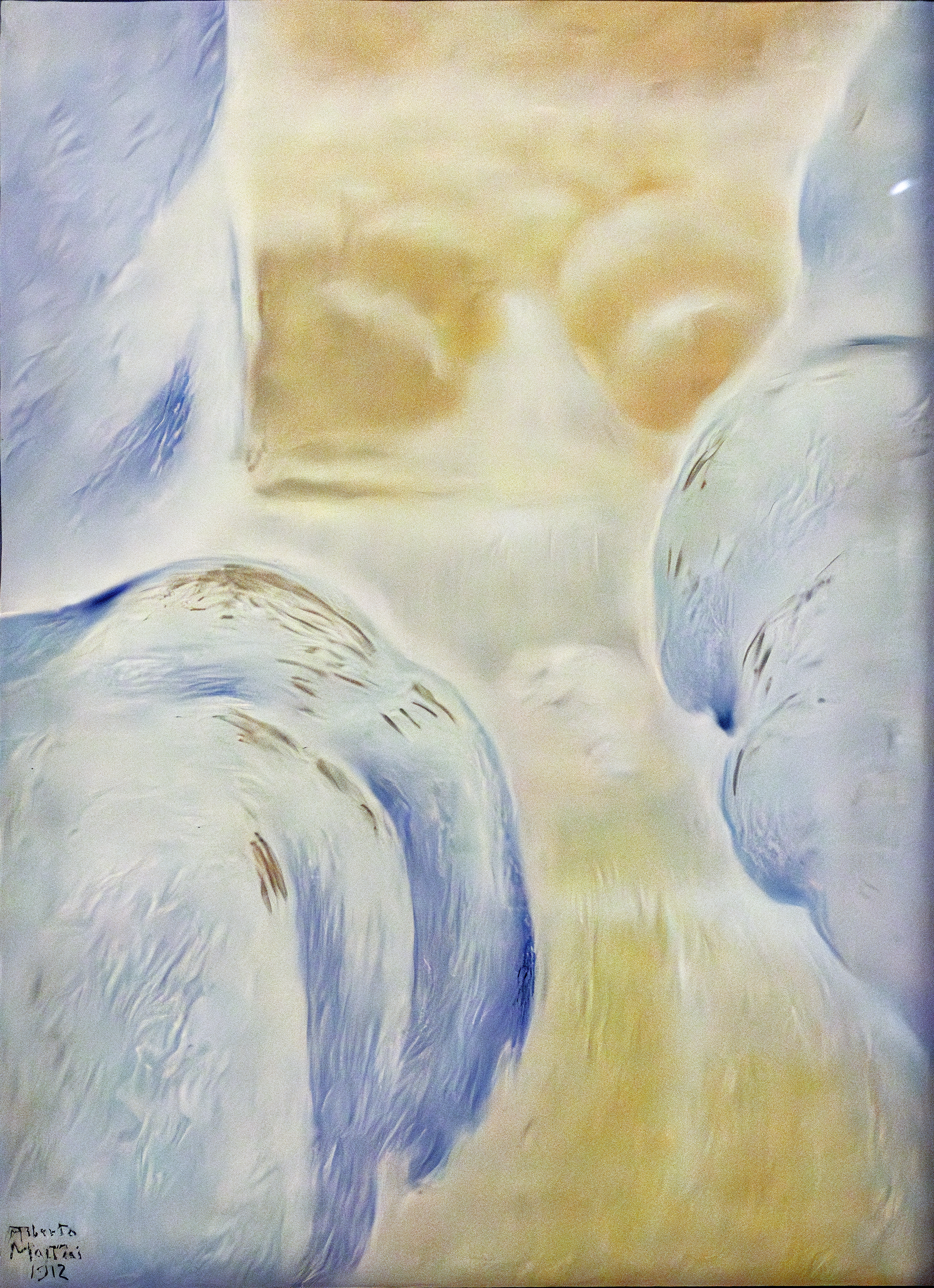
Alberto Martini, Le fantasie del sole (Le capanne d'oro), 1912
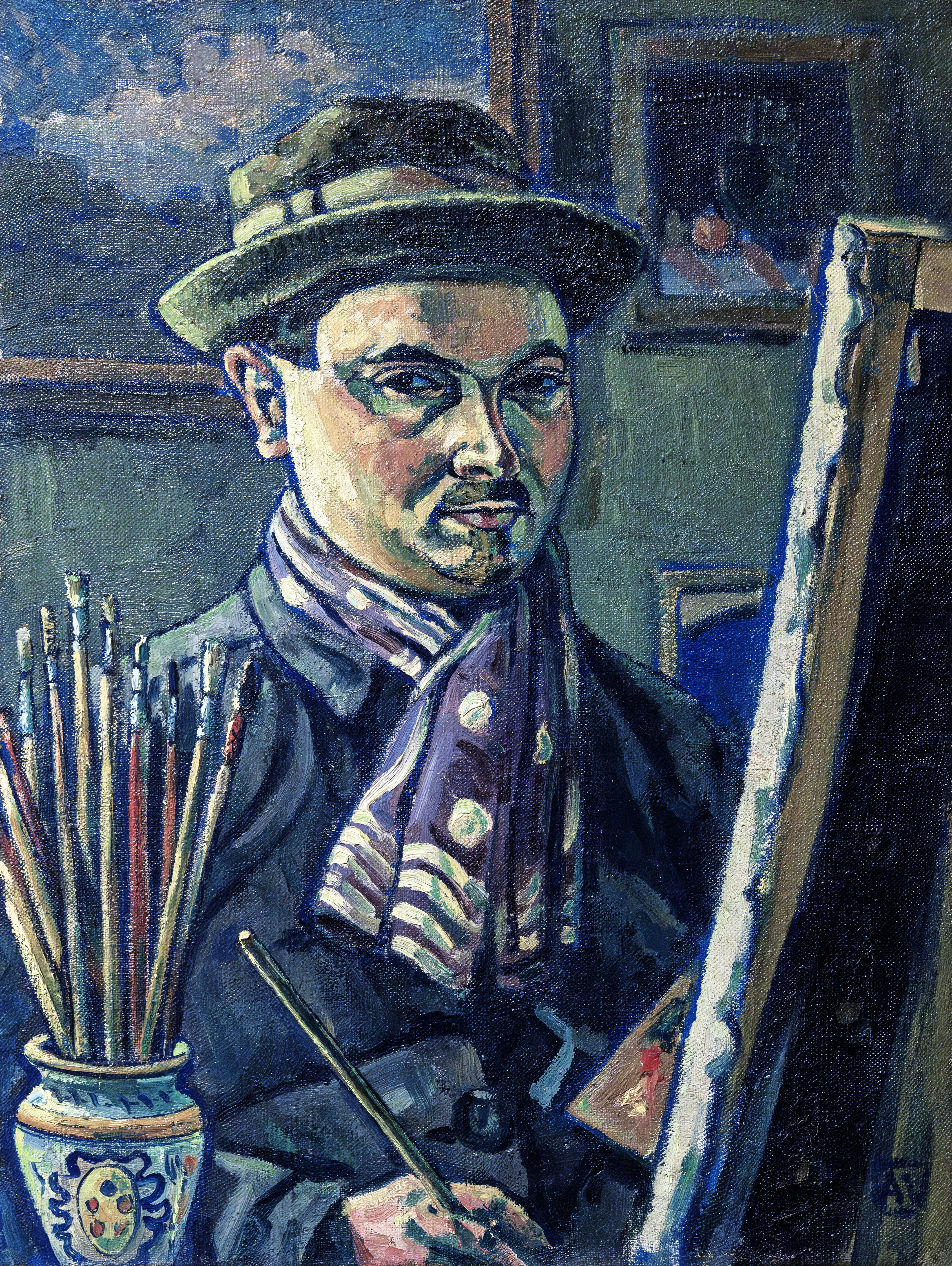
Aldo Voltolin Autoritratto nel studio, 1912
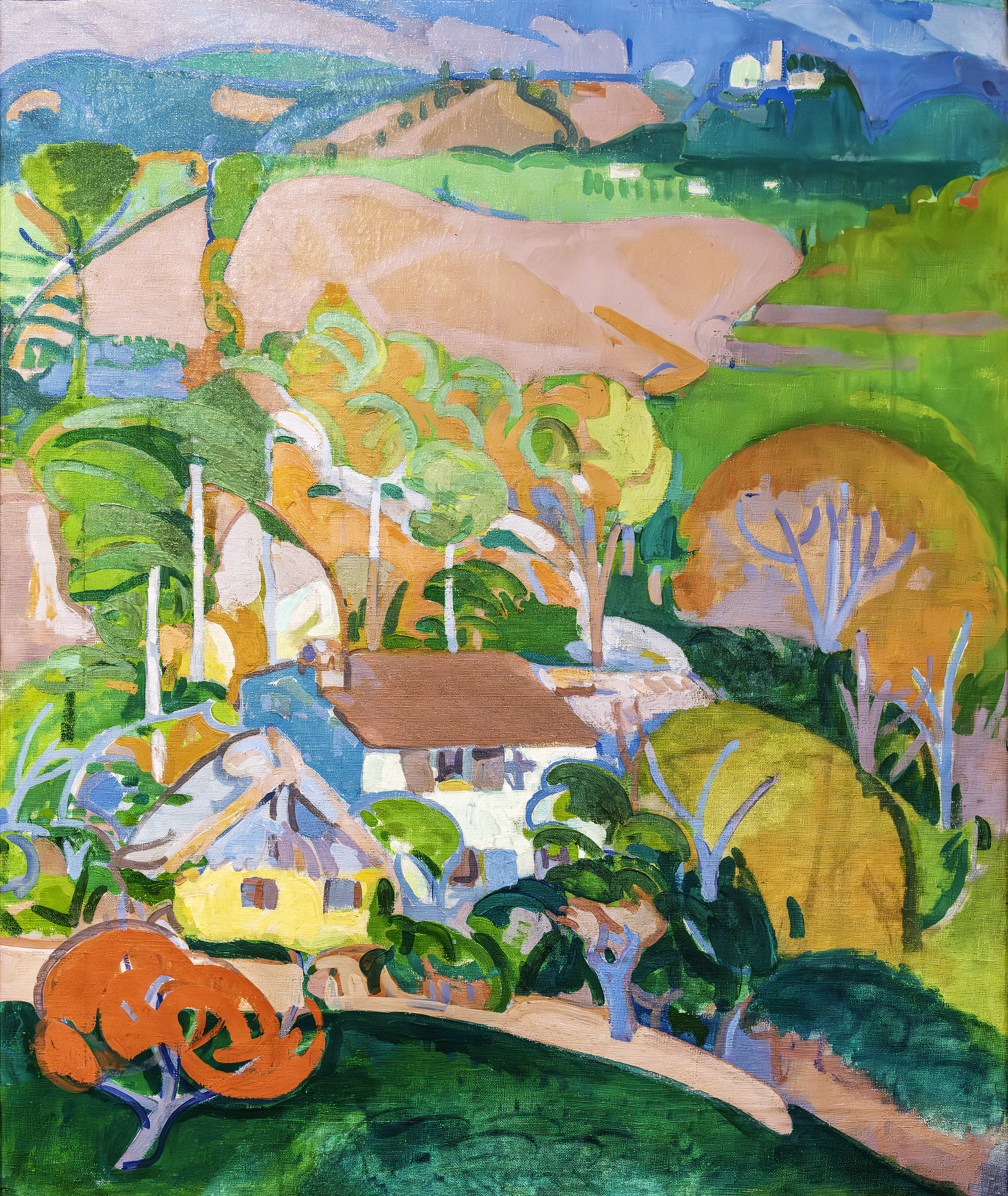
Gino Rossi, Paese asolano, Monfumo, 1913-1914
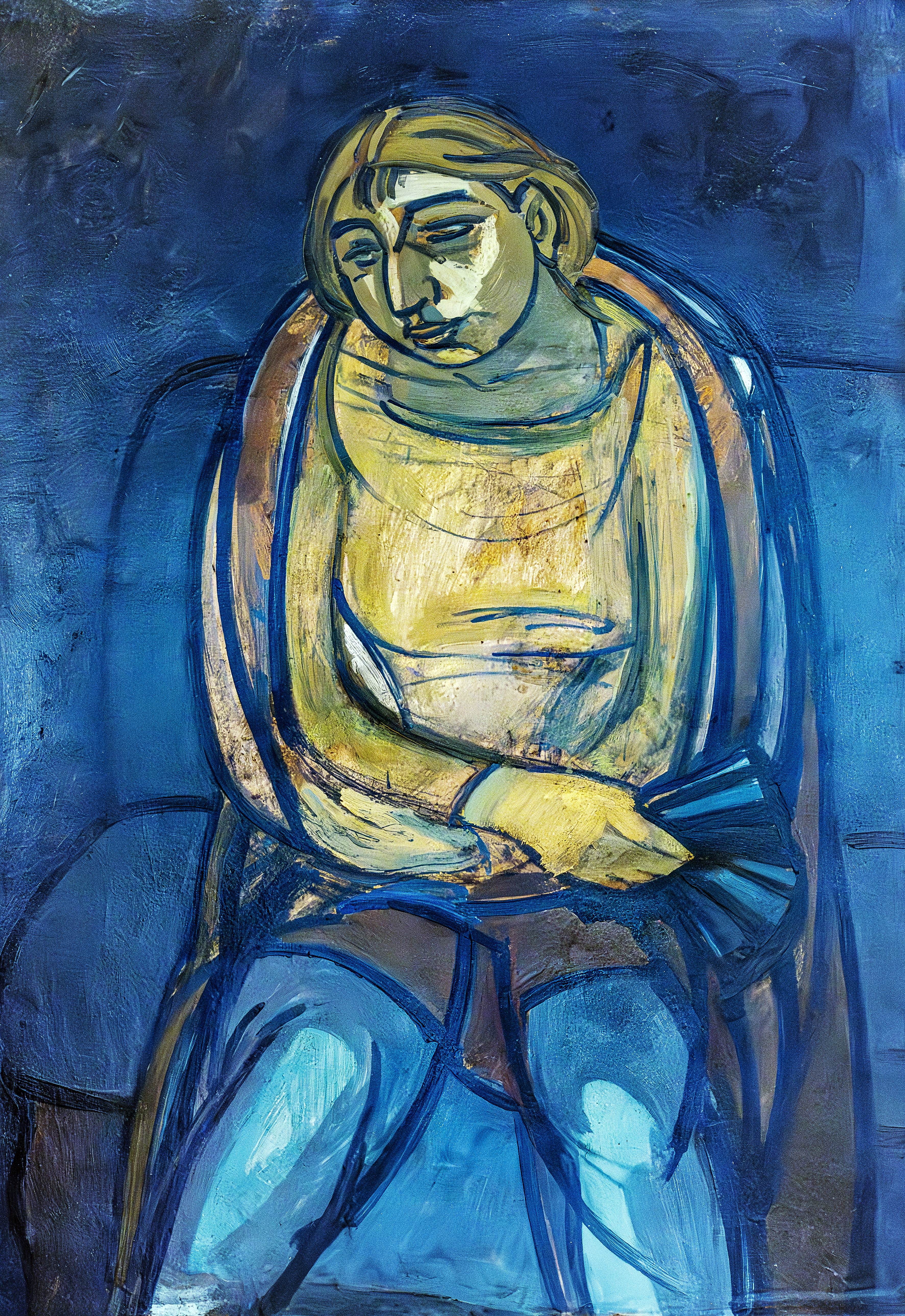
Gino Rossi, Donna seduta; La donnina allegra, 1913-1919
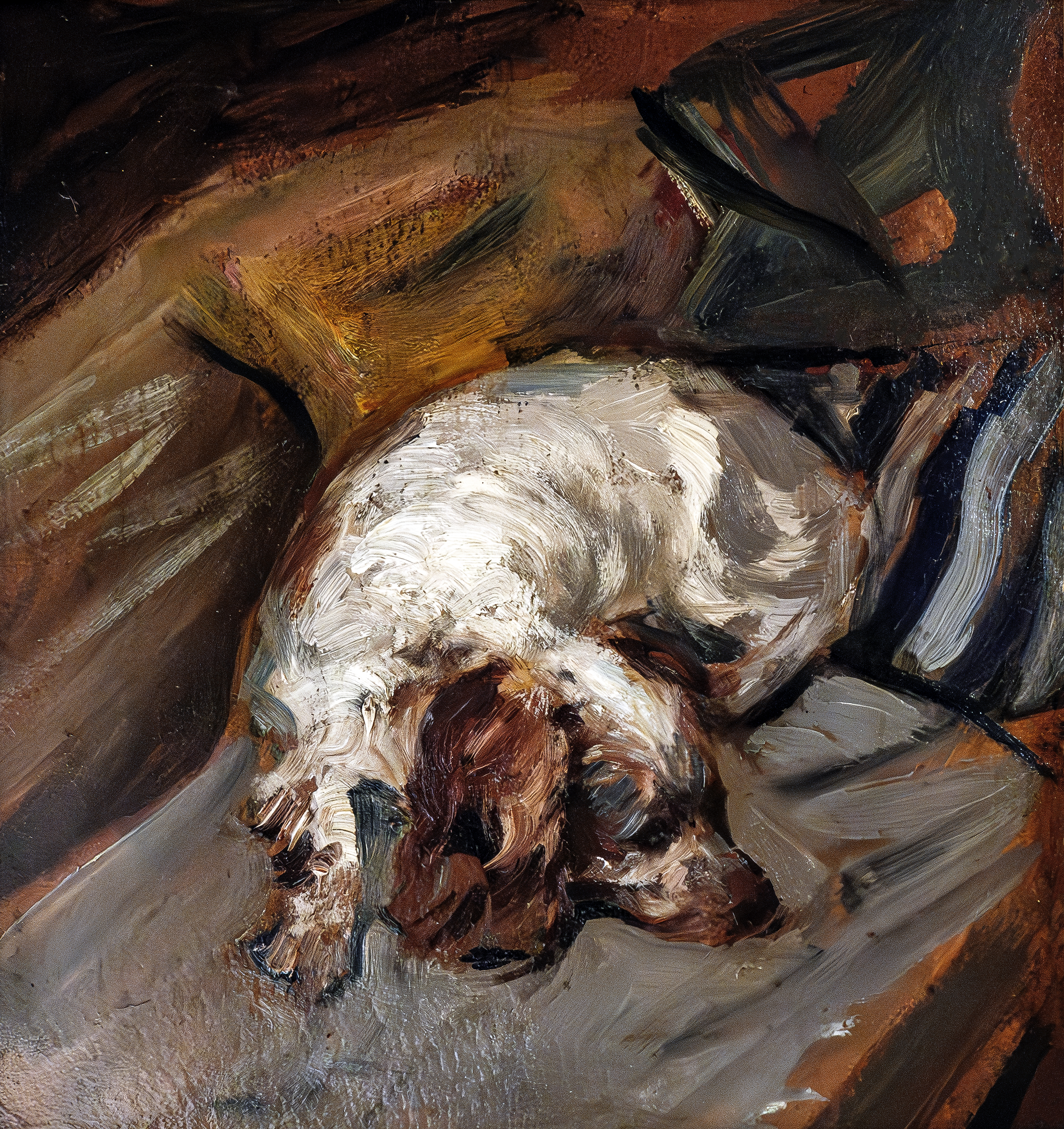
Lino Selvatico, La Sara (cane), circa 1915
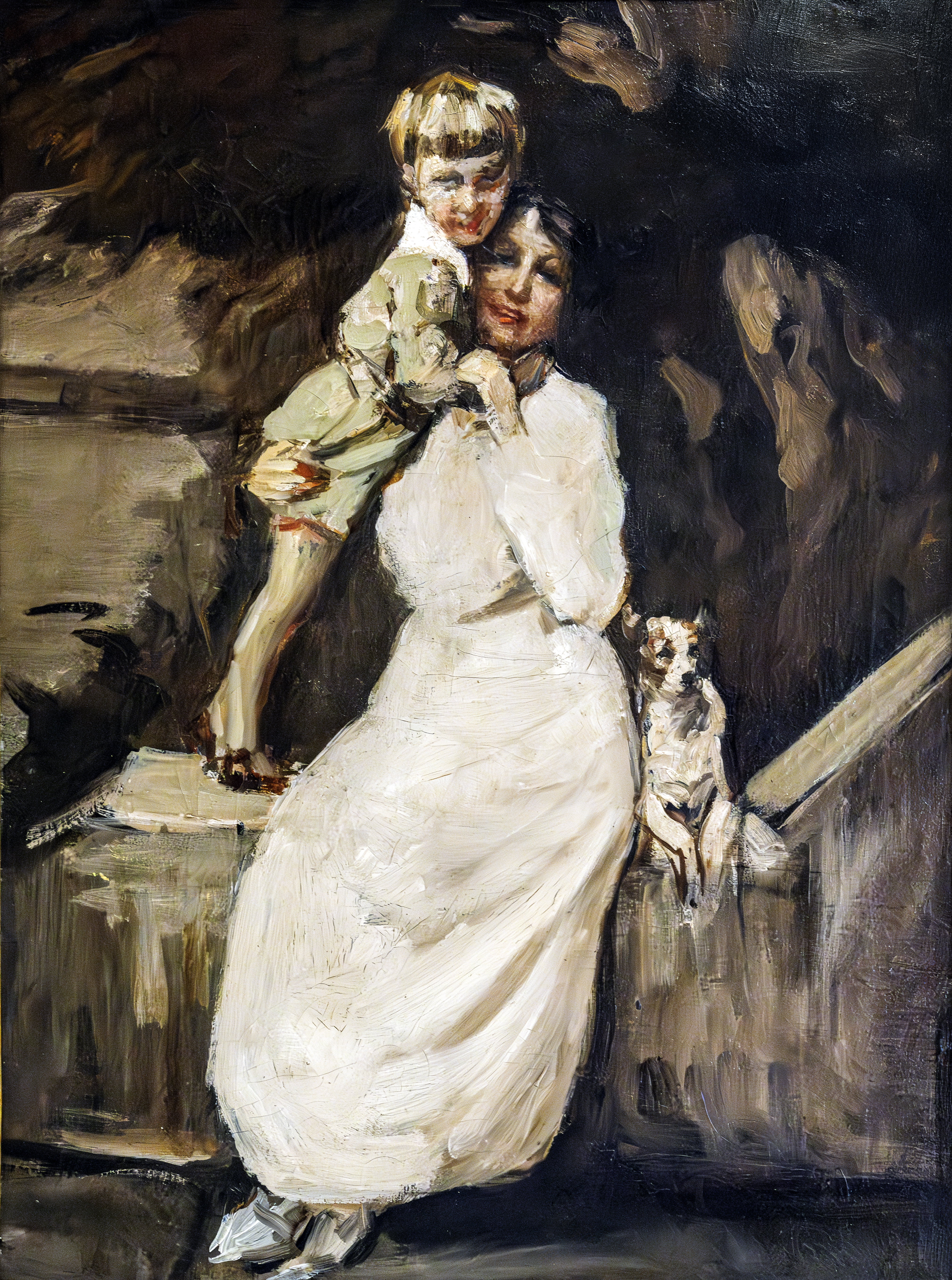
Lino Selvatico, Maternità (bozzetto per ritratto), 1917
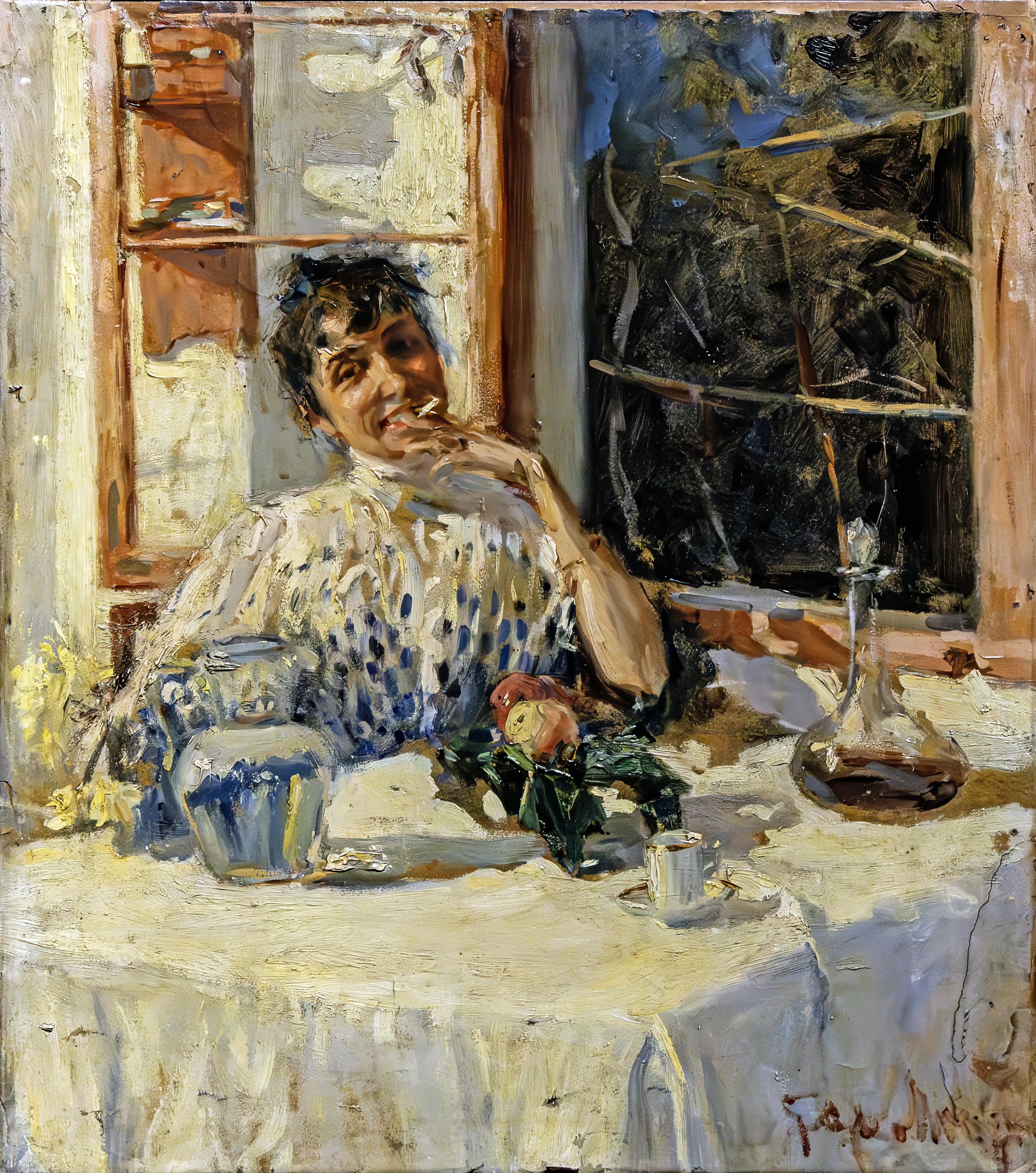
Giovanni Apollonio, Dopopranzo alla Moncia, 1917
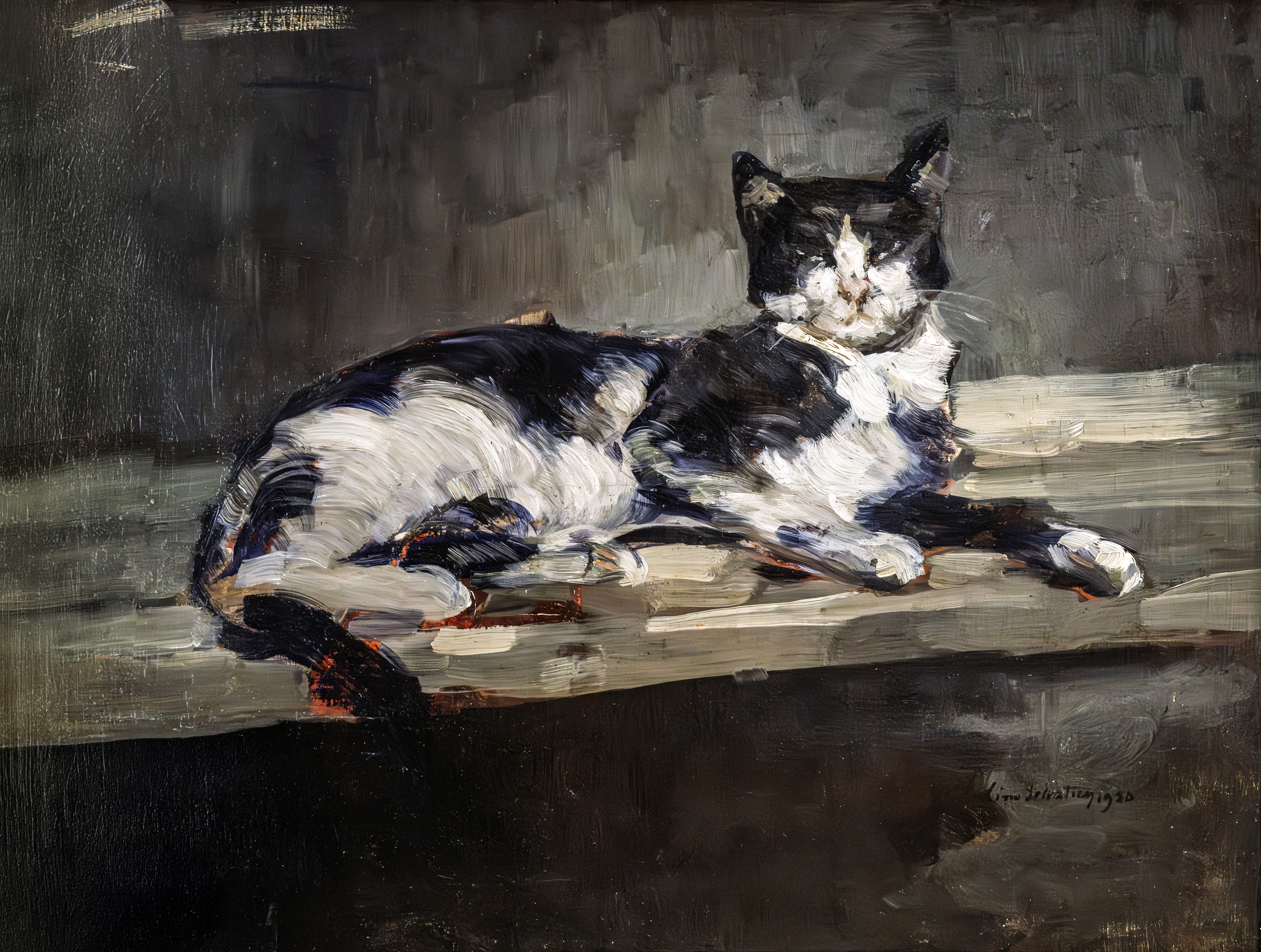
Lino Selvatico, Il gatto, 1920
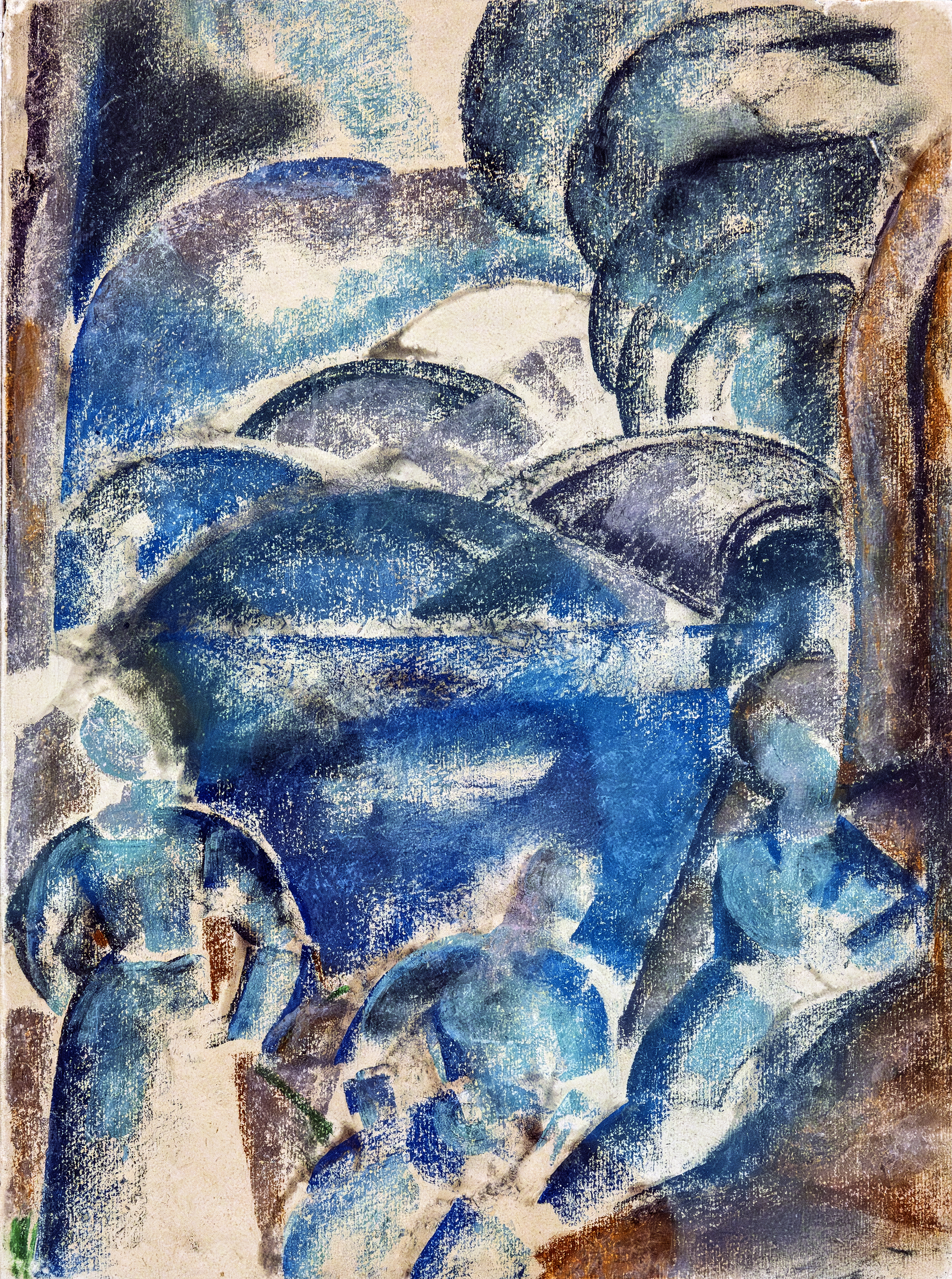
Gino Rossi, Composizione, 1920-1921
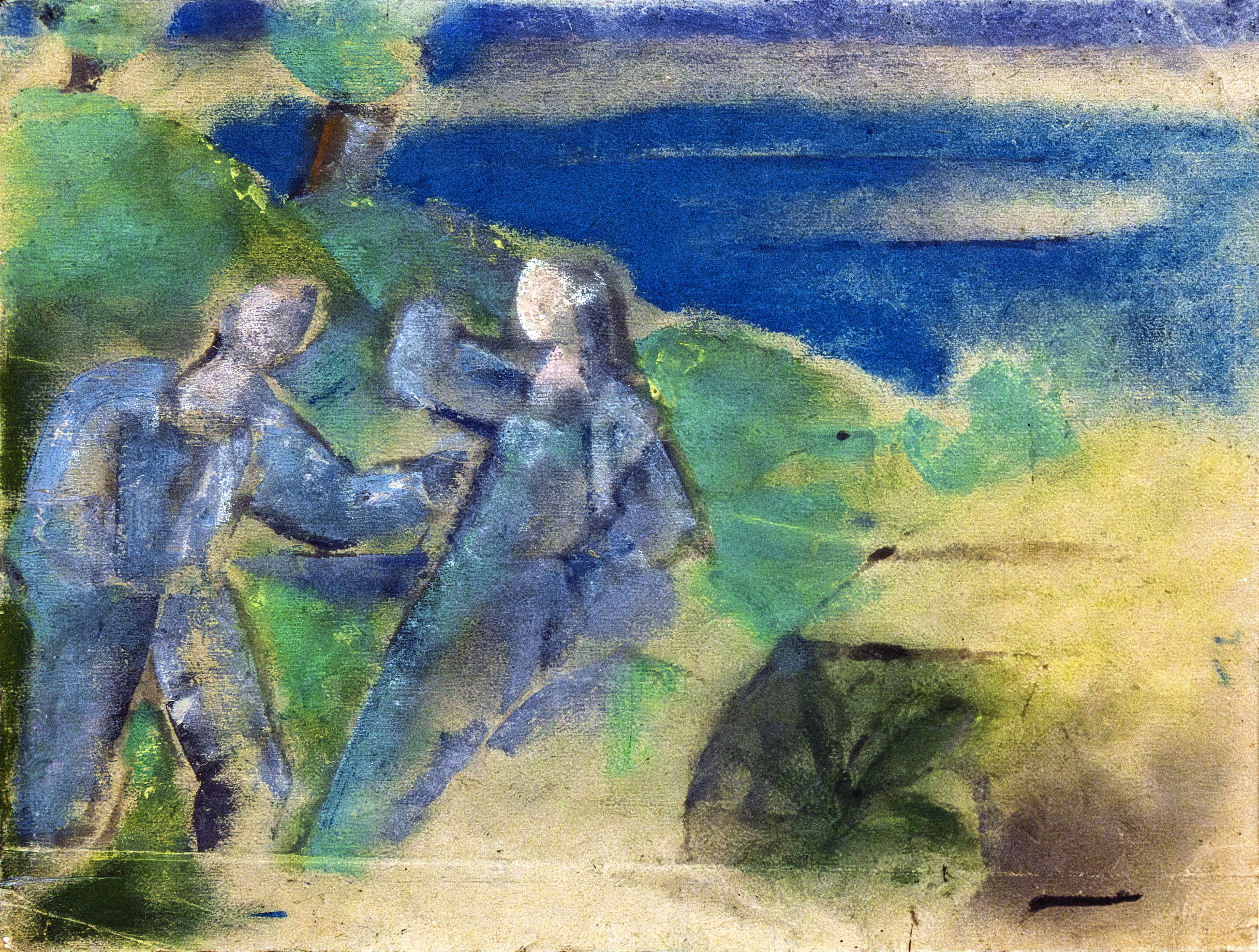
Gino Rossi, Uomo e donna a colloquio, 1920-1921
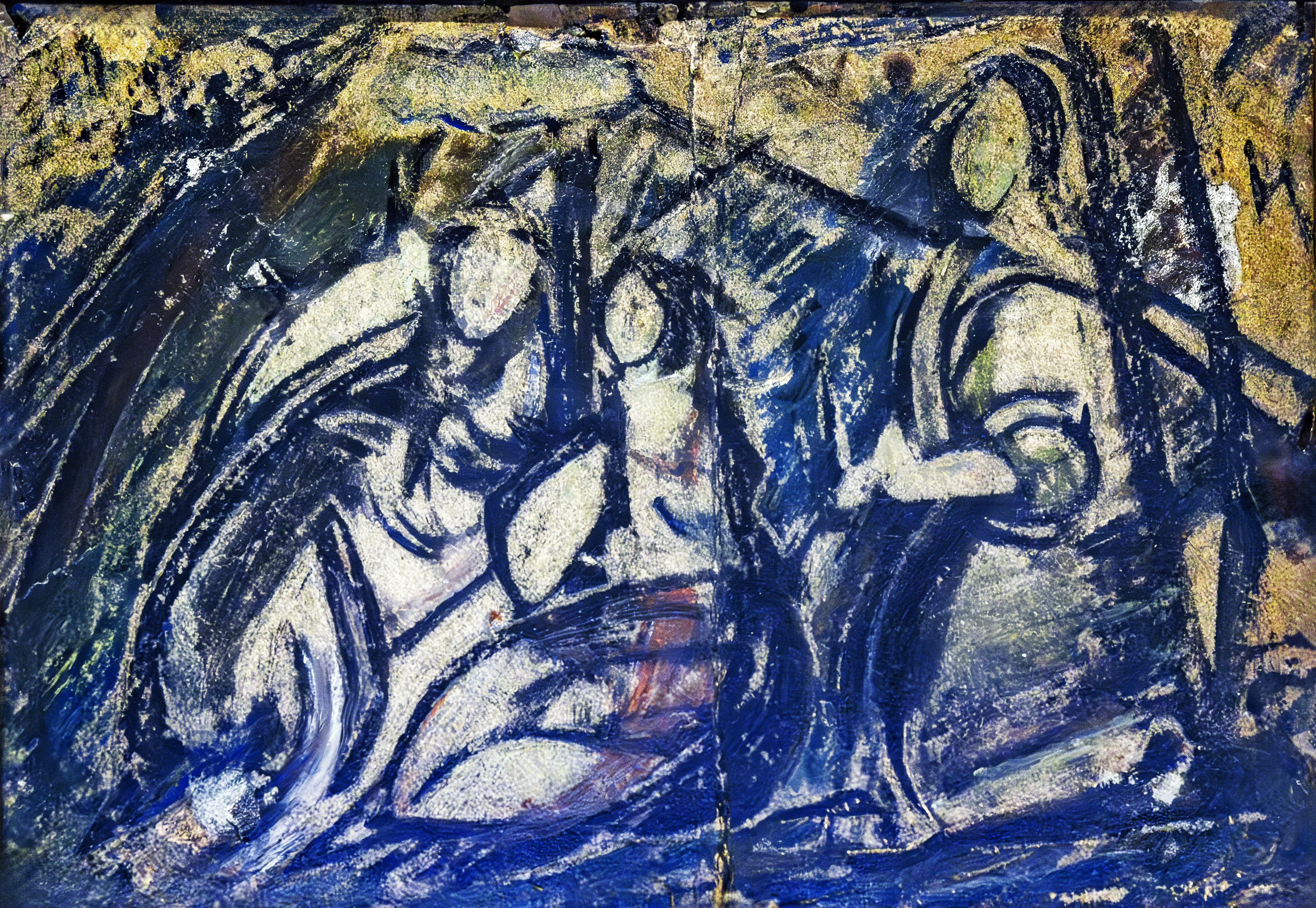
Gino Rossi, Composizione di figure, 1920-1921
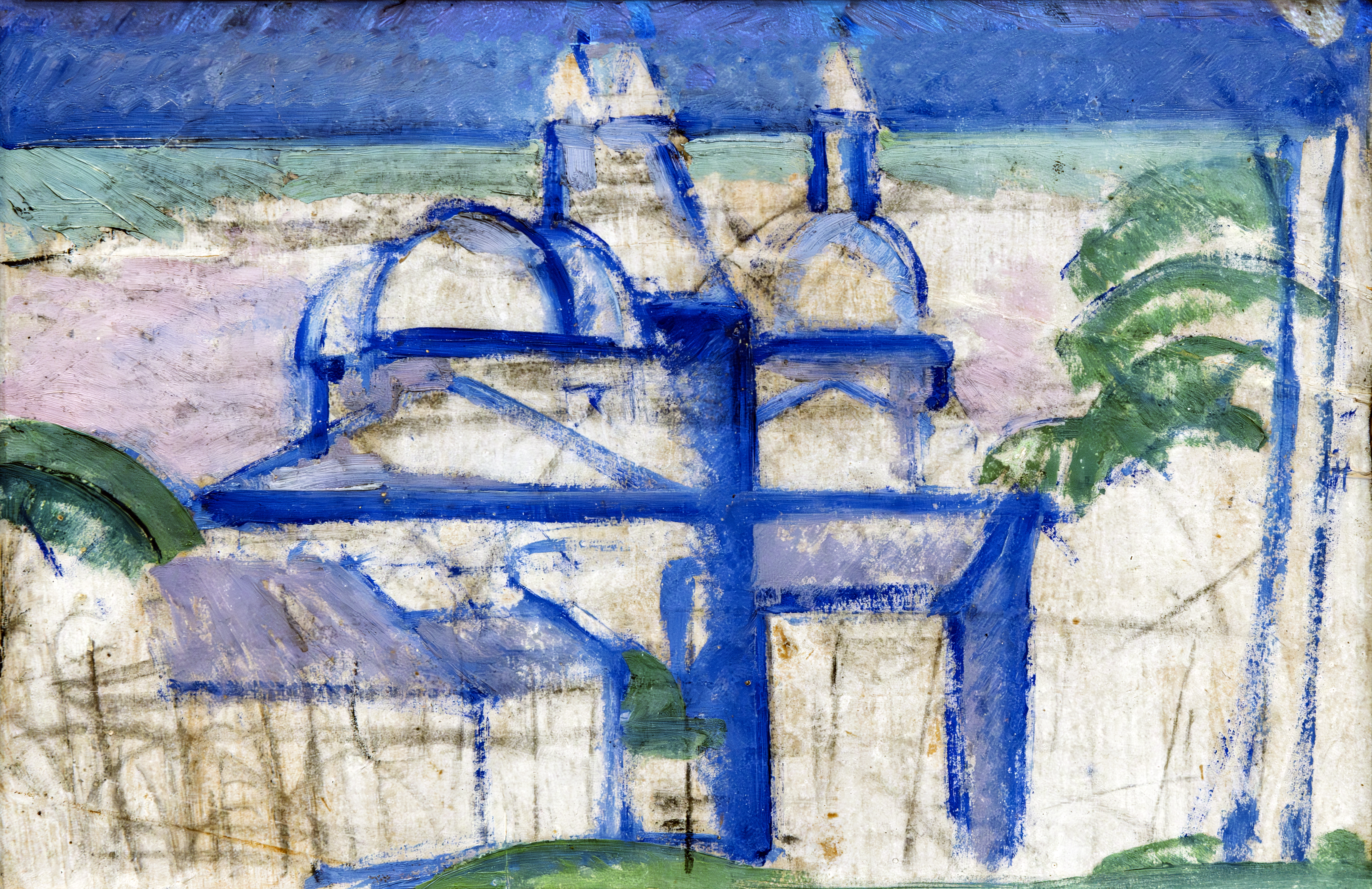
Gino Rossi, Il Santo di Padova, 1920-1921
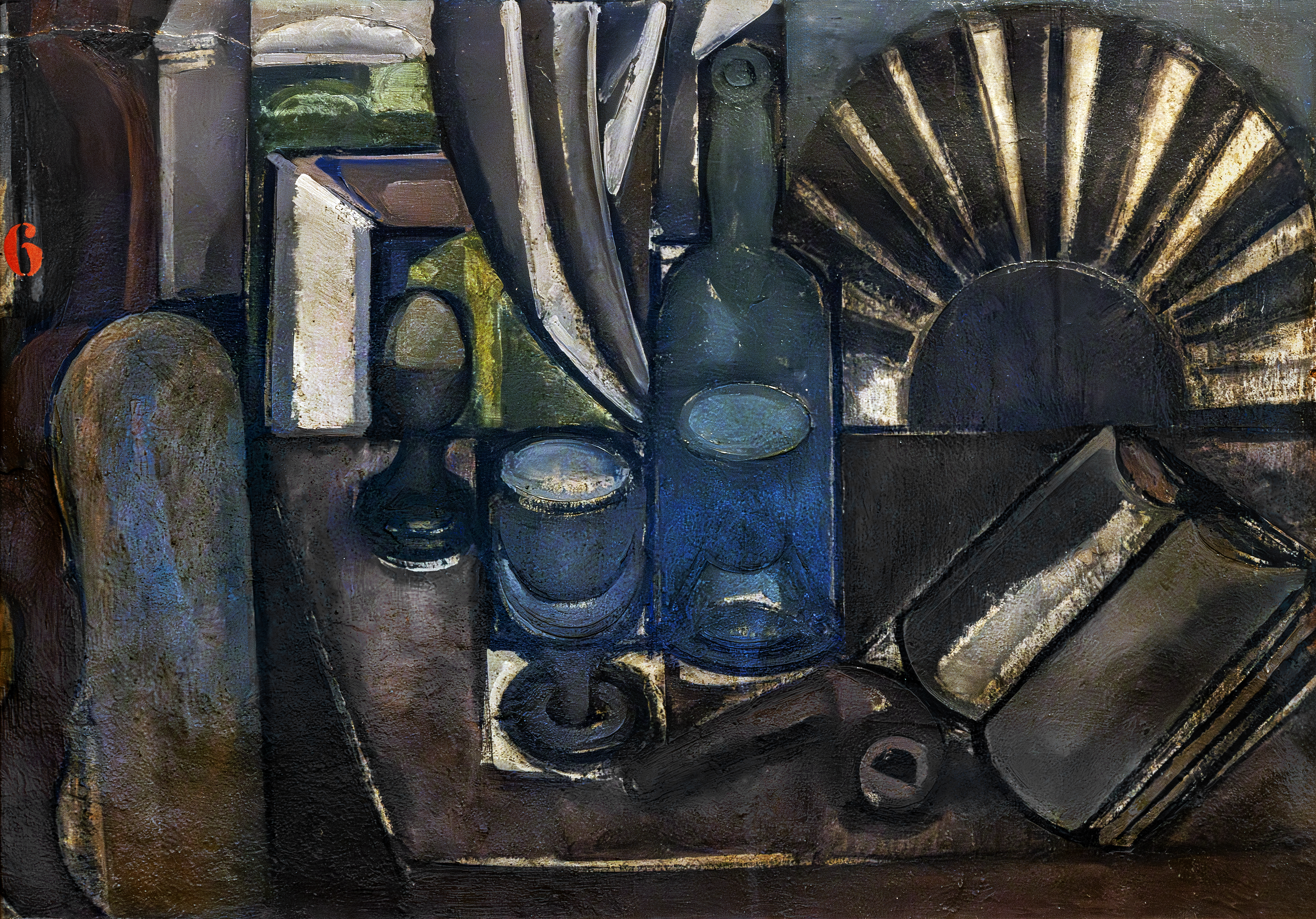
Gino Rossi, Natura morta con ventaglio, 1920-1921